# Nhà Nguyên
Nhà Nguyên (tiếng Trung: 元朝, bính âm: Yuán Cháo, Hán-Việt: Nguyên triều) hay Đại Nguyên (Tiếng Trung: 大元, bính âm: Dà Yuán) là nhà nước kế tục của Đế quốc Mông Cổ và đánh dấu lần đầu tiên Trung Hoa chịu sự cai trị của một triều đại do người dân tộc thiểu số lập ra. 
Triều Nguyên do Nguyên Thế Tổ Hốt Tất Liệt lập nên vào năm 1271, định đô tại Đại Đô sau khi Đế quốc Mông Cổ bị phân nhánh thành 4 quốc gia và Hốt Tất Liệt lên ngôi hoàng đế, đến năm 1279 thì công diệt Nam Tống, thống nhất Trung Quốc, kết thúc cục diện phân chia hơn 400 năm từ thời Đường mạt.
Trong thời kỳ từ Nguyên Thế Tổ đến Nguyên Vũ Tông, quốc lực triều Nguyên đạt đến đỉnh cao, về quân sự thì bình định Tây Bắc, song thất bại khi tiến hành các chiến dịch chinh phạt Nhật Bản và các quốc gia Đông Nam Á, nhất là thất bại trong ba lần đưa quân xâm chiếm Đại Việt. Đến giữa triều đại, hoàng vị triều Nguyên nhiều lần thay đổi, tình hình chính trị không đi vào quỹ đạo. Năm 1351 thời Nguyên Huệ Tông thì khởi nghĩa Khăn Đỏ bùng nổ. Năm 1368, Chu Nguyên Chương sau khi lập nên triều Minh Trung Hoa đã phái đại tướng Từ Đạt dẫn quân bắc phạt, công hãm Đại Đô, nhà Nguyên nói riêng và Đế quốc Mông Cổ nói chung đã sụp đổ. Tàn dư còn lại của triều đình nhà Nguyên đào thoát đến Mạc Bắc, sử gia sau đó gọi là Bắc Nguyên. Năm 1388, Bắc Nguyên Hậu Chủ bỏ quốc hiệu Đại Nguyên, Bắc Nguyên sụp đổ.
Triều Nguyên kế thừa lãnh thổ của Đế quốc Mông Cổ, trải qua nhiều lần mở rộng, đến năm 1310 tức thời Nguyên Vũ Tông thì đạt tới mức độ cực thịnh, phía tây đến Thổ Lỗ Phiên, phía tây nam gồm Tây Tạng, Vân Nam và bắc Miến Điện, phía bắc đến Nam Bộ Đô Bá và hồ Baikal, phía đông sông Obi, phía đông đến biển Nhật Bản - diện tích này lớn hơn cả thời Hán, Đường giai đoạn hoàng kim.. Triều Nguyên là nước tông chủ của bốn hãn quốc lớn là Kim Trướng, Sát Hợp Đài, Oa Khoát Đài và Y Nhi, ngoài ra, các nước phiên thuộc của triều Nguyên bao gồm có vương quốc Cao Ly (lãnh thổ bảo hộ) cùng một số quốc gia Đông Nam Á.
Trên phương diện kinh tế, nhà Nguyên lúc này vẫn lấy nông nghiệp làm chủ đạo, tuy nhiên năng lực sản xuất về tổng thể ở mức thấp so với triều Tống. Song có phát triển lớn về kỹ thuật sản xuất, diện tích đất khai khẩn, sản lượng lương thực, xây dựng thủy lợi và diện tích trồng bông. Do người Mông Cổ là dân tộc du mục, thời kỳ còn ở thảo nguyên họ lấy chăn nuôi làm sinh kế chủ đạo, kinh tế đơn nhất, không có chế độ thổ địa. Khi đánh chiếm Hoa Bắc, người Mông Cổ tiến hành tàn sát và cướp bóc gây thiệt hại nghiêm trọng. Sau khi diệt Kim, do Da Luật Sở Tài khuyến gián, Oa Khoát Đài đồng ý cho khôi phục nông nghiệp, khuyến khích người Hán khai khẩn. Sau khi Hốt Tất Liệt đăng cơ, triều Nguyên thực thi khuyến khích sản xuất, an phủ dân lưu tán. Đến thời Nguyên, diện tích trồng bông không ngừng mở rộng, sản phẩm bông vải tại Giang Nam khá hưng thịnh. Sản xuất mang tính thương phẩm phát triển, khiến đương thời kinh tế nông thôn về cơ bản tự cung tự cấp tiến vào quan hệ kinh tế tiền tệ thương phẩm trên một số phương diện. Do Nguyên Đế tập trung khống chế một lượng lớn thợ thủ công nghiệp, kinh doanh sản xuất hàng công nghệ thường dùng, sản xuất thủ công nghiệp quan doanh đặc biệt phát triển, còn thủ công nghiệp dân gian có hạn chế.
Không giống như các vương triều chinh phục khác, triều Nguyên không đề cao văn hóa bản thân mà tích cực tiếp thu văn hóa Trung Hoa, đồng thời kết hợp văn hóa Tây Á, song cũng đề xướng người Mông Cổ ở vị trí tối cao. Triều Nguyên hết sức tôn sùng Phật giáo Tạng, về chính trị sử dụng một lượng lớn người Sắc Mục (tức người Trung-Tây Á và Âu), địa vị của học giả Nho giáo bị hạ thấp, và trong thời gian đầu triều Nguyên từng một thời gian dài không tổ chức khoa cử. Do văn hóa sĩ đại phu suy thoái, trật tự xã hội truyền thống từ thời Tống sụp đổ, kinh tế phát triển nhanh chóng. Hiện tượng này trên phương diện chính trị thể hiện qua trọng dụng tư lại, trên phương diện nghệ thuật và văn học biểu hiện qua hí kịch và nghệ năng phát triển việc lấy thứ dân làm đối tượng, trong đó có Nguyên khúc là hưng thịnh nhất.

## Quốc hiệu
Năm 1271, Hốt Tất Liệt đặt quốc hiệu Đại Nguyên (tiếng Trung: 大元; bính âm: Dà Yuán; Wade–Giles: Ta-Yüan), thiết lập nhà Nguyên. "Dà Yuán" (大元) là từ mệnh đề "大哉乾元" (Hán-Việt: Đại Tai Càn Nguyên; bính âm: dà zāi Qián Yuán)(nghĩa là Vĩ đại thay dương khí mùa Xuân khai sáng) trong Thập Dực của Dịch Kinh và liên quan đến quẻ Càn (乾). Bản sao trong tiếng Mông Cổ là Dai Ön Ulus, cũng được kết xuất là Ikh Yuan Üls hoặc Yekhe Yuan Ulus. Trong tiếng Mông Cổ, Dai Ön (tiếng Mông Cổ trung đại dịch ra tiếng Hán là "Dà Yuán") thường được sử dụng kết hợp với "Yeke Mongghul Ulus" ("Mông Cổ quốc"), dẫn đến ᠳᠠᠢ
ᠦᠨ
ᠶᠡᠬᠡ
ᠮᠣᠩᠭᠣᠯ
ᠦᠯᠦᠰ (Dai Ön Yeqe Mongɣul Ulus). Hơn nữa, nhà Nguyên đôi khi còn được gọi là "Đế quốc Đại Hãn" hay "Khả hãn quốc Đại Hãn", đặc biệt xuất hiện trên một số bản đồ nhà Nguyên, kể từ khi các hoàng đế nhà Nguyên giữ danh hiệu danh là Đại Hãn. Tuy nhiên, cả hai thuật ngữ này cũng có thể đề cập đến khả hãn trong Đế quốc Mông Cổ do các Đại Hãn trực tiếp cai trị trước khi thực sự thành lập nhà Nguyên bởi Hốt Tất Liệt vào năm 1271.

## Lịch sử
Lịch sử triều Nguyên thông thường có thể phân thành hai giai đoạn, năm 1206 Thiết Mộc Chân thống nhất Mông Cổ, lập quốc tại Mạc Bắc, định quốc hiệu là Đại Mông Cổ Quốc, đến năm 1271 Hốt Tất Liệt kiến đô tại Hán địa, tức khu vực cư dân Hán, cải quốc hiệu thành Đại Nguyên, tổng cộng 65 năm, gọi là thời kỳ Đại Mông Cổ Quốc, hay Đế quốc Mông Cổ. Giai đoạn thứ hai kéo dài cho đến năm 1368 khi Nguyên Huệ Tông đào thoát từ Trung Quốc về chính quê hương Mông Cổ bây giờ của họ, kéo dài tổng cộng 97 năm, là giai đoạn tồn tại thực sự của triều Nguyên. Sau khi Nguyên Huệ Tông đào thoát về Mông Cổ, vẫn duy trì quốc hiệu Đại Nguyên, đến năm 1402 thì Quỷ Lực Xích sát hại Thuận Thiên Đế Khôn Thiếp Mộc Nhi, cải quốc hiệu thành Thát Đát, tổng cộng kéo dài 34 năm, gọi là thời kỳ Bắc Nguyên. Do Đế quốc Mông Cổ, triều Nguyên và Bắc Nguyên có quan hệ thừa kế liên tục, do vậy bài viết giới thiệu cả ba thời kỳ.

### Thống nhất Mông Cổ

Thành Cát Tư Hãn là người lập quốc Đế quốc Mông Cổ, sau được truy tôn là Nguyên Thái Tổ.

Thời Liêu, các bộ lạc trên thảo nguyên Mông Cổ do triều đình Liêu cai quản. Sau khi Kim diệt Liêu, thừa dịp quân Kim nam hạ tiến công Tống mà không chú ý tới phía bắc, Hợp Bất Lặc Hãn kiến lập Mông Ngột Quốc, tức giai đoạn đầu của quốc gia Mông Cổ, sau đó người Mông Cổ thường xâm nhập biên cảnh của Kim. Sau khi Hợp Bất Lặc mất, Yêm Ba Hài Hãn trở thành đại hãn, song sau đó bị người Tháp Tháp Nhi bán cho triều đình Kim, rồi bị Kim Hi Tông hành quyết, sự kiện này khởi nguồn cho mối thù của người Mông Cổ với Kim. Sau khi Kim Chương Tông mất, đầu thế kỷ 13, triều Kim dưới quyền Hoàn Nhan Vĩnh Tế dần suy lạc, Thiết Mộc Chân thuộc Khất Nhan bộ của Mông Cổ bắt đầu thống nhất thảo nguyên Mông Cổ. Trước sau dưới viện trợ quân sự của thủ lĩnh Khắc Liệt bộ là Vương Hãn và thủ lĩnh Trát Đáp Lan bộ là Trát Mộc Hợp, Thiết Mộc Chân đánh bại người Miệt Nhi Khất, lực lượng dần lớn mạnh. Năm 1189, sau tranh đoạt kịch liệt, Thiết Mộc Chân được quý tộc Khất Nhan bộ tôn làm đại hãn của bộ lạc. Tuy nhiên, việc bộ tộc của Thiết Mộc Chân dần lớn mạnh làm tổn hại đến địa vị của Trát Mộc Hợp trên thảo nguyên, do vậy Trát Mộc Hợp liên hiệp với các bộ tộc như Thái Xích Ô, hợp binh tiến công Thiết Mộc Chân. Trát Mộc Hợp tạm thời chiến thắng, song vì bạo ngược nên các thủ lĩnh bộ lạc dưới quyền bất mãn, bộ chúng hướng tâm sang Thiết Mộc Chân, lực lượng của Thiết Mộc Chân từng bước lớn mạnh. Năm Thừa An thứ 1 (1196), bộ tộc Tháp Tháp Nhi phản Kim, Hoàng đế Kim Chương Tông phái Thừa tướng Hoàn Nhan Tương đem quân chinh thảo. Thiết Mộc Chân liên hiệp với Khắc Liệt Bộ, lấy danh nghĩa báo thù, đánh tan Tháp Tháp Nhi bộ. Sau chiến tranh, triều đình Kim phong cho Thiết Mộc Chân chức Củ quân thống lĩnh, do vậy ông có thể sử dụng danh nghĩa quan viên của Kim để hiệu lệnh bộ chúng Mông Cổ. Năm Khánh Nguyên thứ 6 (1200), Thiết Mộc Chân và Vương Hãn hội quân, đại thắng trước liên quân Miệt Nhi Khất-Thái Xích Ô. Năm Gia Thái thứ 1 (1201), Thiết Mộc Chân đánh bại liên quân 11 bộ tộc dưới quyền Trát Mộc Hợp. Năm Gia Thái thứ 2 (1202), liên quân Thiết Mộc Chân và Vương Hãn đánh bại liên quân của Trát Mộc Hợp cùng người Nãi Man, Thái Xích Ô, Tháp Tháp Nhi, Miệt Nhi Khất..Cuối cùng, Thiết Mộc Chân bình định cao nguyên Mông Cổ, thống nhất các bộ tộc Mông Cổ, vào mùa xuân năm 1206, các quý tộc Mông Cổ tại đầu nguồn sông Oát Nan (nay là sông Onon) lần đầu triệu tập Đại hội Khuruldai, Thiết Mộc Chân nhận xưng hiệu Thành Cát Tư Hãn, kiến quốc Đại Mông Cổ Quốc, sau này được tôn xưng là Nguyên Thái Tổ..

### Phạt Kim và khoách trương
Kim và người Mông Cổ có thù truyền thế, Thành Cát Tư Hãn có ý phạt Kim báo thù, tuy nhiên Tây Hạ và Kim liên minh, nhằm tránh bị Tây Hạ khiên chế nên Mông Cổ ba lần suất quân (1205, 1207, 1209-1210) tiến công, buộc Tây Hạ Tương Tông xưng thần. Năm 1210, Thành Cát Tư Hãn và Kim đoạn giao, sang năm sau Chiến tranh Mông-Kim bùng phát. Trong Chiến dịch Dã Hồ Lĩnh và trận Cối Hà Bảo, quân Mông Cổ đại phá 45 vạn quân Kim, sau đó đánh vào khu vực Hoa Bắc và tiến hành đồ sát hàng loạt thành trì. Năm 1214, quân Mông Cổ bao vây thủ đô Trung Đô (nay là Bắc Kinh) của Kim, Kim Tuyên Tông buộc phải xưng thần. Năm 1215, quân Mông Cổ nam hạ công chiếm Trung Đô, đồng thời có được danh tướng Da Luật Sở Tài, nhân vật này có công lớn trong việc trợ giúp người Mông Cổ củng cố Hoa Bắc. Năm 1217, Thành Cát Tư Hãn do Tây chinh Khwarezm nên mệnh cho Mộc Hoa Lê thống lĩnh Hán địa, phong người này làm "Thái sư quốc vương", mệnh cho Mộc Hoa Lê tiếp tục tiến công Kim. Nhằm củng cố Hán địa, Mộc Hoa Lê thu hàng thế lực tự vệ địa phương như của Sử Thiên Trạch, Trương Nhu, Nghiêm Thực và Trương Hoành, sử gọi là "Hán tộc tứ đại thế hầu", về sau họ cũng phò tá Hốt Tất Liệt kiến lập triều Nguyên. Mộc Hoa Lê thông qua chiến tranh khiến cho cương vực Kim chỉ còn lại Hà Nam và Quan Trung, đồng thời năm 1231 ông phái binh tiến công Cao Ly, khiến triều đình Cao Ly đào thoát đến đảo Giang Hoa。
Ở phía tây, để lập tuyến đường thông sang phương tây, ngay từ năm 1209-1210 Mông Cổ đã buộc người Úy Ngột Nhi tại đông bộ Tân Cương và người Cáp Lạt Lỗ tại thung lũng sông Y Lê quy thuận. Trong khi Kim thiên đô và tiến đến diệt vong, Khwarezm dưới quyền Muhammad II quật khởi tại Trung Á, đại thần địa phương của nước này tại Otrar là Inalchuq hai lần đồ sát thương đội Mông Cổ đồng thời làm nhục sứ thần Mông Cổ, Thành Cát Tư Hãn bèn quyết tâm phát động Tây chinh lần thứ nhất. Năm 1218, tướng Mông Cổ là Triết Biệt giết Hoàng đế Tây Liêu Khuất Xuất Luật, công chiếm khu vực Tarim. Tháng 6 năm sau Thành Cát Tư Hãn đích thân đem quân chủ lực Mông Cổ gồm 10 vạn người Tây chinh Khwarezm. Muhammad II không kháng cự lại nổi quân Mông Cổ, lo sợ nên đào thoát, quân Mông Cổ đồ sát các thành trấn, và đến năm 1221 thì Khwarezm diệt vong. Thành Cát Tư Hãn mệnh Tốc Bất Đài và Triết Biệt truy sát Muhammad II, Muhammad II cuối cùng mất tại biển Caspia. Con trai của Muhammad II là Jalal ad-Din anh dũng kháng địch trong trận Parwan, song cuối cùng phải đào thoát đến Ấn Độ, năm 1224 phục quốc tại Tabriz. Năm 1230, Jalal ad-Din bị tướng quân Mông Cổ Xước Nhi Mã Hãn công diệt. Tốc Bất Đài và Triết Biệt cuối cùng vào năm 1222 cùng Tát Mã Nhĩ Hãn xuất phát đi qua bắc bộ cao nguyên Iran, tiến công các quốc gia Nam Kavkaz rồi vượt dãy Kavkaz đến Khâm Sát (Kipchak, miền nam Nga), trong khoảng thời gian đó công chiếm không ít quốc gia. Trong trận sông Kalka năm 1223 tại lãnh thổ nay thuộc Ukraina, quân Mông Cổ đánh tan liên quân các quốc gia Rus Kiev và Khâm Sát, đồng thời tiến quân theo hướng tây đến sông Dnister thuộc miền tây Ukraina ngày nay, sau chuyển sang vây đánh Kiev, rồi trở về phía đông. Tháng 9 năm 1223, quân Mông đang tiến công Volga Bulgaria tại trung thượng du sông Volga thì vượt sông về Trung Á. Thành Cát Tư Hãn đem lãnh thổ mới mở rộng phân phong cấp cho trưởng tử Truật Xích, thứ tử Sát Hợp Đài và tam tử Oa Khoát Đài, tứ tử Đà Lôi lĩnh Mông Cổ bản thổ, Oa Khoát Đài trở thành người kế thừa đại hãn. Năm 1225, sau khi Mông Cổ hồi quân, do Tây Hạ không phối hợp Tây chinh, Thành Cát Tư Hãn suất quân nhằm tiêu diệt Tây Hạ. Năm 1227, Thành Cát Tư Hãn bệnh mất, Đà Lôi giám quốc.。

### Hãn hệ chuyển di

Trong trận Legnica năm 1241, Mông Cổ đánh bại liên quân Ba Lan-La Mã Thần thánh.

Đà Lôi giám quốc hai năm, trong Đại hội Khuruldai năm 1229, Oa Khoát Đài được tôn làm Đại hãn của Mông Cổ, sau này được tôn xưng là Nguyên Thái Tông. Năm 1231, Oa Khoát Đài Hãn suất quân nam chinh triều Kim, đồng thời mệnh Đà Lôi từ Hán Trung mượn đường Nam Tống theo Hán Thủy tiến công Biện Kinh, năm sau Đà Lôi trong trận Tam Phong Sơn tại Hà Nam đã đánh tan quân Kim. Năm 1234, liên quân Mông-Tống liên hiệp công phá Thái châu, Kim Ai Tông tự sát, triều Kim diệt vong. Mặc dù Nam Tống phát động Đoan Bình nhập Lạc nhằm thu phục đất Hà Nam, song cuối cùng toàn bộ khu vực Hoa Bắc bị Mông Cổ chiếm lĩnh. Năm 1235, Oa Khoát Đài Hãn định đô tại Cáp Lạp Hòa Lâm (Karakorum, nay thuộc Mông Cổ), sau đó suất quân báo thù Nam Tống, cướp bóc khu vực Lưỡng Hoài rồi về bắc. Nhằm đề phòng Hán nhân thế hầu tại Hoa Bắc làm phản, Mông Cổ phái Tham mã xích quân tiến trú Hán địa; tiến hành hai lần điều tra nhân khẩu, đem một nửa số người Hán phân phong cho công thần Mông Cổ. Do nhu cầu về nhân tài trị lý quốc gia, Oa Khoát Đài Hãn tiếp thu kiến nghị của Da Luật Sở Tài, vào năm 1238 mệnh Truật Hốt Đức và Lưu Trung tổ chức khoa cử, sử xưng Mậu Tuất tuyển thí. Kỳ khảo thí này chọn được các danh sĩ như Dương Hoán..
Tại phía tây, năm 1235 Oa Khoát Đài Hãn mệnh con cả của Truật Xích là Bạt Đô, cùng Quý Do và Mông Kha, Tốc Bất Đài phát động Tây chinh lần thứ hai, sử xưng Bạt Đô tây chinh, tổng chỉ huy là Bạt Đô và Tốc Bất Đài. Từ năm 1236 đến 1242, quân Mông Cổ công chiếm thảo nguyên Khâm Sát, các công quốc Rus Kiev, và các quốc gia Trung Đông Âu nay thuộc Hungary, Romania, Ba Lan, Litva, Séc, Slovakia, Nam Tư cũ, Bulgaria, và La Mã Thần thánh. Tháng 11 năm 1241, Oa Khoát Đài Hãn mất, Hoàng hậu Thoát Liệt Ca Na giám quốc. Tháng 3 năm 1246, trong Đại hội Khuruldai, con của Oa Khoát Đài là Quý Do trở thành đại hãn của Mông Cổ, sau này được tôn xưng là Nguyên Định Tông. Năm 1247, các bộ tộc Thổ Phồn quy phụ Mông Cổ, sử xưng Lương châu hội minh. Tháng 8 năm 1248, Quý Do mất, Hoàng hậu Hải Mê Thất lập người trong tộc là Thất Liệt Môn giám quốc. Tuy nhiên, trong đại hội vào tháng 7 năm 1251, do Bạt Đô và Ngột Lương Hợp Thai ra sức ủng hộ dòng Đà Lôi, khiến Thất Liệt Môn thuộc dòng Oa Khoát Đài để mất hãn vị. Mông Kha kế thừa hãn vị, sau được tôn xưng là Nguyên Hiến Tông。
Mông Kha sau khi tức vị vào năm 1252 thì tiến hành trung ương tập quyền hóa, tại Hán địa, Trung Á và Iran cho đặt trung thư tỉnh, phân khiển chư vương thuộc dòng Đà Lôi quản lý các khu vực, cho em là Hốt Tất Liệt tổng lĩnh Hán địa. Trong thời gian Hốt Tất Liệt thống trị Hán địa, ông sử dụng một lượng lớn quan lại và nho sĩ là người Hán, củng cố khu vực Hoa Bắc, đồng thời cùng Ngột Lương Hợp Thai đi vòng diệt Đại Lý vào năm 1253. Năm 1258, chính quyền họ Thôi tại Cao Ly kết thúc, Cao Ly trở thành nước phiên thuộc của Mông Cổ. Cùng năm đó, Mông Kha Hãn tuyên bố phân binh thành ba lộ nam chinh Nam Tống, Mông Kha Hãn suất quân tiến công Hợp Châu thuộc Tứ Xuyên (nay là Trùng Khánh), Hốt Tất Liệt tiến công Ngạc Châu thuộc Hồ Bắc (nay là Vũ Xương), Ngột Lương Hợp Thai từ Yến Dương thuộc Vân Nam (nay thuộc bắc bộ Lệ Giang, Vân Nam) qua An Nam nhằm tiến công Quảng Nam Tây lộ rồi tiến tiếp đến Kinh Hồ Nam lộ, tam quân có ý đồ hội hợp tại Hoa Trung rồi xuôi Trường Giang vây đánh Lâm An. Năm sau, Mông Kha Hãn chiến tử tại thành Điếu Ngư thuộc Hợp Châu, nhóm Hốt Tất Liệt đình chỉ nam chinh, về bắc đoạt vị. Ở phía tây, Mông Kha Hãn phái em là Húc Liệt Ngột tây chinh Tây Á, sử xưng Mông Cổ tây chinh lần ba, năm 1256 Húc Liệt Ngột công diệt tổ chức ám sát Hồi giáo Hashshashin. Năm 1258, quân Tây chinh công chiếm Baghdad- lãnh địa cuối của vương triều Abbas Lưỡng Hà. Năm sau, quân Mông Cổ giành thắng lợi trước Vương triều Ayyub, năm 1260 chiếm lĩnh Damas và Aleppo. Tuy nhiên, Húc Liệt Ngột biết tin Mông Kha từ trần khi nam chinh Nam Tống thì lập tức suất đại quân về thủ đô tranh vị. Quân Mông Cổ lưu lại Tây Á chiến bại trong trận Ain Jalut tại Israel ngày nay trước vương triều Mamluk Ai Cập, Tây chinh lần ba kết thúc.。

### Đại tai càn nguyên

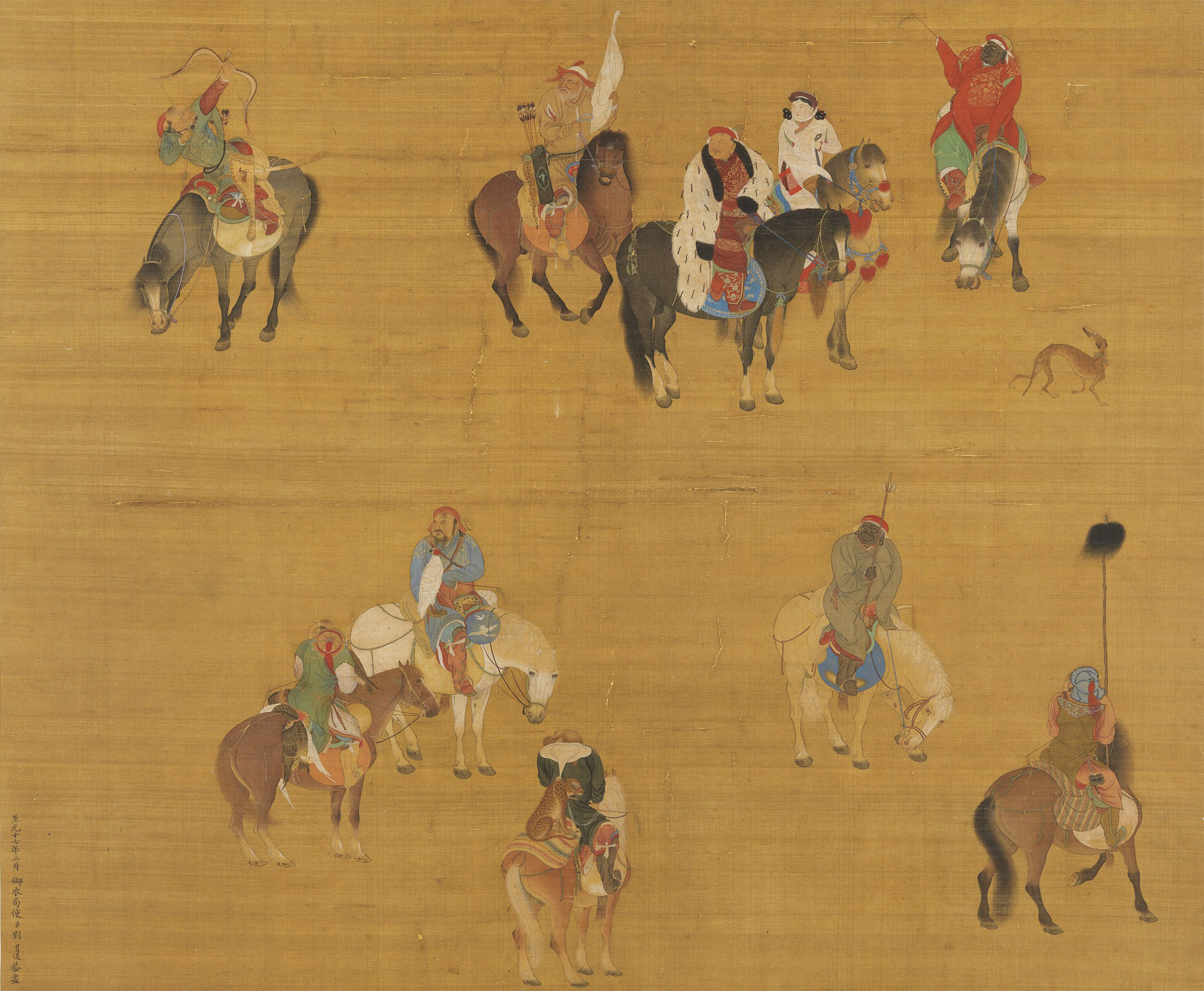
"Nguyên Thế Tổ xuất liệp đồ" do họa gia thời Nguyên Lưu Quán Đạo vẽ năm Chí Nguyên thứ 17 (1280), trong đó người cưỡi ngựa đen là Hốt Tất Liệt.

Mông Kha Hãn từ trần, Hốt Tất Liệt lập tức hòa đàm với Nam Tống, về Hoa Bắc tranh đoạt hãn vị với em là A Lý Bất Ca tại Mông Cổ. Ngày 5 tháng 5 năm 1260, dưới sự ủng hộ của một bộ phận tông vương và đại thần Mông-Hán, Hốt Tất Liệt tự lập làm hoàng đế của Mông Cổ tại Khai Bình (sau gọi là Thượng Đô, nay thuộc huyện Đa Luân, Nội Mông), đặt niên hiệu là Trung Thống. Sau khi Hốt Tất Liệt đăng cơ không lâu, A Lý Bất Ca tại thủ đô Cáp Lạp Hòa Lâm triệu tập đại hội Khuruldai, được A Tốc Thai cùng các tông vương và đại thần khác lập làm đại hãn của Mông Cổ, đồng thời được ủng hộ từ các hãn quốc Kim Trướng, Sát Hợp Đài, Oa Khoát Đài. Chiến tranh tranh đoạt hãn vị cuối cùng kết thúc vào ngày 21 tháng 8 năm 1264 khi A Lý Bất Ca đầu hàng, vị thế của Hốt Tất Liệt được đảm bảo。
Nhằm trở thành một hoàng đế của Trung Quốc, Hốt Tất Liệt cho thi hành Hán pháp, nội dung chủ yếu có cải nguyên kiến hiệu, năm 1267 Hốt Tất Liệt hãn thiên đô tới Trung Đô (nay là Bắc Kinh), kinh đô cũ của triều Kim, đồng thời mệnh Lưu Bỉnh Trung xây dựng thành Trung Đô. Năm 1272, Hốt Tất Liệt Hãn đổi Trung Đô thành Đại Đô (tiếng Đột Quyết là Khanbaliq, ý là đế đô), chuyển Thượng Đô thành bồi đô. Ngày 18 tháng 12 năm 1271, Hốt Tất Liệt hãn công bố "Kiến quốc hiệu chiếu", chọn ý "đại tai càn nguyên" trong "Dịch Kinh", đổi quốc hiệu từ Đại Mông Cổ Quốc thành Đại Nguyên, kiến quốc triều Nguyên, tức Nguyên Thế Tổ. Năm 1260, triều Nguyên đặt trung thư tỉnh, đến năm 1263 thiết lập Xu mật viện, năm 1268 thiết lập Ngự sử đài. Triều Nguyên còn cho đặt "đại ty nông ty" đồng thời đề xướng nông nghiệp, thi hành chính sách Hán pháp như tôn Khổng sùng Nho đồng thời hết sức phát triển Nho học. Tuy nhiên, nhằm bảo lưu chế độ nguyên bản của Mông Cổ, cuối cùng triều Nguyên hình thành chế độ chính trị lưỡng nguyên Mông-Hán. Nguyên Thế Tổ thông qua chiến tranh mà đạt được hãn vị của Mông Cổ, cuối cùng lại thành hoàng đế Trung Quốc, do ông chiếm hãn vị một cách bất hợp pháp và tôn sùng Hán pháp, khiến tông thất Mông Cổ không thừa nhận hãn vị của Hốt Tất Liệt. Trong số bốn hãn quốc lớn thì có ba hãn quốc không phụng mệnh lệnh của Hốt Tất Liệt, Đế quốc Mông Cổ hoàn toàn giải thể.
Ban đầu, Nguyên Thế Tổ còn phải tập trung vào chiến tranh với A Lý Bất Ca và chỉnh đốn quốc nội, do vậy không rảnh để đối phó với Nam Tống, ông phái Hác Kinh đi đề xuất nội dung nghị hòa mang tính áp bức. Đương thời, Tống Cung Đế còn nhỏ tuổi, Tạ thái hậu buông rèm chấp chính, song đại quyền trong tay Giả Tự Đạo. Giả Tự Đạo khi xưa từng nói dối mình đánh lui quân Mông Cổ, nay lo bị lộ nên giam cầm Hác Kinh. Năm 1262, Nam Tống mốc nối với thế hầu Lý Thản, bùng phát nổi loạn Lý Thản. Sau khi bình định bạo loạn, Nguyên Thế Tổ kiên quyết phế bỏ Hán nhân thế hầu, cho người Mông Cổ trực tiếp quản lý sự vụ địa phương, đồng thời chuẩn bị chinh phạt Nam Tống. Năm 1268, Nguyên Thế Tổ phát động chiến tranh diệt Tống, trước tiên phái Lưu Chỉnh và A Truật suất quân tiến công Tương Dương, sử gọi là trận Tương Phàn. Năm 1274, quân Nguyên công hạ Tương Dương, tướng Lã Văn Hoán của Tống đầu hàng, sau đó Sử Thiên Trạch và Bá Nhan suất quân theo Hán Thủy nam hạ Trường Giang, mục tiêu là Kiến Khang. Năm 1275, hàng tướng Lã Văn Hoán suất liên quân thủy quân-lục quân Nguyên đánh tan thủy quân Nam Tống tại Vu Hồ, sử gọi là trận Đinh Gia Châu. Năm sau, quân Nguyên công hãm Lâm An, Tạ thái hậu và Tống Cung Đế đầu hàng quân Nguyên. Quân Nguyên dần công hạ các địa phương tại Hoa Nam, năm 1278 thì triều đình Nam Tống thoái đến Nhai Sơn thuộc Quảng Đông. Tháng 3 năm sau, Trương Hoằng Phạm công diệt hải quân Nam Tống trong Hải chiến Nhai Sơn, Lục Tú Phu ôm tiểu hoàng đế Triệu Bính nhảy xuống biển tự vẫn, Nam Tống mất. Triều Nguyên thống nhất khu vực Trung Quốc, kết thúc cục diện phân liệt kéo dài hơn 500 năm từ sau loạn An Sử thời Đường.
Triều Nguyên từng yêu cầu một số quốc gia hoặc khu vực xung quanh (gồm Nhật Bản, Đại Việt, Chiêm Thành, Miến Điện, Java) phải thần phục, gia nhập quan hệ triều cống của triều Nguyên, song bị cự tuyệt, Nguyên Thế Tổ do vậy xuất binh tiến công các quốc gia này, trong đó xâm nhập Nhật Bản là trứ danh nhất, quân Nguyên do Phạm Văn Hổ chỉ huy không thích hợp và gặp phải bão nên thất bại. Do triều đình Nguyên cần ban thưởng lượng lớn tiền của cho tông thất quý tộc, công thêm chi tiêu nhiều, tài chính dần căng thẳng, triều thần vì vấn đề tài chính mà phát sinh tranh chấp, phân liệt thành phái Nho thần chủ yếu gồm người Hán và người Mông Cổ Hán hóa như Hứa Hành, và phái lý tài chủ yếu gồm người Sắc Mục và người Hán như A Hợp Mã, Lô Thế Vinh và Tang Ca. Phái Nho thần nhận định triều đình Nguyên cần phải tiết giảm kinh phí, giảm miến thuế thu. Phái lý tài thì nhận định Nam nhân (người Hán tại lãnh thổ Nam Tống cũ) còn tàng trữ lượng lớn tài vật, cần phải tịch thu để giải quyết vấn đề tài chính. Do Nguyên Thế Tổ tín nhiệm A Hợp Mã nên thiết lập thượng thư tỉnh để giải quyết vấn đề tài chính. Tuy nhiên, phái Nho thần lấy Thái tử Chân Kim vốn bị Hán hóa sâu sắc làm trung tâm, cùng đối kháng với A Hợp Mã, cuối cùng A Hợp Mã bị thích sát, song Thái tử Chân Kim lại bệnh mất. Nguyên Thế Tổ không tín nhiệm phái Nho thần, vẫn nhiệm dụng quan viên phái lý tài để giải quyết vấn đề tài chính, khiến tình hình tài chính xấu đi.

### Bình định Tây Bắc

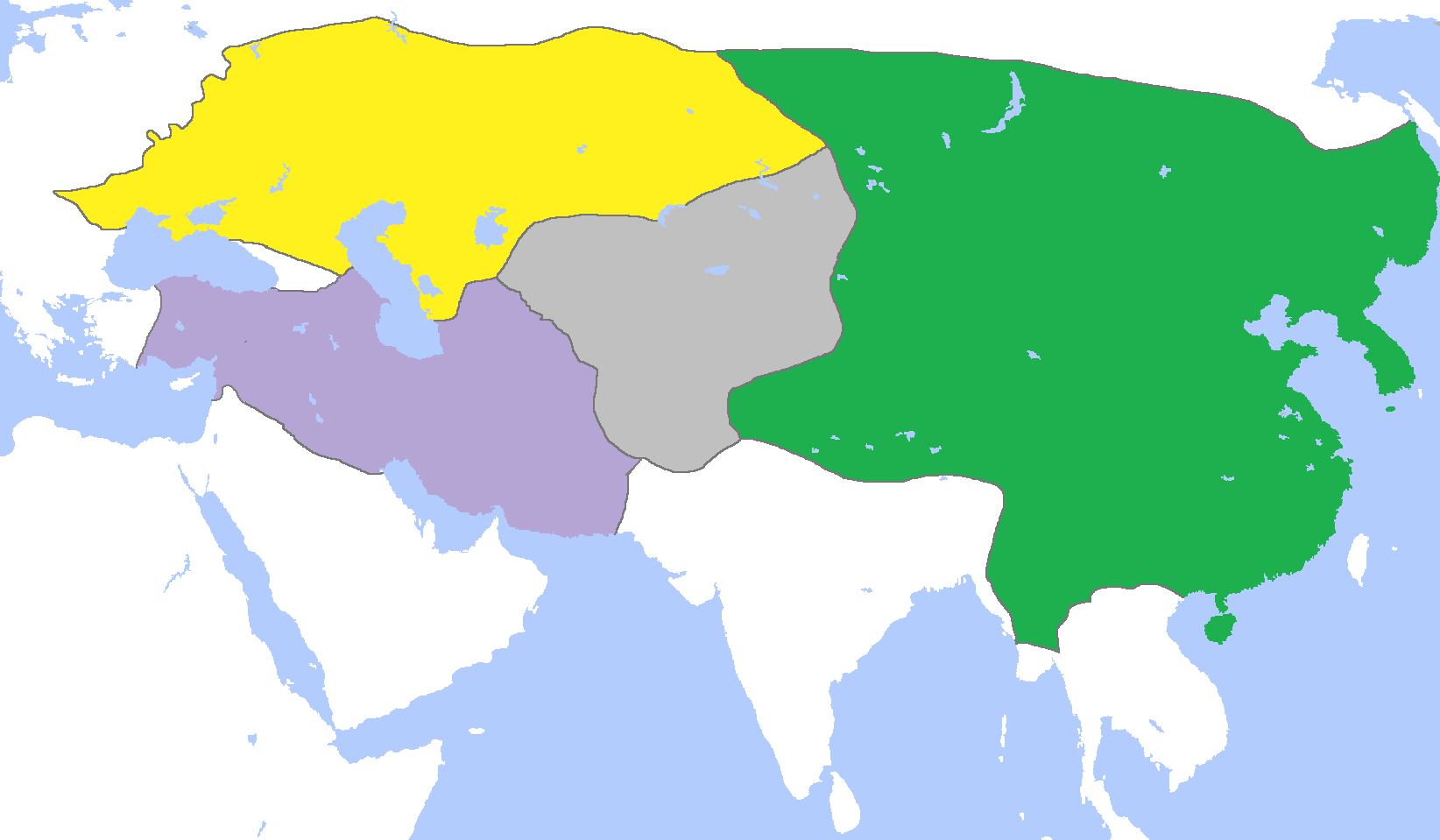
Bản đồ triều Nguyên và các hãn quốc thời Nguyên Vũ Tông, Hãn quốc Oa Khoát Đài do bị triều Nguyên và Hãn quốc Sát Hợp Đài phân chia mà diệt vong.

Nguyên Thế Tổ từ trần vào năm 1294, mặc dù Thái tử Chân Kim mất sớm song con thứ ba của Chân Kim là Thiết Mục Nhĩ được phong làm "hoàng thái tử bảo" đồng thời được trấn thủ Hòa Lâm (tức Karakorum). Sau đó, trong Đại hội Khuruldai, Thiết Mục Nhĩ được sự ủng hộ của nhóm trọng thần Bá Nhan và Ngọc Tích Thiếp Mộc Nhi, chiến thắng trước anh cả là Cam Ma Lạt và anh hai là Đáp Lạt Ma Bát Lạt mà kế vị, tức Nguyên Thành Tông. Nguyên Thành Tông chủ yếu là tuân thủ thận trọng pháp luật và quy tắc thời kỳ Nguyên Thế Tổ, tin dùng cháu là Hải Sơn (con của anh hai) trấn thủ Hòa Lâm để bình định loạn Hải Đô tại Tây Bắc, đồng thời hạ lệnh đình chỉ chinh phạt Nhật Bản và Đại Việt. Trên phương diện nội chính, Nguyên Thành Tông tập trung chỉnh đốn chính trị quốc nội, giảm miễn thuế một phần cho Giang Nam. Tuy nhiên, do Nguyên Thành Tông ban thưởng quá độ, tài sản trong quốc khố thiếu thốn. Tháng một năm 1307, Nguyên Thành Tông từ trần, do Thái tử Đức Thọ mất sớm nên Tả thừa tướng A Hốt Thai ủng hộ Hoàng hậu Bốc Lỗ Hãn và An Tây vương A Nan Đáp (tôn sùng Hồi giáo) giám quốc, đồng thời có ý để cho A Nan Đáp xưng đế. Em của Hải Sơn là Ái Dục Lê Bạt Lực Bát Đạt và Hữu thừa tướng Cáp Lạt Cáp Tôn phát động Đại Đô chính biến. Họ xử trảm A Hốt Thai, khống chế cục thế Đại Đô, ủng hộ Hải Sơn xưng đế, tức Nguyên Vũ Tông. Hoàng hậu Bốc Lỗ Hãn và A Nan Đáp bị Nguyên Vũ Tông xử trảm, bộ hạ người Hồi của A Nan Đáp lui đến khu vực Thổ Lỗ Phồn tại Tây Vực.
Nguyên Vũ Tông sách phong cho Ái Dục Lê Bạt Lực Bát Đạt (sau là Nguyên Nhân Tông) là hoàng thái đệ, giao ước với nhau rằng dòng của Vũ Tông và dòng của Nhân Tông thay nhau xưng đế, tức Vũ-Nhân chi ước. Thời kỳ Nguyên Vũ Tông, triều Nguyên gia phong Khổng Tử là "Đại Thành Chí Thánh Văn Tuyên Vương", đồng thời cấp cho gia tộc và đệ tử của Khổng Tử một số xưng hiệu. Nhằm giải quyết nguy cơ tài chính có từ thì kỳ Nguyên Thành Tông, Nguyên Vũ Tông cho lập 'Thường bình thương' để kiềm chế vật giá, hạ lệnh in rất nhiều tiền, song khiến tiền giấy mất giá trị nghiêm trọng. Ngoài ra, ông đưa Trung thư tỉnh vốn có quyền tuyên sắc và dụng nhân giao cho Thượng thư tỉnh. Năm 1311, Nguyên Vũ Tông do chìm đắm trong trụy lạc, uống rượu quá độ mà từ trần, Hoàng thái đệ Ái Dục Lê Bạt Lực Bát Đạt kế vị, tức Nguyên Nhân Tông.
Tại phía tây bắc, ngay từ thời kỳ Nguyên Thế Tổ, do vị thế đại hãn của Thế Tổ không được bốn hãn quốc lớn thừa nhận nên Hải Đô của Hãn quốc Sát Hợp Đài có ý chiếm đoạt hãn vị của Mông Cổ. Hải Đô quản lý khu vực Hiệp Mật Lập (nay ở phía đông nam của Ngạch Mẫn, Tân Cương) đồng thời hữu hảo với Hãn quốc Kim Trướng. Nhằm tránh việc bị Hải Đô đánh sau lưng khi nam chinh Nam Tống, Nguyên Thế Tổ giúp đỡ Bát Lạt đoạt được hãn vị của Sát Hợp Đài nhằm áp chế Hải Đô. Tuy nhiên vào năm 1268, Hải Đô cùng Bát Lạt và Kim Trướng hãn Mang Ca Thiếp Mộc Nhi lấy lý do Nguyên Thế Tổ Hán hóa quá độ, trái ngược với phép tắc của tổ tông, cùng tổ chức đại hội Khuruldai kết minh phản Nguyên bên sông Talas. Họ tôn Hải Sơn làm minh chủ, cùng phân chia Trung Á hành tỉnh, liên hiệp đối kháng triều Nguyên và Hãn quốc Y Nhi, sử gọi là loạn Hải Đô. Nguyên Thế Tổ phái Bá Nhan đem quân về phía bắc bình loạn, Hải Đô và Sát Hợp Đãi hãn Đốc Oa sử dụng phương thức du kích chiến. Năm 1287, liên quân Hải Đô thông đồng với chư vương trấn thủ Liêu Đông Nãi Nhan và Cáp Đan tập kích Hòa Lâm, Nguyên Thế Tổ đích thân suất đại quân đánh bại họ, phái Ba Nhan, Ngọc Tích Thiếp Mộc Nhi và Lý Đình bình định Nãi Nhan tại Đông Bắc, chủ trì quân sự tại Tây Bắc. Năm 1289, Hải Đô lại tiến công Hòa Lâm, cuối cùng thế lực của Hải Đô bị đẩy đến phía tây dãy núi Altai. Cáp Đan tiến hành du kích chiến tại khu vực Liêu Đông-Cao Ly, đến năm 1292 thì bại vong。
Sau khi Nguyên Thành Tông tức vị, lệnh cho Hải Sơn tổng lĩnh chư quân tại Mạc Bắc. Năm 1301, liên quân Hải Đô bị Hải Sơn và Tấn vương Cam Ma Lạt đánh tan. Hải Đô từ trần sau chiến dịch, con là Sát Bát Nhi kế vị, Hãn quốc Oa Khoát Đài bị Đốc Oa khống chế. Năm 1303, do Đốc Oa chiến bại trước Kim Trướng hãn Thoát Thoát Mông Kha nên ông ta cùng với Sát Bát Nhi cùng phái sứ giả thỉnh hòa với triều đình Nguyên, Thoát Thoát Mông Cổ cũng chuyển sang thỉnh hòa với Nguyên, cùng với Y Nhi hãn vốn ủng hộ Nguyên, đến đây bốn hãn quốc lớn đều thừa nhận địa vị tông của triều Nguyên. Không lâu sau, Hãn quốc Oa Khoát Đài bị Hãn quốc Sát Hợp Đài và Nguyên Vũ Tông trước sau công diệt mà mất, Sát Bát Nhi đầu hàng triều Nguyên。

### Vận động Hán hóa và chính biến

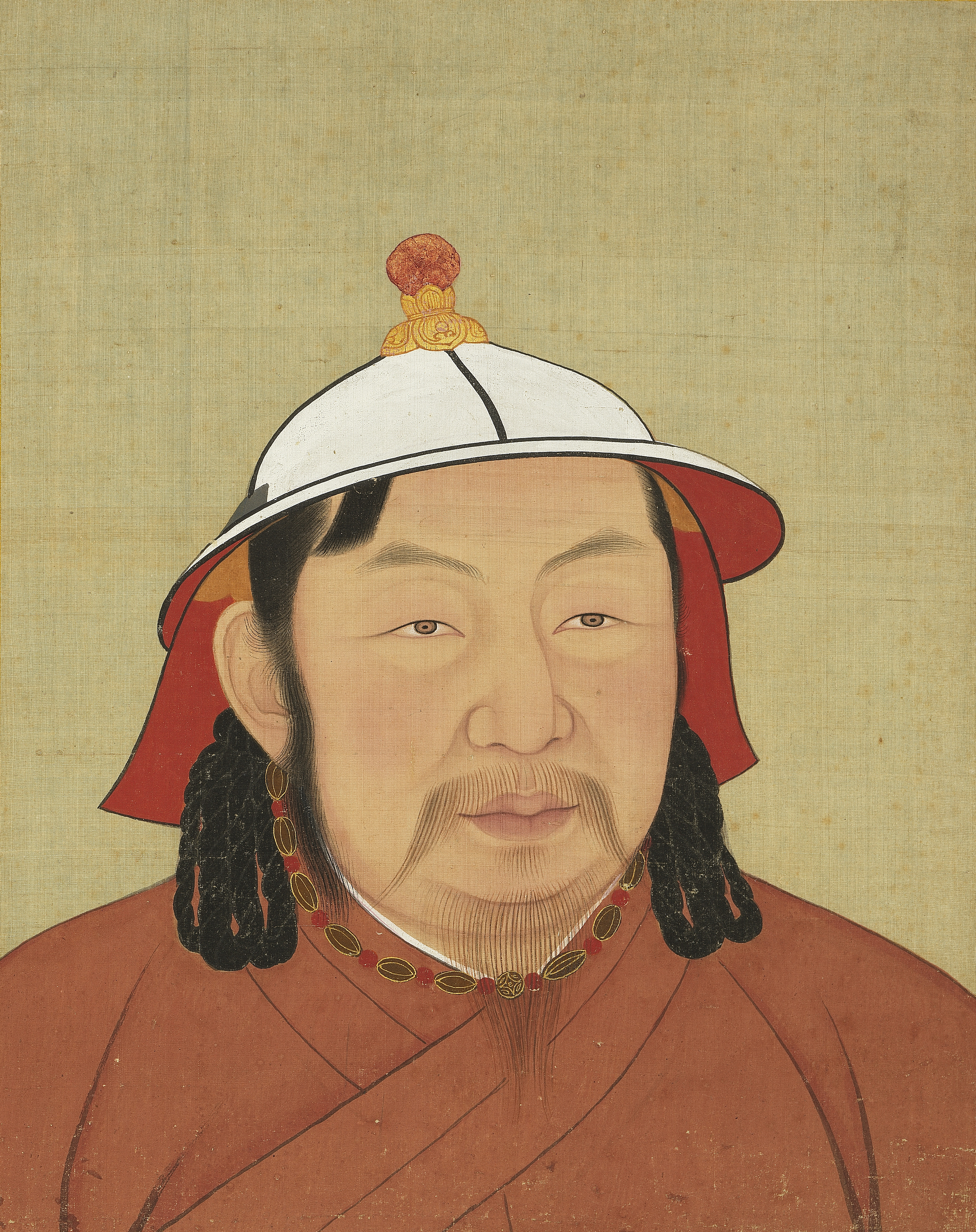
Nguyên Nhân Tông duy trì thi hành vận động Hán hóa, trong thời gian tại vị khôi phục khoa cử, sử xưng Diên Hựu phục khoa.

Nguyên Nhân Tông hết sức nỗ lực nhằm cải biến cục diện tài chính khô kiệt, chính chế hỗn loạn từ thời Nguyên Vũ Tông, ông thi hành chính sách "dĩ Nho trị quốc", đồng thời giảm bớt người thừa trong bộ máy, tăng cường trung ương tập quyền để chỉnh đốn triều chính. Ông từng lệnh Vương Ước đem "Đại học diễn nghĩa" dịch ra văn tự Mông Cổ, cho rằng đó là sách để trị thiên hạ. Ông cũng cho dịch các thư tịch như "Trinh Quán chính yếu" và "Tư trị thông giám" sang văn tự Mông Cổ, lệnh người Mông Cổ và người Sắc Mục đọc và học tập. Năm 1312, Nguyên Nhân Tông cho Nho sư của mình là Vương Ước được đặc bái làm Tập hiền đại học sĩ, đồng thời cho chấp thuận kiến nghị "hưng khoa cử" của Vương Ước, đến đây khôi phục chế độ khoa cử. Khoa cử lần này lấy Trình-Chu lý học làm nội dung khảo thí, sử xưng Diên Hựu phục khoa, cuối cùng chọn được 56 người như Hộ Đô Đáp Nhi, Trương Khởi Nham làm tiến sĩ. Ông cũng dựa nhiều vào văn thần người Hán, xử tử đám Thừa tướng Thác Khắc Thác, bài trừ những người có tư tưởng khác biệt trong triều. Trên phương diện tài chính, Nguyên Nhân Tông thủ tiêu phương sách kinh tế thời Nguyên Vũ Tông, vào năm 1314 cho thanh tra điền sản địa phương tại các nơi Giang Chiết, Giang Tây, Hà Nam, sử xưng Diên Hựu kinh lý. Nguyên Nhân Tông dùng Sàng Ngột Nhi thống quân, đánh bại Sát Hợp Đài hãn Dã Tiên Bất Hoa nhằm bình định khu vực Tây Bắc. Tuy nhiên, Nguyên Nhân Tông không ngăn cản được Thái hậu Đáp Kỉ can dự triều chính, cũng không chế tài được trọng thần Thiết Mộc Điệt Nhi vốn được Thái hậu trọng dụng tham tiền làm trái. Trên phương diện vấn đề kế thừa, Nguyên Nhân Tông để Vương Ước phụ trợ Hoàng thái tử Thạc Đức Bát Lạt, đồng thời nghe theo kiến nghị của Thiết Mộc Điệt Nhi mà phế trừ Vũ-Nhân chi ước. Ông cho con trưởng của Nguyên Vũ Tông là Hòa Thế Lạt đi đầy bằng cách để trấn thủ Vân Nam, cho con thứ của Nguyên Vũ Tông là Đồ Thiếp Mục Nhĩ bị đày ra đảo Hải Nam. Mùa đông cùng năm, cựu thần của Nguyên Vũ Tông do thấy phẫn nộ nên ủng hộ Hòa Thế Lạt làm phản, cuối cùng thất bại nên chạy đến Mạc Bắc, nương nhờ Hãn quốc Sát Hợp Đài. Năm 1320, Nguyên Nhân Tông từ trần, Hoàng thái tử Thạc Đức Bát Lạt tức vị, tức Nguyên Anh Tông.
Nguyên Anh Tông kế tục thi hành chính sách 'dĩ Nho trị quốc", tăng cường trung ương tập quyền và thể chế quan liêu như trong thời Nguyên Nhân Tông. Đồng thời vào năm 1323 hạ lệnh biên thành và ban bố pháp điển chính thức của triều Nguyên là "Đại Nguyên thông chế", tổng cộng có 2539 điều. Ông còn hạ lệnh loại bỏ thế lực của Thiết Mộc Điệt Nhi trong triều đình. Tuy nhiên, phái bảo thủ gồm người Mông Cổ và Sắc Mục hỗ trợ Thiết Mộc Điệt Nhi chán ghét tân chính của Nguyên Anh Tông, có ý phát động chính biến. Năm 1323, nghĩa tử của Thiết Mộc Điệt Nhi là Thiết Thất nhân thời cơ Nguyên Anh Tông đến Thượng Đô tránh nóng, tại Nam Pha ở phía nam Thượng Đô thích sát Nguyên Anh Tông và Tể tướng Bái Trụ, sử xưng Nam Pha chi biến, dòng hậu duệ của Nguyên Nhân Tông từ đó không có khả năng đoạt lại hoàng vị. Dã Tôn Thiết Mộc Nhi là con trưởng của Cam Ma Lạt, là người trấn thủ Hòa Lâm, ông suất binh nam hạ, giết bạn thần thích sát Nguyên Anh Tông đồng thời xưng đế, tức là Thái Định Đế.
Thái Định Đế triệu hồi Đồ Thiếp Mục Nhĩ từ Hải Nam về phong làm Hoài vương. Tháng bảy năm 1328, Thái Định Đế từ trần tại Thượng Đô, Thừa tướng Đảo Lạt Sa lập con của Thái Định Đế là A Tốc Cát Bát còn nhỏ tuổi làm hoàng đế, tức là Thiên Thuận Đế. Tuy nhiên, Yến Thiếp Mộc Nhi và Bá Nhan ủng hộ lập Chu vương Hòa Thế Lạt đang tại Mạc Bắc, Đồ Thiếp Mộc Nhĩ tại Giang Lăng, cùng năm Đồ Thiếp Mộc Nhĩ đến Đại Đô kế vị, tức là Nguyên Văn Tông. Yến Thiếp Mộc Nhi suất quân công nhập Thượng Đô, Thiên Thuận Đế không rõ kết cục. Năm sau, Hòa Thế Lạt xưng đế tại Hòa Lâm, tức Nguyên Minh Tông. Nguyên Văn Tông từ bỏ đế vị, phái Yến Thiếp Mộc Nhi nghênh Nguyên Minh Tông kế vị, đồng thời được lập làm hoàng thái tử. Tuy nhiên, Yến Thiếp Mộc Nhi hạ độc giết Nguyên Minh Tông, phục vị cho Nguyên Văn Tông, sử xưng Thiên Lịch chi biến.
Thời kỳ Nguyên Văn Tông đại hưng văn trị, năm 1329 thiết lập Khuê Chương các, quản lý giảng giải sách kinh sử, khảo sát việc trị loạn trong lịch sử. Theo lệnh thì toàn bộ con cháu của huân quý đại thần đều phải đến Khuê Chương các học tập. Tại Khuê Chương các thiết lập Nghệ Văn giám, chuyên môn phụ trách dịch điển tịch Nho gia sang văn tự Mông Cổ, còn có chức năng giáo khám. Cùng năm, Nguyên Văn Tông hạ lệnh biên soạn "Nguyên kinh thế đại điển", hai năm thì biên thành, đây là một công trình đồ sộ ghi chép về chế độ phép tắc của triều Nguyên. Tuy nhiên, Thừa tướng Yến Thiếp Mộc Nhi cậy công khinh thường triều đình, khiến triều chính thêm hủ bại. Năm 1332, Nguyên Văn Tông từ trần, nhằm tẩy sạch tội độc sát Nguyên Minh Tông, di chiếu lập con thứ của Minh Tông là Ý Lân Chân Ban còn nhỏ tuổi làm hoàng đế, tức Nguyên Ninh Tông. Tuy nhiên, Nguyên Ninh Tông tại vị không được hai tháng thì mất, không lâu sau thì Yến Thiếp Mộc Nhi cũng mất. Con trưởng của Nguyên Minh Tông là Thỏa Hoan Thiếp Mục Nhĩ được hoàng hậu của Văn Tông là Bốc Đáp Thất Lý triệu hồi từ Tĩnh Giang (nay là Quế Lâm, Quảng Tây) và lập làm hoàng đế, tức là Nguyên Huệ Tông, còn gọi là Nguyên Thuận Đế.

### Huệ Tông mất nước
Đầu thời kỳ tại vị của Nguyên Huệ Tông, năm 1335 con của Yến Thiếp Mộc Nhi là Đường Kỳ Thế âm mưu lật đổ Huệ Tông để lập nghĩa tử của Văn Tông là Đáp Lạt Hải. Thừa tướng Bá Nhan đập tan phản loạn, song nhân vật này thuộc phái bảo thủ và khống chế triều chính, quyền lực rất lớn. Ông cấm chỉ người Hán tham chính đồng thời thủ tiêu khoa cử, do vậy phát sinh xung đột với Nguyên Huệ Tông. Năm 1340, Nguyên Huệ Tông dưới sự bang trợ của cháu Bá Nhan là Thoát Thoát cuối cùng phế truất Bá Nhan. Nguyên Huệ Tông cùng Thoát Thoát điều hành chính sự vào thời kỳ đầu, triều đình Nguyên thi hành một loạt biện pháp cải cách như ban hành pháp quy "Chí chính điều cách", khiến chính trị cách tân, mâu thuẫn xã hội hòa hoãn, sử xưng Chí Chính tân chính. Năm 1243, Nguyên Huệ Tông hạ lệnh biên soạn "Liêu sử", "Kim sử", "Tống sử", do Hữu thừa tướng Thoát Thoát chủ trì, hai năm thì biên thành. Tuy nhiên, giai đoạn sau Nguyên Huệ Tông lười nhác chính sự, dẫn đến việc vào năm 1350 phát sinh thiên tai nhân họa rồi dẫn đến dân biến.
Hậu kỳ của triều Nguyên, đặc biệt là từ năm 1340 đến 1350, trong nước thường phát sinh hạn hán, ôn dịch và thủy tai, khu vực Hoàng Hà chịu nạn lụt hết sức nghiêm trọng. Trong khi đó, triều đình Nguyên không ngừng thu các loại thuế, khiến sinh hoạt của bách tính càng thêm gian khổ, do vậy Bạch Liên giáo dần thịnh hành, trở thành thế lực đối kháng với triều Nguyên. Ngay từ năm 1325 đã phát sinh sự kiện Triệu Sử Tư, Quách Bồ Rá lãnh đạo khởi sự vũ trang tại Hà Nam. Năm 1338, tại Viên Châu thuộc Giang Tây (nay là Nghi Xuân, Giang Tây), nhóm giáo đồ Bạch Liên giáo dưới quyền Bành hòa thượng, Chu Tử Vượng khởi nghĩa thất bại, Bành hòa thượng chạy đến Hoài Tây. Năm 1350, triều đình Nguyên hạ lệnh cải cách tiền tệ, cho đúc "Chí Chính thông bảo", đồng thời phát hành lượng lớn "Trung Thống nguyên bảo giao sao" mới, khiến vật giá gia tăng nhanh chóng. Năm sau, Nguyên Huệ Tông phái Giả Lỗ trị thủy Hoàng Hà, muốn phục hồi dòng chảy cũ, huy động sử dụng tới 15 vạn dân phu, 2 vạn binh sĩ. Tuy nhiên, quan lại thừa cơ thủ lợi, gây bất mãn trong dân chúng. Các thủ lĩnh Bạch Liên giáo là Hàn Sơn Đồng, Lưu Phúc Thông quyết định vào tháng 5 sẽ lãnh đạo giáo chúng khởi sự, song âm mưu bị lộ nên Hàn Sơn Đồng bị giết. Lưu Phúc Thông lập con của Hàn Sơn Đồng là Hàn Lâm Nhi làm thủ lĩnh tối cao, nói rằng Hàn Sơn Đồng là cháu đời thứ tám của Tống Huy Tông, đề ra kỳ hiệu "phục Tống", lấy khăn đỏ làm dấu hiệu. Sau đó, Quách Tử Hưng tại Hào Châu thuộc An Huy khởi sự, nhóm Chi Ma Lý chiếm lĩnh Từ Châu, đây là Hồng Cân quân hệ phía đông. Tại Hồng Cân quân hệ phía tây, Bành Oánh Ngọc, Trâu Phổ Thắng và Từ Thọ Huy tại Kỳ Châu thuộc Hồ Bắc khởi sự, đặt quốc hiệu là "Thiên Hoàn". Thế lực của Hồng Cân quân có ở khắp nơi tại Giang Bắc, Giang Nam, Lưỡng Hồ và Tứ Xuyên, ngoài Hồng Cân quân còn có lực lượng như của Trương Sĩ Thành khởi sự, dân biến báo trước sự diệt vong của triều Nguyên.
Triều đình Nguyên phái binh trấn áp Hồng Cân quân tại các nơi, Thừa tướng Thoát Thoát tự suất quân nam hạ công hãm quân Chi Ma Lý tại Từ Châu, trong một thời gian áp chế được quân dân biến. Tuy nhiên, vào năm 1354 Thoát Thoát khi tấn công quân Trương Sĩ Thành tại Cao Bưu thì bị đại thần triều đình hạch hỏi nên không giành được chiến thắng chung cuộc. Lực lượng của Từ Thọ Huy cuối cùng phân liệt thành lực lượng dưới quyền Trần Hữu Lượng tại Lưỡng Hồ và lực lượng dưới quyền Minh Ngọc Trân tại Tứ Xuyên. Bộ hạ Chu Nguyên Chương của Quách Tử Hưng tại Lưỡng Hoài vào năm 1356 lấy Nam Kinh làm căn cứ địa bắt đầu mở rộng địa bàn, đến năm 1363 tiến hành tác chiến với Trần Hữu Lượng đang chiếm cứ Lưỡng Hồ, cuối cùng trong trận hồ Bà Dương thì thu được thắng lợi. Năm 1365, sau khi chiếm lĩnh Lưỡng Hồ, Chu Nguyên Chương vào mùa đông đông tiến nhằm tiến công Trương Sĩ Thành đang chiếm cứ duyên hải Giang Tô. Năm 1367, sau khi bình định Trương Sĩ Thành, Chu Nguyên Trương tiếp tục nam hạ áp chế Phương Quốc Trân tại Chiết Giang, đến đây Giang Nam không còn thế lực nào phản kháng Chu Nguyên Chương. Ngoài ra, Phúc Kiến từ năm 1357 đến năm 1368 phát sinh biến loạn của quân Sắc Mục, sử xưng loạn Ispah. Đồng thời kỳ, quân Nguyên dưới quyền Sát Hãn Thiếp Mộc Nhi và Lý Tư Tề phản kích Hồng Cân quân tại phương bắc. Năm 1363 Hồng Cân quân tại phương bắc cuối cùng trong chiến dịch An Phong chiến bại trước Trương Sĩ Thành lúc này đã hàng Nguyên, Lưu Phúc Thông chiến tử còn Hàn Lâm Nhi đi về phía nam nương nhờ Chu Nguyên Chương song sau đó bị giết.
Chu Nguyên Chương sau khi thống nhất Giang Nam đến năm 1367 hạ lệnh Bắc phạt, ông phái Từ Đạt, Thường Ngộ Xuân suất quân Minh phân biệt tiến công Sơn Đông và Hà Nam, đồng thời phong tỏa Đồng Quan nhằm để phòng quân Nguyên tại Quan Trung tiếp viện cho Trung Nguyên. Năm 1368, Chu Nguyên Chương xưng là hoàng đế, lập ra nhà Minh. Tháng tám năm 1368, quân Minh công hãm Đại Đô của Nguyên, Nguyên Huệ Tông đào thoát về bắc, sách sử coi đây là năm triều Nguyên kết thúc. Tuy nhiên, triều đình Nguyên vẫn tại Thượng Đô, sách sử gọi triều đình Nguyên từ đó về sau là Bắc Nguyên. Triều đình Minh nhận định Nguyên Huệ Tông thuận thiên minh mệnh, do vậy đặt thụy hiệu là Nguyên Thuận Đế

### Thời kỳ Bắc Nguyên
Năm 1368, triều đình Nguyên đào thoát về thảo nguyên Mông Cổ, Nguyên Huệ Tông thoái đến Thượng Đô, năm sau lại đến Ứng Xương. Ông duy trì sử dụng quốc hiệu "Đại Nguyên", sử xưng Bắc Nguyên. Đương thời, ngoại trừ Nguyên Huệ Tông chiếm cứ Mạc Nam và Mạc Bắc, tại Quan Trung có tướng Nguyên Khoách Khuếch Thiếp Mộc Nhi trú thủ tại Định Tây thuộc Cam Túc, triều đình Nguyên còn thống trị khu vực Đông Bắc và Vân Nam. Nhằm chiếm lĩnh phương bắc, Minh Thái Tổ Chu Nguyên Chương chọn cách phân binh làm hai lộ, đó là Bắc phạt lần một. Nguyên Huệ Tông sau khi chiến bại vào năm 1370 từ trần tại Ứng Xương, con là Nguyên Chiêu Tông sau khi tức vị thì đào thoát về phía bắc đến Hòa Lâm thuộc Mạc Bắc. Tướng Minh là Phùng Thắng đoạt lấy khu vực Cam Túc. Mặt trận khác, tướng Nguyên Khoách Khuếch Thiếp Mộc Nhi tại Mạc Bắc nhiều lần giao chiến với các tướng Minh như Từ Đạt. Minh Thái Tổ từng nhiều lần viết thư chiêu hàng song Khoách Khuếch Thiếp Mộc Nhi bác bỏ, được Chu Nguyên Chương gọi là "đương thế kỳ nam tử". Tháng tư năm 1378, Nguyên Chiêu Tông từ trần, em là Nguyên Thiên Nguyên Đế kế vị tiếp tục đối kháng với triều Minh, nhiều lần xâm phạm lãnh thổ của Minh.
Tại khu vực Đông Bắc và Vân Nam, năm 1371 Liêu Dương hành tỉnh bình chương Lưu Ích hàng Minh, triều Minh chiếm Liêu Ninh. Tuy nhiên lãnh thổ còn lại của khu vực Đông Bắc vẫn do Thái úy Nạp Cáp Xuất của Nguyên khống chế, Nạp Cáp Xuất đóng 20 vạn quân tại Kim Sơn (nay là khu vực phía nam sông Bắc Liêu thuộc Xương Đồ, Liêu Ninh), đối kháng với quân Minh trong cả thập niên, nhiều lần cự tuyệt sự chiêu dụ của triều Minh. Năm 1387, Phùng Thắng, Phó Hữu Đức, Lam Ngọc phát động Bắc phạt lần thứ năm, mục tiêu là công chiếm Kim Sơn của Nạp Cáp Xuất. Trải qua nhiều lần giao chiến, đến tháng 10 năm 1387 thì Nạp Cáp Xuất đầu hàng Lam Ngọc, triều Minh chiếm lĩnh khu vực Đông Bắc. Tướng Nguyên trấn thủ Vân Nam là Lương vương Bả Táp Lạt Ngõa Nhĩ Mật, sau khi triều đình Nguyên triệt thoái về thảo nguyên vẫn tiếp tục trung thành. Năm 1371, Minh Thái Tổ phái Thang Hòa lĩnh binh bình định Minh Ngọc Trân đang chiếm cứ Tứ Xuyên, đồng thời khuyến hàng Lương vương nhưng không thành. Tháng 12 năm 1381, quân Minh công nhập Vân Nam, đến năm 1382 thì Lương vương đào thoát khỏi Côn Minh rồi tự sát, sau đó quân Minh công chiếm Đại Lý, bình định khu vực Vân Nam.
Nhằm triệt để loại trừ thế lực Bắc Nguyên, Minh Thái Tổ vào tháng 5 năm 1388 lệnh cho Lam Ngọc suất lĩnh 15 vạn quân tiến hành Bắc phạt lần thứ sáu. Quân Minh vượt qua sa mạc Gobi đến Bộ Ngư Nhân Hải (tức hồ Buir) đánh tan quân Bắc Nguyên, bắt hơn tám vạn người, Nguyên Thiên Nguyên Đế và con trưởng của ông là Thiên Bảo Nô đào tẩu, song ấu tử Địa Bảo Nô bị quân Minh bắt giữ, đến đây quốc thế Bắc Nguyên đại suy. Năm 1388, Nguyên Thiên Nguyên Đế bị hậu duệ của A Lý Bất Ca là Dã Tốc Điệt Nhĩ sát hại, Bắc Nguyên không còn tiếp tục sử dụng niên hiệu cùng quốc hiệu Đại Nguyên (có thuyết nói rằng là vào năm 1402 khi Quỷ Lực Xích giết Nguyên Đế Khôn Thiếp Mộc Nhi sau đó cải quốc hiệu sang Thát Đát), Bắc Nguyên mất.

## Cương vực

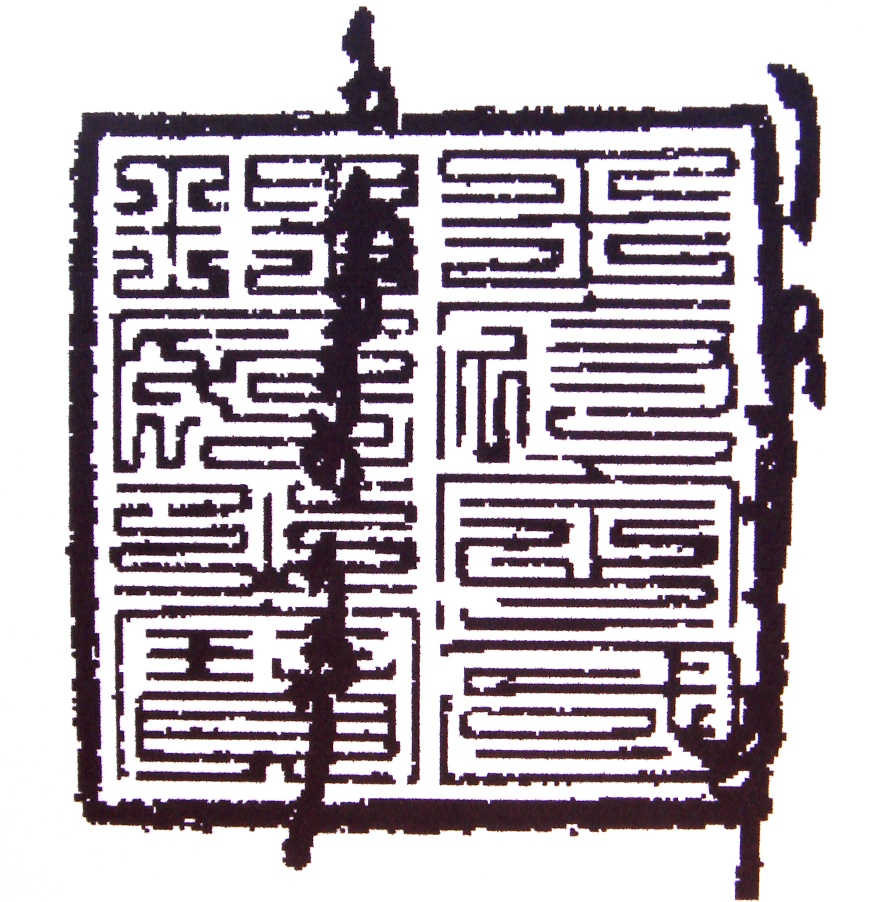
Hợp Tán ấn, do Nguyên Thành Tông ban cấp cho Hợp Tán Hãn của Y Nhi, thừa tính độc lập của Y Nhi.

Tiền thân của triều Nguyên là đế quốc Mông Cổ, năm 1206 Thành Cát Tư Hãn khi lập quốc đã chiếm hữu khu vực Mạc Nam-Mạc Bắc và Lâm Mộc Trung (nay là khu vực hồ Baikal). Nhờ công lao của Thành Cát Tư Hãn cùng các hãn khác của Mông Cổ, Đế quốc đông đến biển Nhật Bản và Cao Ly, bắc đến hồ Baikal, phía nam đối đầu với Nam Tống, phía tây đến Đông Âu, biển Đen và khu vực Lưỡng Hà. Thành Cát Tư Hãn phân cương thổ cho chư vương, Đông đạo chư vương là các em trai của Thành Cát Tư Hãn, đại đa số được phân phong tại khu vực đông bộ và đông bắc Tắc Bắc (phía bắc Vạn Lý Trường Thành), tính phụ thuộc rất cao. Tây đạo chư vương là các con trai của Thành Cát Tư Hãn, tính độc lập rất cao, trong đó phân phong cho con cả là Truật Xích tại khu vực thảo nguyên Khâm Sát ở phía bắc biển Aral và biển Caspi, sau này Bạt Đô thành lập Hãn quốc Kim Trướng tại đó; phong cho con thứ là Sát Hợp Đài tại lãnh thổ cũ của Tây Liêu ở phía bắc sông Syr Darya, sử xưng Hãn quốc Sát Hợp Đài; con thứ ba là Oa Khoát Đài được phân phong tại lãnh thổ cũ của Nãi Man, sau này Hải Đô lập nên Hãn quốc Oa Khoát Đài; lãnh thổ ban đầu của Mông Cổ thì do ấu tử Đà Lôi quản lý, sau này do Đại hãn trực tiếp quản lý. Lúc này, khu vực Hoa Bắc hay Hán địa, khu vực Transoxiana, khu vực Iran và Thổ Phồn do Đại hãn Mông Cổ trực tiếp quản lý. Năm 1252, sau khi Mông Kha thuộc dòng Đà Lôi tức vị, lệnh cho em là Húc Liệt Ngột tây chinh Tây Á, cuối cùng lập nên Hãn quốc Y Nhi, cùng các Tây đạo chư vương gọi chung là Tứ đại hãn quốc. Mông Kha lệnh cho Hốt Tất Liệt an trị Hán địa, cuối cùng nam diệt Đại Lý. Tuy nhiên, Mông Kha trong lúc tiến công Nam Tống thì từ trần, sau đó Hốt Tất Liệt và A Lý Bất Ca tranh vị khiến Tứ đại hãn quốc nối tiếp nhau không chịu sự quản chế của Đại hãn, Đế quốc đến đây phân liệt。
Nguyên Thế Tổ Hốt Tất Liệt thấy Tứ đại hãn quốc không phục tùng mình, do vậy đem khu vực Iran cắt nhượng cho Húc Liệt Ngột (về sau lập Hãn quốc Y Nhi), đem Transoxiana cắt nhượng cho Hãn quốc Sát Hợp Đài để đổi lấy sự ủng hộ của họ. Năm 1279, Nguyên Thế Tổ nam diệt Nam Tống, thống nhất khu vực Trung Quốc, cương vực đương thời là: bắc đến nam bộ Siberia vượt quá hồ Baikal, nam đến biển Đông, tây nam bao gồm Tây Tạng và Vân Nam ngày nay, tây bắc đến đông bộ Tân Cương ngày nay, đông bắc đến Ngoại Hưng An Lĩnh, biển Okhotsk, biển Nhật Bản, bao gồm đảo Sakhalin, tổng diện tích vượt quá 13 triệu km². Từ sau khi tiêu diệt Nam Tống, Nguyên nhiều lần xung đột với các quốc gia Nhật Bản, Miến Điện, Java, tuy nhiên cương thổ về đại thể là ổn định. Năm 1309 trong thời kỳ Nguyên Vũ Tông, Nguyên và Hãn quốc Sát Hợp Đài trước sau công diệt Hãn quốc Oa Khoát Đài, Nguyên đoạt lất lãnh thổ phía đông của Hãn quốc Oa Khoát Đài, lãnh thổ đạt đến 14 triệu km². Các quốc gia phiên thuộc của Nguyên như Cao Ly, Miến Điện, Đại Việt, Chiêm Thành, Java và Hãn quốc Kim Trướng, Hãn quốc Sát Hợp Đài, Hãn quốc Y Nhi. Ở phía bắc có các bộ tộc Mạc Bắc, phía nam có các quốc gia Nam Dương, tây có Tứ đại hãn quốc. Trong đó có hai quốc gia phiên thuộc trực thuộc, đó là Cao Ly và Pagan Miến Điện, phân biệt lập ra Chinh Đông hành tỉnh và Miến Trung hành tỉnh.。
Tại phía tây bắc, năm 1268 Hải Đô của Hãn quốc Oa Khoát Đài có ý đồ đoạt hãn vị nên liên hiệp với Hãn quốc Kim Trướng và Hãn quốc Sát Hợp Đài phản Nguyên, sử xưng Hải Đô chi loạn. Đến năm 1304 trong thời kỳ Nguyên Thành Tông, triều đình Nguyên và ba hãn quốc này đạt thành hòa nghị, họ cùng Hãn quốc Y Nhi thừa nhận địa vị tông chủ của Nguyên, trở thành quốc gia phiên thuộc của Nguyên, song cơ cấu hành chính do Nguyên thiết lập (như hành trung thư tỉnh và tuyên chính viện) không bao gồm các lãnh thổ này. Nguyên Thành Tông ban cho quân chủ của Hãn quốc Y Nhi các ấn tỉ khắc bằng Hán văn như "Chân mệnh hoàng đế hòa thuận vạn di chi bảo", về thực chất là đã thừa nhận tính độc lập của Y Nhi. Đến năm 1309 thuộc thời kỳ Nguyên Vũ Tông, Nguyên và Hãn quốc Sát Hợp Đài trước sau công diệt Hãn quốc Oa Khoát Đài, trong thời gian Nguyên Văn Tông tại vị cho biên soạn "Kinh thế đại điển", liệt Hãn quốc Kim Trướng, Hãn quốc Sát Hợp Đài, Hãn quốc Y Nhi là quốc gia phiên thuộc của Nguyên.

## Phân cấp hành chính
Phân cấp hành chính của triều Nguyên về đại thể là kế thừa chế độ triều Kim và triều Tống, tuy nhiên có hai khác biệt: thời Nguyên diện tích mà các lộ quản lý giảm thiểu, một lộ chỉ có hai châu; triều Nguyên trên cấp lộ thiết lập đơn vị hành tỉnh, cuối cùng hành tỉnh thay thế lộ trở thành khu hành chính cấp một, hình thành chế độ tỉnh, đây là lần đầu tiên trong lịch sử Trung Quốc toàn quốc thực thi chế độ hành tỉnh. Phân chia hành chính triều Nguyên từ cao xuống thấp phân thành hành tỉnh, lộ, phủ, châu và huyện, ngoài ra còn có lãnh thổ do Tuyên chính viện quản lý tương đương với hành tỉnh, "phúc lý" do Trung thư tỉnh trực tiếp quản lý cùng thổ ti ngang cấp châu.

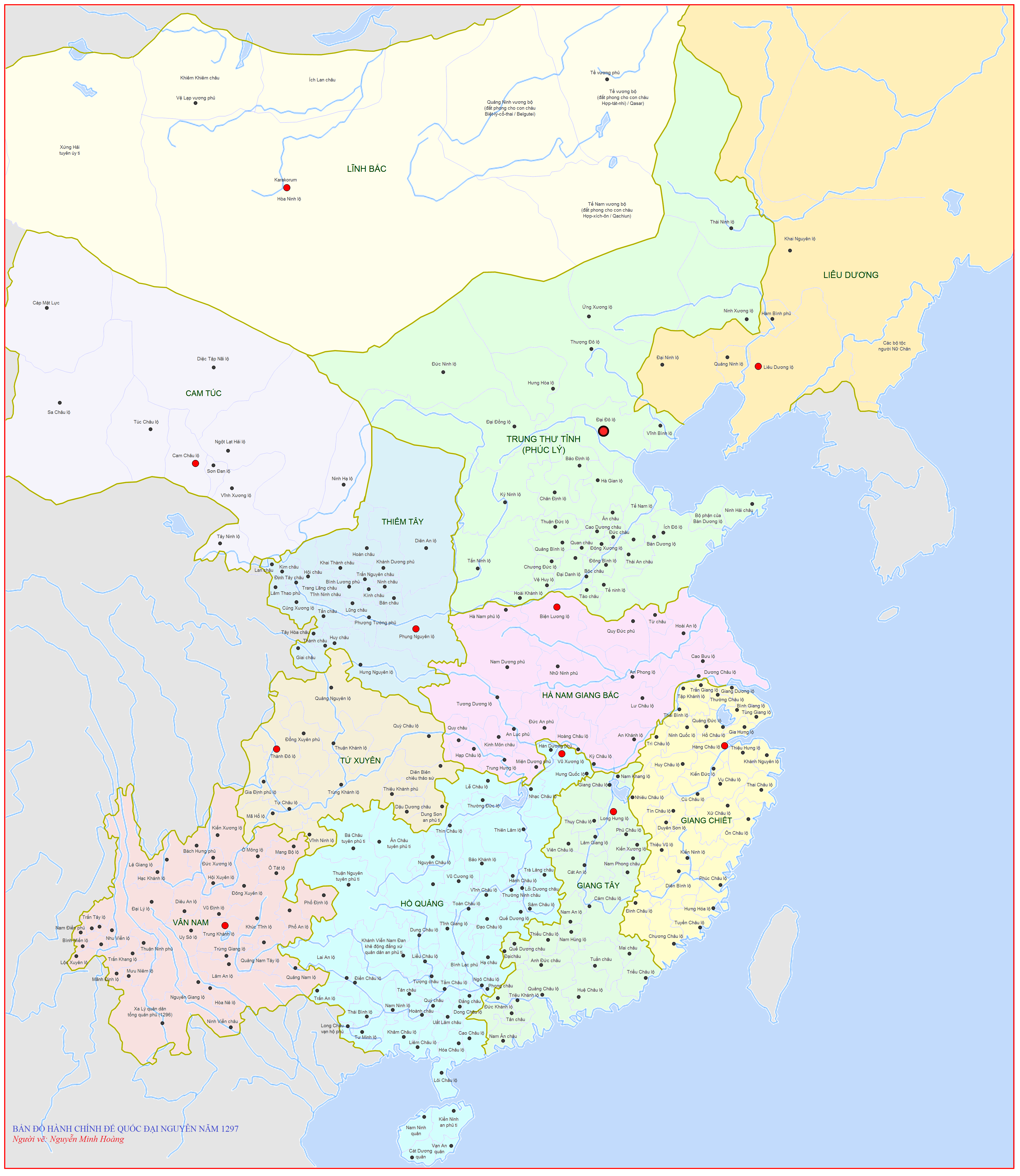
Phân cấp hành chính của đế quốc Đại Nguyên năm 1297 với chi tiết các đơn vị hành chính các cấp như hành tỉnh, phủ, lộ, châu, tuyên phủ ti.

Phúc lý là lộ phủ do Trung thư tỉnh trực tiếp quản lý, Tuyên chính viện chủ quản khu vực Thổ Phồn. Thủ trưởng hành chính chủ yếu là người Mông Cổ, người Hán là phó. Mỗi tỉnh đặt một thừa tướng, bên dưới có bình chương, tả hữu thừa tướng tức quan viên 'tham tri chính sự', danh xưng nói chung tương đồng với Trung thư tỉnh. Thời Nguyên, các khu vực hành chính dưới cấp hành tỉnh đều đặt Đạt lỗ hoa xích làm thủ trưởng địa phương, đồng thời cho người Hán hoặc người thuộc dân tộc bản địa làm phó, để tạo thuận lợi cho người Mông Cổ khống chế địa phương. Mỗi lộ có Đạt lỗ hoa xích làm chủ, tổng quản là một người cấp phó. Tại phủ châu huyện đều cho Đạt lỗ hoa xích làm chủ, doãn làm phó. Châu, huyện đều đều được phân thành ba hạng là thượng, trung, hạ; tại các trung hạ châu đổi châu doãn thành tri châu. Thổ ty phân thành Tuyên úy sứ, Tuyên phủ sứ và An phủ sứ, tại Hồ Quảng hành tỉnh cho đặt 15 an phủ ty; tại Hồ Quảng và Tứ Xuyên phân đến bốn 'quân'. An phủ ty và quân đặt tại biên cảnh, khoảng tương đương với hạ châu tại nội địa, cũng đặt Đạt lỗ hoa xích làm chủ, người phó là nhân sĩ địa phương. Cấp cơ bản dưới cấp huyện theo phường lý chế trong thành và thôn xã chế tại nông thôn. Phương lý chế trong thành phân thành các đơn vị gọi là ngung (như Đông Tây ngung, Tây Nam ngung), dưới ngung đặt phường, đặt chức phường quan, phường ti. Dưới phường đặt lý hoặc xã, đặt chức lý chính, xã trưởng; có nơi đặt hạng chứ không đặt lý, đặt chức hạng trưởng. Thôn xã chế dưới cấp huyện đặt các hương, đặt chức hương trưởng, có nơi đặt lý chính. Dưới cấp hương đặt đô, đặt chức chủ thủ. Dưới đô đặt thôn xã, xã đặt chức xã trưởng。
Hành trung thư tỉnh có tên đầy đủ là "Mỗ mỗ đẳng xứ hành trung thư tỉnh", gọi tắt là "Mỗ mỗ hành trung thư tỉnh" hoặc "Mỗ mỗ hành tỉnh", bắt nguồn từ Hành thượng thư tỉnh của triều Kim. Bắt nguồn từ việc văn hóa tại các lãnh thổ mới chinh phục được có khác biệt lớn, do vậy chính phủ trung ương đặt đơn vị ngoại phái để quản lý. Do nhu cầu chiến tranh, hành tỉnh ngoài việc phụ trách hành chính còn phụ trách quân sự, cuối cùng hình thành khu hành chính cấp một. Ngay từ thời kỳ Mông Cổ đã thiết lập ba đoạn sự quan hoặc hành thượng thư tỉnh là Yên Kinh (Hoa Bắc Hán địa), Biệt Thất Bát Lý (Tây Liêu và Tân Cương ngày nay), A Mẫu Hà (khu vực Transoxiana). Những năm đầu triều Nguyên, phạm vi quản lý của hành tỉnh rất lớn, thay đổi tương đối thường xuyên, chủ yếu do quan viên cấp tể chấp thuộc Trung thư tỉnh tạm đến một khu vực phụ trách hành chính hoặc chinh phạt. Năm 1260, Nguyên Thế Tổ cho đặt 10 lộ tuyên phủ ty trong toàn quốc, năm thứ hai thì bãi bỏ. Năm sau, đổi sang đặt 10 lộ tuyên úy ty, dần thành định chế, đồng thời cho đặt Thiểm Tây Tứ Xuyên hành tỉnh. Sau đó đến khi diệt Tống mới bãi bỏ, phần nhiều chọn chế độ song hành tuyên úy ti và hành tỉnh. Hành tỉnh đại đa số đặt tại cương vực Tây Hạ, Đại Lý và lãnh thổ mới chiếm từ Nam Tống, gọi là "Trung thư tỉnh thần xuất hành tỉnh sự", sau khi diệt Nam Tống đem toàn quốc phân thành phúc lý trực thuộc Trung thư tỉnh, lãnh thổ do Tuyên chính viện quản lý và hơn mười hành trung thư tỉnh, đồng thời đặt hành tỉnh chuyên quản chinh thảo ngoại quốc. Năm 1321 trong thời kỳ Nguyên Anh Tông tổng cộng đặt 11 hành tỉnh (bao gồm Chinh Đông hành tỉnh đặt tại quốc gia phiên thuộc là Cao Ly). Đến những năm cuối triều Nguyên, số hành tỉnh tăng đến 15.
- Khu hành chính cấp một

1. Phúc lý: Do Trung thư tỉnh trực tiếp quản lý, là khu vực phụ cận Đại Đô, ước đoán nay bao trùm Hà Bắc, Sơn Đông, Sơn Tây và bộ phận Nội Mông.
2. Lãnh thổ trực thuộc Tuyên chính viện: Tuyên chính viện ngoài việc quản lý sự vụ Phật giáo toàn quốc, còn quản lý sự vụ quân chính tại khu vực Thổ Phồn, ước đoán nay bao trùm Thanh Hải, Tây Tạng.
3. Hành trung thư tỉnh: Thời kỳ từ Nguyên Thế Tổ đến Nguyên Thành Tông đặt 10 đơn vị: Thiểm Tây, Liêu Dương, Cam Túc, Hà Nam Giang Bắc, Tứ Xuyên, Vân Nam, Hồ Quảng, Giang Chiết, Giang Tây, Lĩnh Bắc.

Ngoài ra, các lãnh thổ Cáp Mật Lực (nay là địa khu Cáp Mật), Bắc Đình đô nguyên soái phủ (Biệt Thất Bát Lý) và Hỏa Châu nằm về phía tây của Cam Túc hành tỉnh không thuộc quyền quản lý của hành tỉnh nào..
- Chinh thảo hành tỉnh:

1. Chinh Tống hành tỉnh: như Thiểm Tây Tứ Xuyên hành tỉnh, Hà Đông hành tỉnh, Bắc Kinh hành tỉnh, Sơn Đông hành tỉnh, Tây Hạ Trung Hưng hành tỉnh, Nam Kinh Hà Nam phủ đẳng lộ hành tỉnh, Vân Nam hành tỉnh, Kinh Hồ hành tỉnh, Giang Hoài hành tỉnh. Sau khi diệt Tống, định hình giống như hành trung thư tỉnh.
2. Chinh Ngoại hành tỉnh: Tại Cao Ly cho đặt Chinh Đông hành tỉnh (còn gọi là Nhật Bản hành tỉnh), tại Miến Điện cho đặt Miến Trung hành tỉnh (còn gọi là Chinh Miến hành tỉnh), tại An Nam cho đặt Giao Chỉ hành tỉnh (còn gọi là An Nam hành tỉnh), tại Chiêm Thành cho đặt Chiêm Thành hành tỉnh. Chúng đều là cấu trúc mang tính lâm thời, hoàn thành công việc thì lập tức bãi bỏ, chỉ có Chinh Đông hành tỉnh đến sau trung kỳ triều Nguyên, ổn định thành tước Cao Ly vương. Thừa tướng hành tỉnh phân biệt do quốc vương bản địa hoặc chủ tướng quân viễn chinh đảm nhiệm, là quốc gia phiên thuộc, có tính chất không giống với hành tỉnh khác[29].
3. Bình loạn hành tỉnh: Đối phó với dân biến thời Nguyên mạt, triều đình Nguyên trước sau tại các nơi như Tế Ninh, Chương Đức, Ký Ninh, Bảo Định, Chân Định, Đại Đồng đặt trung thư phân tỉnh. Triều đình còn phân biệt thiết lập Hoài Nam Giang Bắc hành tỉnh, Phúc Kiến hành tỉnh, Sơn Đông hành tỉnh, Quảng Tây hành tỉnh, Giao Đông hành tỉnh và Phúc Kiến Giang Tây hành tỉnh.

Ngoài ra, quân khởi nghĩa thời Nguyên mạt cũng đặt hành tỉnh để thuận tiện trong việc thống trị, như Giang Nam hành tỉnh, Biện Lương hành tỉnh, Lũng Thục hành tỉnh, Giang Tây hành tỉnh của Thiên Hoàn; Giang Nam hành tỉnh, Ích Đô hành tỉnh của Hàn Tống; cùng với Giang Tây hành tỉnh, Hồ Quảng hành tỉnh, Giang Hoài hành tỉnh, Giang Chiết hành tỉnh do Chu Nguyên Chương đặt.

## Chế độ chính trị
Việc kế thừa hoàng vị của triều Nguyên và đế quốc Mông Cổ khác biệt với các vương triều trước của Trung Quốc, chọn thực thi chế độ tiến cử qua đại hội Khuruldai, do vương thất quý tộc cùng bầu ra lãnh tụ. Các hoàng đế của triều Nguyên cũng kiêm nhiệm chức vụ khả hãn của đế quốc Mông Cổ, do hãn vị của Nguyên Thế Tố không được thừa nhận qua đại hội Khuruldai, khiến bốn hãn quốc lớn không phục, đến thời Nguyên Thành Tông mới khôi phục quan hệ tông chủ. Sau khi Nguyên Thế Tổ kiến lập triều Nguyên, có ý lập Chân Kim làm thái tử, định lập cấu trúc cha truyền con nối, tuy nhiên do Chân Kim mất sớm nên vấn đề kế thừa lại nổi lên. Triều Nguyên sau đó thường vì hoàng thái tử mất sớm hoặc huynh đệ tranh vị mà hỗn loạn bất an, trung kỳ còn có hiệp định Vũ-Nhân chi ước mà theo đó hệ của Vũ Tông và hệ của Nhân Tông sẽ luân phiên kế thừa hoàng vị, tuy nhiên do Nguyên Nhân Tông phế trừ hiệp định nên tình hình lại hỗn loạn. Vấn đề kế thừa của triều Nguyên đến thời Nguyên Huệ Tông mới ổn định, song đã tiếp vào mạt kỳ của triều đại.
Chế độ chính trị của triều Nguyên và của triều Kim đều thừa tập chế độ của triều Tống, chọn thi hành chế độ văn võ phân quyền, lấy Trung thư tỉnh tổng quản chính vụ, Xu mật viện quản lý binh quyền. Tuy nhiên, Trung thư tỉnh của triều Nguyên đã trở thành cơ quan hành chính tối ao trung ương, Nguyên không đặt Môn hạ tỉnh, Thượng thư tỉnh khi đặt khi không, chỉ có thời Thế Tổ và Vũ Tông là đặt, do vậy quyền lực của Môn hạ tỉnh và Thượng thư tỉnh đều giao cho Trung thư tỉnh.
Trung thư lỉnh quản lý Lục bộ, chủ trì chính vụ toàn quốc, hình thành tiên phong cho chế độ nội các Minh-Thanh. Cơ cấu tổ chức này kế thừa thể chế Nam Tống, cách xưng hô với tể tướng cò Trung thư lệnh, Ty thống soái bá quan và tổng lý chính vụ. thường để hoàng thái tử kiêm nhiệm. Bên dưới phân thành tả-hữu thừa tướng, nếu thiếu Trung thư lệnh thì tổng lĩnh sự vụ Trung thư tỉnh. Bình chương chính sự cũng đứng thứ hai, phàm là trọng sự của quân đội và quốc gia thì không thể không tham gia quyết định. Phó tướng có tả hữu thừa, tham chính. Lục bộ tổng cộng có Lại bộ, Hộ bộ, Lễ bộ, Binh bộ, Hình bộ và Công bộ, trong có Thượng thư, Thị lang. Thượng thư tỉnh chủ yếu phụ trách sự vụ tài chính, song lúc đặt lúc phế.　
Xu mật viện quản lý quân sự, ngự sử đài phụ trách đốc sát, đại thể tương đồng với chế độ triều Tống, tuy nhiên tại địa phương đặt Hành trung thư tỉnh, Hành xu mật viện và Hành ngự sử đài. Ngoài ra, còn có Tập hiền viện quản lý giáo dục, Tuyên huy viện quản lý ngự thiện, Thông chính viện quản lý dịch trạm, ngoài ra còn có Thái thường lễ nghi viện, Thái sử viện, Thái y viện và Tương tác viện, bỏ cửu tự chư giám của các triều đại trước. Cuối cùng, thành lập mới có Tuyên chính viện (ban đầu là Tổng chế viện), phụ trách Phật giáo và sự vụ quân chính của khu vực Thổ Phồn, là cơ quan không có trước đây.

### Xúc tiến Hán pháp và bài xích Hán pháp
Triều Nguyên giữa việc xúc tiến chế độ phép tắc của người Hán và duy trì luật cũ của Mông Cổ thường phát sinh xung đột, và phân liệt thành phái thủ cựu và phái sùng Hán. Ngay từ sau khi Thành Cát Tư Hãn công chiếm Hán địa, người Mông Cổ dựa vào Da Luật Sở Tài và Mộc Hoa Lê xúc tiến Hán pháp để duy trì chế độ phép tắc của người Hán. Đương thời, cận thần Biệt Điệt kiến nghị trục xuất người Hán đồng thời biến Trung Nguyên thành đại mục trường để thu lấy của cải, song bị Da Luật Sở Tài phản đối, ông nhận định có thể dùng phương thức trưng thu thuế để có được của cải, do đó bảo lưu chế độ phép tắc của Hán địa. Ông tích cực cải biến tác phong tàn sát toàn thành nếu kháng cự khi bị công chiếm của quân Mông Cổ, nỗ lực đề xướng Nho học, chỉnh đốn lại trị, là người sáng lập xúc tiến Hán pháp thời Nguyên. Nhằm thuận lợi trong quản lý Hán địa, Mộc Hoa Lê hợp tác với tứ đại thế hầu Hán tộc, dần củng cố quản lý với các nơi như Hà Bắc, Sơn Tây.

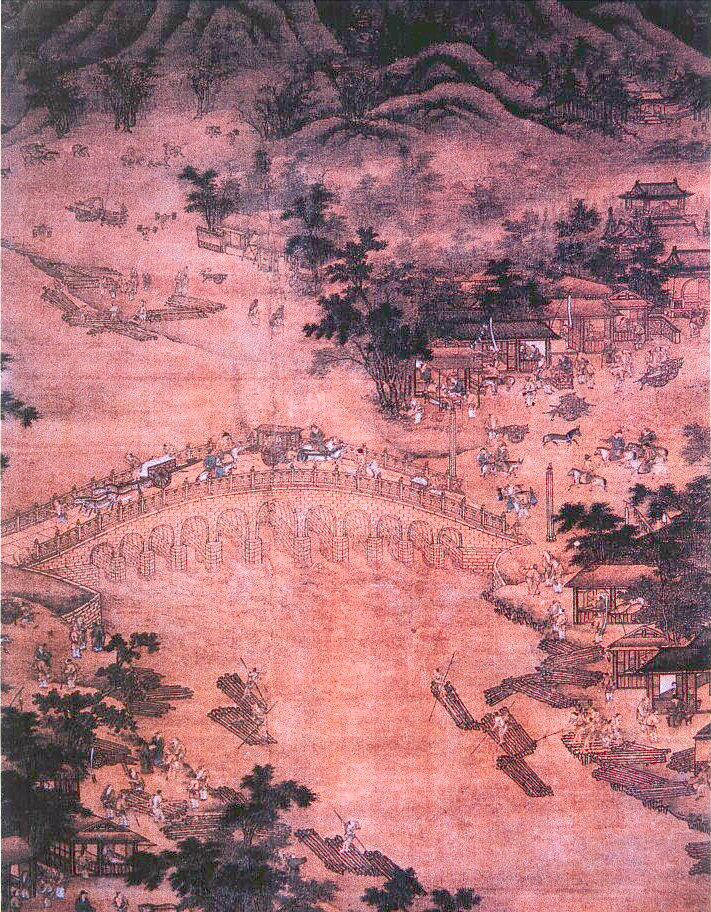
"Lư Câu phiệt vận đồ", miêu tả tình cảnh vào năm 1266 Nguyên Thế Tổ tại phụ cận Lư Câu kiều cho vận chuyển gỗ đá bằng đường sông để xây dựng cung điện Đại Đô.

Sau này, Hốt Tất Liệt khi quản lý Hán địa tích cực xúc tiến Hán pháp, sử dụng lượng lớn phụ tá và Nho sĩ người Hán lập ra chế độ phép tắc, như Lưu Bỉnh Trung, Hứa Hành hay Diêu Xu, đồng thời đề xuất chủ trương "hành Hán pháp", tích cực thúc đẩy trào lưu học tập Hán văn. Hốt Tất Liệt rất quen thuộc điển tịch và chế độ lễ nghi Hán văn, đồng thời có thể dùng Hán văn sáng tác thi ca, cũng như làm hình thức quy định pháp luật, Thái tử cần phải học tập Hán văn. Tiếp thu đề nghị xưng hiệu "Nho giáo đại tông sư" của nho sĩ Nguyên Hảo Vấn và Trương Đức Huy. Hốt Tất Liệt tại Đại Đô kiến nguyên xưng đế, lập ra triều Nguyên theo khuôn mẫu Trung Quốc, lập một số thể chế chính trị theo mô hình trung ương tập quyền truyền thống Trung Quốc, như Tam tỉnh lục bộ hay Ty nông ty, sử dụng cơ cấu thống trị của Trung Nguyên để thống trị nhân dân, sử dụng Lưu Bỉnh Trung và những người khác quy hoạch kiến lập thủ đô Đại Dô. Tuy nhiên, sau phản loạn Lý Thản thì Nguyên Thế Tổ dần không sử dụng người Hán. Do bốn hãn quốc lớn và phải thủ cựu vương thất Mông Cổ đều bất mãn trước việc Nguyên Thế Tổ thi hành Hán pháp nên làm phản hoặc xa cách. Nguyên Thế Tổ trong những năm cuối dần lãnh đạm với Nho thần, sử dụng phái lý tài gồm người Sắc Mục và người Hán như A Hợp Mã, Lô Thế Vinh và Tang Ca, Hán pháp cuối cùng chưa thành một bộ thể chế hoàn chỉnh. Sau này, Nguyên Nhân Tông, Nguyên Anh Tông, Nguyên Văn Tông và Nguyên Huệ Tông càng có thể thuần thục vận dụng Hán văn tiến hành sáng tác. Một số quý tộc Mông Cổ nhập cư Trung Nguyên ái mộ văn hóa Hán, còn thỉnh Nho sinh đến nhà giáo dục cho con. Trên phương diện học tập còn phiên dịch nhièu điển tịch Hán văn, như "Thông giám tiết yếu", "Luận ngữ", "Mạnh tử", "Đại học", "Trung dung", "Chu lễ", "Xuân thu", "Hiếu kinh". Tuy nhiên, phái sùng Hán và phái thủ cựu thường phát sinh xung đột và chính biến, như Nam Pha chi biến.

### Chế độ tuyển tài
Trên phương diện tuyển dụng nhân tài, triều Nguyên thời gian đầu cực kỳ ít cử hành khoa cử, do đó quan viên cao cấp được tuyển dụng theo quan hệ xa gần với triều đình Nguyên mà quyết định, chủ yếu theo phương thức thế tập, ân ấm, tuyển cử. Ngoài ra, còn có phương thức tư lại thăng tiến thành quan liêu, khác biệt lớn với chế độ triều Tống. Triều Tống có giới hạn rõ giữa quan và lại, tư lại đại đa số cuối cùng vẫn là tư lại, tuy nhiên triều Nguyên do thiếu khoa cử chọn người tài, nên sử dụng phương thức tuyển cử hoặc khảo thí tư lại để thăng làm quan, điều này phá bỏ vách ngăn quan lại, khiến quan lại trở thành quan hệ trên dưới. Trên phương diện khoa cử tuyển tài, Oa Khoát Đài nghe theo kiến nghị của Da Luật Sở Tài, triệu tập danh Nho giảng kinh tại Đông cung, đưa con em đại thần đến nghe giảng. Ngoài ra còn đặt "Biên tu sở" tại Yên Kinh, "Kinh tịch sở" tại Bình Dương, xúc tiến học tập văn hóa cổ đại Hán tộc. Năm 1234 đặt "Kinh thư quốc tử học", cho Phùng Chí Thường làm tổng giáo tập, lệnh 18 người là con em thị thần nhập học, học tập văn hóa Hán. Năm 1238, Thuật Hốt Đức và Lưu Trung cử hành Mậu Tuất tuyển thí, lần khoa cử đầu tiên này chọn được 4.030 người, đồng thời lập nho hộ nhằm bảo hộ sĩ đại phu. Tuy nhiên, cuối cùng triều đình phế trừ khoa cử, chuyển về chế độ tuyển cử, về sau hai lần tổ chức vào năm 1252 và 1276, tổng cộng tuyển 1890 Nho hộ. Sau khi Nguyên Thế Tổ tức vị, chính thức thiết lập Quốc tử học, cho Hứa Hành làm Tập hiền đại học sĩ kiêm Quốc tử tế tửu, chọn con em Mông Cổ vào học, học văn sử kinh điển Nho gia, bồi dưỡng nhân tài thống trị. Năm 1289, Nguyên Thế Tổ hạ chiếu phân đẳng cấp hộ tịch nhân khẩu Giang Nam, năm sau chính thức thi hành chế độ tuyển cử, đẳng cấp lần này trở thành căn cứ hộ kế về sau. Đến năm 1313, Nguyên Nhân Tông vốn đề xướng Hán hóa đã hạ chiếu khôi phục khoa cử, tháng 8 năm 1314 cử hành hương thí tại 17 khảo trường trên toàn quốc, tháng hai và tháng 3 năm 1315 lần lượt cử hành hội thí và điện thí tại Đại Đô, do cử hành vào thời gian niên hiệu Diên Hựu, nên sử xưng "Diên Hựu phục khoa". Lần khoa cử này lấy Trình-Chu lý học làm nội dung khảo thí. Triều Nguyên trước sau tổng cộng cử hành 16 lần khoa cử, tuyển chọn khoảng hơn 1.100 tiến sĩ người Mông Cổ, Sắc Mục, Hán nhân, Nam nhân. Tuy nhiên, nhằm bảo vệ người Mông Cổ và người Sắc Mộc, khảo thí rất khó với người Hán, và nhóm này chỉ có thể giành được một nửa hạn ngạch, điều này khiến con em Mông Cổ và Sắc Mục mất tính tích cực học tập văn hóa Hán tộc và tinh thần tiến thủ. Khi triều Nguyên diệt vong, trong số xả thân tuẫn quốc có rất nhiều người xuất thân từ khoa cử, có thể thấy phục hồi khoa cử đối với sĩ đại phu Hán tộc Hoài-Nhu có hiệu quả nhất định.

## Quan hệ đối ngoại
Triều Nguyên thường xuyên trao đổi ngoại giao với các nước, các sứ tiết, nhà truyền giáo, thương lữ các nơi phái đến liên tục, trong đó có anh em thương nhân Venezia Niccolò và Maffeo Polo và con của Niccolò là Marco Polo nhận được tín nhiệm của hoàng đế triều Nguyên. Triều đình Nguyên từng yêu cầu một số quốc gia hoặc khu vực xung quanh (bao gồm Nhật Bản, Đại Việt, Chiêm Thành, Miến Điện, Java) thần phục, tiếp nhận quan hệ triều chống với triều Nguyên, tuy nhiên bị cự tuyệt, do đó triều Nguyên phái khiển quân đội tiến công các quốc gia hoặc khu vực này, trong đó nổi danh nhất là Chiến tranh Nguyên-Nhật, cũng là bi thảm nhất
Vương triều Cao Ly có lãnh thổ là bán đảo Triều Tiên, sau này gia tộc Thôi (Choe) thống trị chính quyền, quốc vương biến thành bù nhìn. Cao Ly trước sau thần phục triều Liêu và triều Kim, Mông Cổ sau khi trỗi dậy cùng Cao Ly phạt Kim, đồng thời hẹn ước là nước huynh đệ. Năm 1225, Mông Cổ yêu cầu Cao Ly triều cống cho mình, khi sứ tiết Mông Cổ đến biên giới Uiju (Nghĩa Châu) thì bị Cao Ly làm hại, đương thời Mông Cổ bận Tây chinh nên không tiến hành chinh thảo. Năm 1231, Oa Khoát Đài Hãn phái Tát Lễ Tháp suất binh xâm nhập Cao Ly, lãnh tụ chính quyền Thôi thị là Thôi Vũ (Choe Woo) kháng cự thất bại, thủ đô Cao Ly là Tùng Đô (Songdo, nay là Kaesong) bị đánh chiếm, sử xưng Chiến tranh Cao Ly-Mông Cổ. Quân Mông Cổ đặt nhiều vị Đạt lỗ hoa xích để giám sát chính sự của Cao Ly. Năm sau, Thôi Vũ giết Đạt lỗ hoa xích, ủng hộ Cao Ly Cao Tông từ Tùng Đô dời đến đảo Giang Hoa (Ganghwa), tiến hành trường kỳ kháng Mông, ngoài ra còn có lực lượng Tam Biệt Sao (Sambyeolcho) kháng cự quân Mông đến năm 1273. Tuy nhiên, triều đình Cao Ly phân liệt thành phái văn có ý phản chiến, và chính quyền Thôi thị có ý kháng Mông. Thời Quý Do, Mông Kha, Mông Cổ lại bốn lần thảo phạt lãnh địa Cao Ly, năm 1258 chính quyền Thôi thị bị lật đổ, sau đó Cao Ly Cao Tông khiển vương tử đến xưng thần, chính thức trở thành nước phiên thuộc của Mông Cổ. Năm 1283, nhằm phục vụ thảo phạt Nhật Bản, Nguyên Thế Thổ cho đặt Chinh Đông hành tỉnh tại Cao Ly, quốc vương của Cao Ly là tả thừa tướng của hành tỉnh, nội chính chịu sự khống chế của người Mông Cổ. Quân chủ của Cao Ly từ thời Trung Liệt Vương kết hôn với công chúa Mông Cổ, người kế thừa quân chủ Cao Ly theo ước định cần phải trú tại Đại Đô của Nguyên để trưởng thành theo phương thức của người Mông Cổ, sau đó mới có thể về Cao Ly.

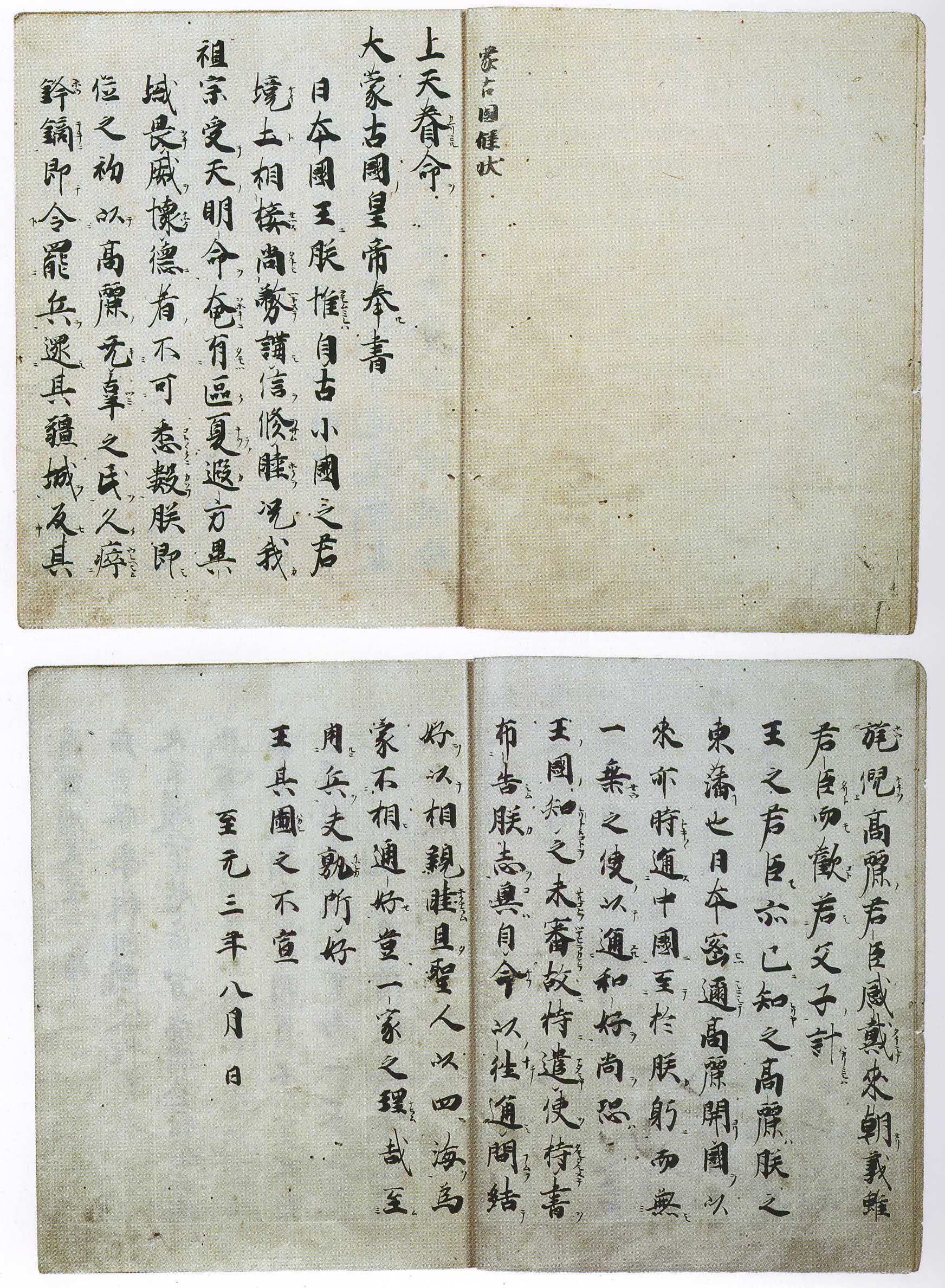
Năm 1266, Hoàng đế Đại Mông Cổ Quốc Hốt Tất Liệt trao quốc thư cho Nhật Bản.

Sau khi Cao Ly trở thành nước phiên thuộc của triều Nguyên, Nguyên Thế Tổ sáu lần khiển sứ giả yêu cầu Nhật Bản (thời Mạc phủ Kamakura) triều cống, song đều thất bại, đo đó bắt đầu Chiến tranh Nguyên-Nhật. Năm 1274, quân Nguyên phát động chiến tranh xâm nhập Nhật Bản lần thứ nhất, sử thư Nhật Bản xưng là chiến dịch Bunei (文永の役), triều đình Nguyên phái hơn 32 nghìn người Đông chinh Nhật Bản, cuối cùng do gặp phải bão nên thương vong thảm trọng. Năm 1281, Hốt Tất Liệt lại phát động chiến tranh xâm nhập Nhật Bản lần thứ nhì, sử thư Nhật Bản xưng là chiến dịch Koan (弘安の役), do Phạm Văn Hổ, Lý Đình suất hơn 10 vạn quân Giang Nam, nhưng do quân Nhật tích cực kháng cự, và quân Nguyên lại gặp phải bão, nên cuối cùng lại chịu thảm bại. Nhận định phổ biến là bão và quân Nguyên không giỏi thủy chiến là các nguyên nhân lớn nhất dẫn đến thất bại. Sau này, Nguyên Thế Tổ lại chuẩn bị đông chinh lần thứ ba, song do đại thần khuyến gián, lại thêm việc xuất binh tiến công An Nam nên bãi bỏ. Sau đó, Nguyên Thế Tổ nhiều lần khiển sứ song đều bị Nhật Bản cự tuyệt, quan hệ thông sứ mãi không thể kiến lập, song giao lưu kinh tế và văn hóa vẫn rất phồn thịnh, người Nhật Bản sang Nguyên hầu hết là thương nhân và thiền tăng. Triều đình Nguyên hạ lệnh cho quan ty duyên hải khai thông mậu dịch hải ngoại với Nhật Bản, cảng chủ yếu là Khánh Nguyên (nay là Ninh Ba).
Lãnh thổ Đại Việt (An Nam) nằm tại miền bắc Việt Nam ngày nay, từ thời Ngũ Đại-Bắc Tống đã độc lập với Trung Hoa. Mông Kha Hãn vào năm 1257 phái Ngột Lương Hợp Thai tiến công Đại Việt (thời Trần), Chiến tranh Mông-Việt bùng phát. Sau khi kết thúc giao tranh, quân Mông Cổ thua lui về Vân Nam, nhưng Trần Thái Tông xưng thần trên danh nghĩa với Mông Cổ, được Mông Kha Hãn phong làm An Nam quốc vương. Tuy nhiên, Mông Cổ vẫn chưa bỏ mộng chinh phạt Đại Việt, họ tiếp tục đưa ra nhiều yêu sách đòi Trần Thái Tông và con là Trần Thánh Tông phải kê khai dân số, gửi quân chi viện, chịu sự giám sát của quan darugachi, đích thân sang chầu,... những điều khoản này phần này nhiều bị các vua Trần từ chối. Tình hình càng căng thẳng hơn sau khi Trần Thánh Tông nhường ngôi cho Trần Nhân Tông năm 1278. Đương thời phía nam của Đại Việt có nước Chiêm Thành, năm 1282 Quốc vương Chiêm Thành là Indravarman IV khiển sứ triều cống triều Nguyên, Nguyên Thế Tổ nhân đó đặt Kinh Hồ Chiêm Thành hành trung thư tỉnh, cho A Lý Hải Nha làm bình chương chính sự. Do Chiêm Thành câu lưu sứ giả của Nguyên, Nguyên Thế Tổ dựa vào đó phát binh phân thủy bộ tiến công. Ông bổ nhiệm Toa Đô suất thủy quân từ Quảng Châu vượt biển công kích Chiêm Thành. Năm sau, thủy quân Mông Cổ đánh hạ thành mà Indravarman IV cứ thủ, Indravarman IV cầu hòa, song sau khi Mông Cổ thoái quân lại giết sứ giả. Năm 1284, Nguyên Thế Tổ phái Trấn Nam vương Thoát Hoan, A Lý Hải Nha và Toa Đô suất quân mượn đường Đại Việt tiến công Chiêm Thành, song Trần Thánh Tông, Trần Nhân Tông phản kháng nên hai bên bùng phát chiến tranh. Quân Nguyên xâm nhập Đại Việt với quy mô lớn, đánh chiếm được kinh đô Thăng Long. Tuy nhiên, hai vua Trần và các tướng tôn thất tài ba như Trần Quang Khải, Trần Hưng Đạo suất lĩnh quân Việt tích cực kháng cự, lại thêm quân Nguyên mắc phải ôn dịch. Cuối cùng, quân Nguyên triệt thoái vào năm 1285, trên đường bị quân Việt tập kích, tổn thất quá bán. Năm 1288, triều đình Nguyên lại tiến hành nam chinh song vẫn thất bại, sau đó Trần Nhân Tông thỉnh hòa. Cuộc chiến tranh kéo dài này đến thời Nguyên Thành Tông mới ngưng, An Nam và Chiêm Thành về sau duy trì triều cống triều đình Nguyên. Đương thời, có nhiều quốc đảo tại Đông Nam Á triều cống cho triều đình Nguyên, hữu danh có Mã Lan Đan (nay là Malacca), Tô Mộc Đô Lạp (nay là Sumatra). Năm 1292, Nguyên Thế Tổ mệnh Diệc Hắc Mê Thất, Sử Bật và Cao Hưng đem thủy quân Phúc Kiến nam chinh Vương quốc Majapahit trên đảo Java, đồng thời làm khuất phục nước lân cận của Majapahit là Cát Lang, song trúng kế bị đột kích, chiến bại trở về, song sau đó Majapahit vẫn phái sứ giả đến triều cống. Ngoài ra, Nguyên Thế Tổ còn phái sứ giả chiêu hàng Lưu Cầu Quốc (nay là Đài Loan hoặc Ryukyu), song sứ giả chỉ đến Bành Hồ rồi về.
Đại Lý kế thừa Nam Chiếu từ thời Đường, do Đoàn Tư Bình kiến quốc vào năm 937, chiếm hữu khu vực Vân Nam ngày nay. Năm 1252, Mông Kha Hãn mệnh Hốt Tất Liệt và Ngột Lương Hợp Thai từ Tứ Xuyên đi đường vòng về phía nam diệt Đại Lý, Quốc vương Đoàn Hưng Trí của Đại Lý bị giáng làm Đại Lý thế tập tổng quản. Thổ Phồn từ thời vãn Đường đã tiến vào suy thoái, song Phật giáo Tạng truyền tại đây lại ngày càng hưng thịnh, thế lực của lạt ma vượt quá địa vị của tán phổ (quân chủ). Năm 1247, con thứ của Oa Khoát Đài Hãn là Khoát Đoan triệu thỉnh lạt ma Ban Trí Đạt (Pandit) đến Lương Châu, sử xưng Lương Châu hội minh, từ sau đó lạt ma Thổ Phồn và đại hãn Mông Cổ hình thành quan hệ bố thí. Khi Hốt Tất Liệt nam chinh Đại Lý, phân binh thảo phạt Thổ Phồn, Lạt ma Ban Trí Đạt và tán phổ đầu hàng, Thổ Phồn mất. Nguyên Thế Tổ phong người kế nhiệm Ban Trí Đạt là Bát Tư Ba (Phagpa) là "đế sư", kiêm nhiệm tổng chế viện (sau đổi thành tuyên chính viện) viện sứ, nắm quyền lực thống trị khu vực Ô Tự Tạng (U-Tsang), khiến người thống trị Tây Tạng chuyển từ tán phổ sang lạt ma. Vào sơ kỳ của triều Nguyên, Miến Điện nằm dưới quyền cai trị của vương triều Pagan. Nguyên Thế Tổ phái sứ giả chiêu hàng song Pagan không chấp thuận, phái quân xâm nhập Vân Nam, Chiến tranh Nguyên-Miến bùng phát, sau đó quân Nguyên cũng nhiều lần tiến công Miến Điện. Năm 1283, Nguyên Thế Tổ phái quân xâm nhập Miến Điện, hai năm sau quốc vương của Miến Điện thỉnh hòa. Năm 1287, Miến Điện lâm vào nội loạn, quân Nguyên thừa cơ tiến công Miến Điện, thành Pagan bị phá, Miến Điện trở thành phiên thuộc của triều Nguyên, Narathihapate mất vương vị, triều đình Nguyên lập Miến Trung hành tỉnh, sau đó bổ nhiệm quốc vương Pagan làm tả thừa tướng của hành tỉnh, trở thành bù nhìn của triều Nguyên. Năm 1368, người Shan lập Vương quốc Ava tại miền đông của Miến Điện. Người Môn kiến đô tại Martaban, năm 1369 thiên đô đến Pegu, kiến lập vương triều Pegu, hai vương quốc nam bắc giao chiến. Thủ lĩnh của người Shan cầm giữ Miến Điện vương, khiến Nguyên Thành Tông phái quân Nguyên thảo phạt, cuối cùng Ava phái sứ triều cống. Vương quốc Lan Na nằm tại phía đông của Ava, từng liên hiệp với Ava kháng cự quân Nguyên, triều Nguyên nhiều lần thảo phạt song chưa thành, đến thời Nguyên Thái Định Đế mới nội phụ. Đương thời, tại khu vực Thái Lan ngày nay còn có Vương quốc Sukhothai, Vương quốc Ayutthaya cùng các tiểu quốc khác. Đến cuối thời Nguyên Thế Tổ, Ayutthaya bắt đầu tiến cống triều đình Nguyên, đến cuối thời Nguyên thì vương quốc này thôn tính các tiểu quốc khác, thống nhất thành Xiêm La.

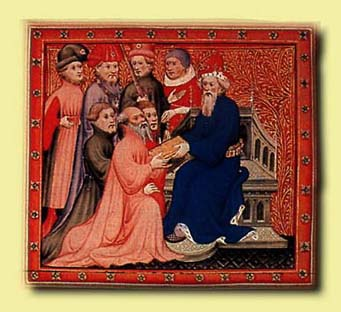
Tiểu họa trong "Marco Polo du ký": Marco Polo và Hốt Tất Liệt Hãn tại vương đình của Đại Đô

Thời kỳ Đế quốc Mông Cổ tiến hành ba lần tây chinh cũng là lúc Giáo hoàng La Mã đề xướng Thập tự quân đông chinh Tây Á nhằm thu phục Jerusalem. Do Giáo hoàng La Mã rất cần viện trợ từ bên ngoài để chống lại tín đồ Hồi giáo, và các quốc gia Cơ Đốc giáo tại châu Âu vừa trải qua Tây chinh lần thứ hai của Mông Cổ, lại thêm giao thông giữa phương đông và phương tây lúc này rất tiện lợi, nên nhiều lần phái sứ giả về phía đông để hiểu rõ về cường quốc phương đông này. Năm 1245, Giáo hoàng La Mã từng phái Giovanni da Pian del Carpine qua Hãn quốc Kim Trướng đến Hòa Lâm yết kiến Quý Do Hãn, về nước ghi chép thành "Ystoria Mongalorum". Năm 1253, Quốc vương Louis IX của Pháp phái Guillaume xứ Rubrouck lấy danh nghĩa truyền giáo đến Hòa Lâm yết kiến Mông Kha Hãn, về nước ghi chép thành sách ký sự. Năm 1316, một người Ý là Odorico xứ Pordenone theo đường biển đến Đại Đô, tham gia khánh điển cung đình của Nguyên Thái Định Đế, về nước ghi chép thành sách ký sự, phạm vi xa đến Tây Tạng, miêu tả khá tỉ mỉ Đại Đô và cung đình. Trứ danh nhất là nhà thám hiểm người Ý Marco Polo, ông cùng cha và chú đến Nguyên vào năm 1275 yết kiến Nguyên Thế Tố, đến năm 1291 mới rời đi. Ông đảm nhiệm chức vụ quan viên trong triều đình Nguyên, từng đến các địa phương của Nguyên, "Marco Polo du ký" của ông phản ánh nhiều góc độ của triều Nguyên, hấp dẫn người châu Âu đến Trung Quốc. Ngoài ra, triều Nguyên và các quốc gia khu vực chau Phi cũng có qua lại, Uông Đại Uyên vào năm 1330 và 1337 hai lần vượt biển qua nhiều địa phương tại Nam Dương và Tây Dương, cuối cùng ghi chép thành "Đảo di chí lược", có ảnh hưởng đến Trịnh Hòa hạ Tây Dương vào sơ kỳ thời Minh.

## Quân sự

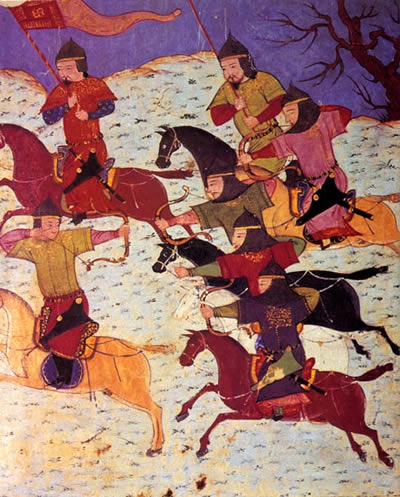
Đột kỵ Mông Cổ sử dụng cung tác chiến.

Quân đội truyền Nguyên chiếu theo quan hệ mà phân thành bốn đẳng cấp Mông Cổ quân, Tham mã xích quân, Hán quân và Tân phụ quân. Mông Cổ quân và Tham mã xích quan chủ yếu là kỵ binh. Hán quân và Tân phụ quân đại đa số là bộ quân, và cũng có một bộ phận là kỵ binh. Thủy quân sắp xếp thành Thủy quân vạn hộ phủ, hay thủy quân thiên hộ sở. Pháo quân do pháo thủ và thợ chế pháo tạo thành, sắp xếp thành Pháo thủ vạn hộ phủ, pháo thủ thiên hộ sở, đặt pháo thủ tổng quản.。
Mông Cổ quân là cốt cán trong quân đội triều Nguyên, chủ yếu là người Mông Cổ hợp thành. Mông Cổ quân được sáng lập ngay từ thời Thành Cát Tư Hãn thống nhất Mông Cổ, thời bình chăn nuôi trên thảo nguyên, thời chiến tạm thời tập hợp. Sử dụng vạn hộ chế (Tumen) binh dân hợp nhất, theo cơ số 10 sắp xếp thành thập hộ, bách hộ, thiên hộ. Người trong độ tuổi từ 15 tuổi đến 70 tuổi đều phục vụ binh dịch, trước độ tuổi đó đã hợp thành "tiệm đinh quân". Thời kỳ triều Nguyên, trong quân hộ tại Hán địa và Giang Nam ban hành chế độ đinh nam ứng dịch. Tham mã xích quân còn có tên là Thiêm quân, cùng với phát triển của chiến tranh, người thống trị cần một bộ phận quân đội Mông Cổ trấn thủ trường kỳ tại khu vực chinh phục được, do vậy trưng dụng bộ phận sĩ binh từ trong các bộ tộc Mông Cổ, hợp thành Tham mã xích quân chuyên sử dụng vào việc đồn trú phòng thủ. Từ khi kiến lập vào năm 1217 khi Mộc Hoa Lê thảo phạt Kim, do năm bộ tộc Là Hoằng Cát Lạt, Ngột Lỗ Ngột, Mang Ngột, Trát Lạc Diệc Nhi và Diệc Khất Liệt Tư tổ thành, sau khi tây chinh Khwarezm các dân tộc Hồi, Duy Ngô Nhĩ và Đột Quyết trở thành một bộ phận của Tham mã xích quân. Tham mã xích quân giỏi về hỏa pháo và Hồi Hồi pháo (máy bắn đá) phương tây, có sức công thành mạnh. "Xuống ngựa liền tụ tập chăn thả, lên ngựa liền chuẩn bị chiến tranh".」。

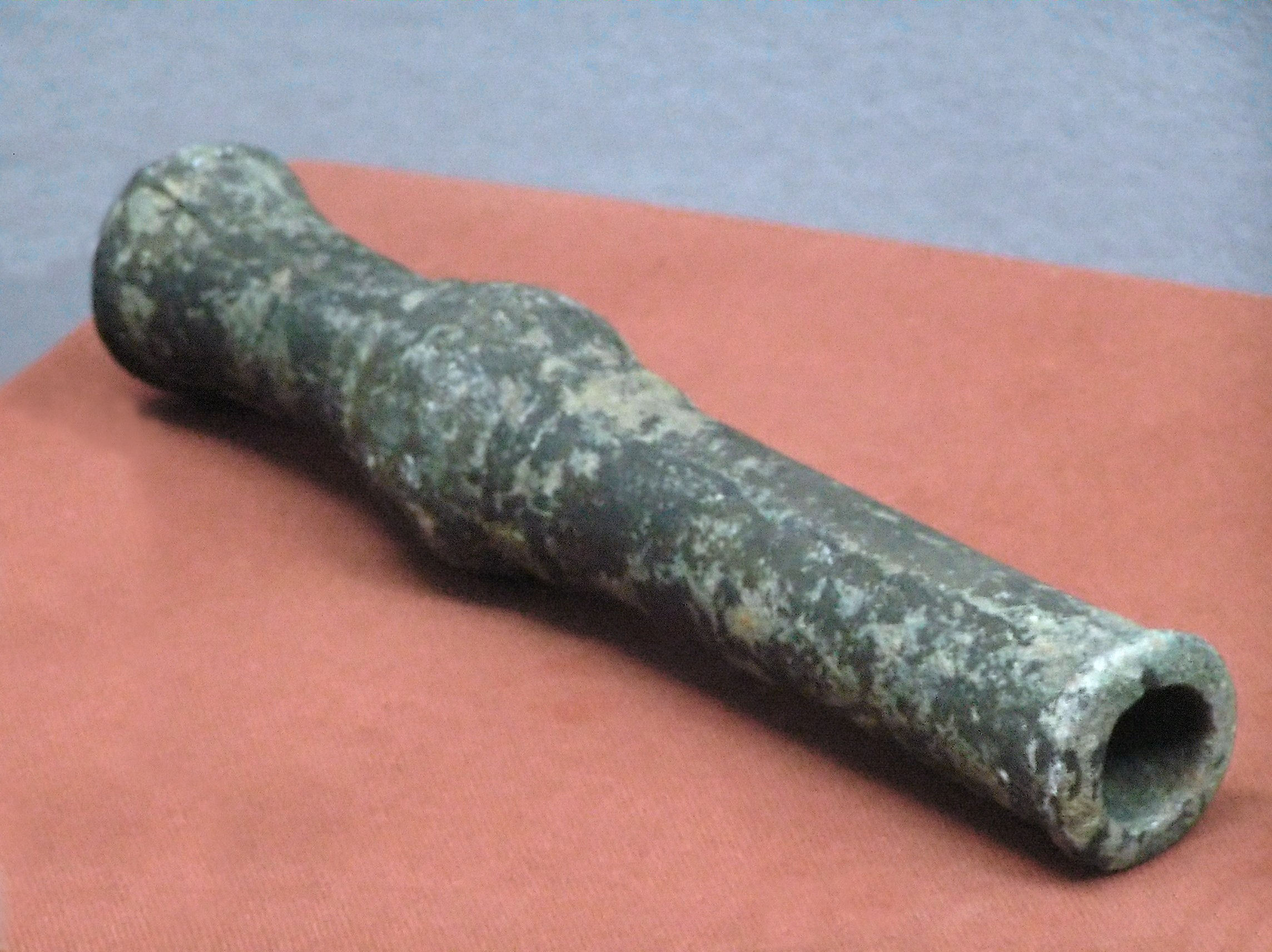
Súng cầm tay làm bằng đồng của triều Nguyên.

Sau khi chiếm lĩnh Hán địa, Mông Cổ lấy dân làm binh, tức Hán binh, chủ yếu hợp thành từ hàng quân Nữ Chân và Khiết Đan của Kim, binh sĩ Nam Tống đầu hàng Mông Cổ thời kỳ đầu, thế lực vũ trang người Hán địa phương và bách tính Hán địa được trưng dụng. Oa Khoát Đài Hãn vào năm 1229 thu nạp và cải biên hàng quân Nữ Chân và Khiết Đan của Kim, trưng dụng sĩ binh quy mô lớn trong dân hộ tại Hán địa, bổ sung số lượng binh sĩ cho Hán quân, đem tổ chức và danh xưng chức vụ trong Mông Cổ quân áp dụng cho hệ thống Hán quân. Các vạn hộ của Hán quân có quân số không giống nhau, "lớn có 5, 6 vạn, nhỏ không dưới 2, 3 vạn". Hán quân có phân biệt "cựu quân" và "tân quân"; cựu quân chủ yếu là hàng quân và thế lực vũ trang địa phương, tân quân chỉ tân binh là bách tính bị trưng dụng tại Hán địa. Sau khi Nguyên Thế Tổ tức vị, trọng tâm thống trị của Nguyên từ thảo nguyện Mạc Bắc chuyển đến Hán địa Trung Nguyên. Nguyên Thế Tổ tiến hành cải cách đối với thể chế quân đội; dần hình thành hai hệ thống lớn là túc vệ quân tại trung ương và trấn thú quân tại địa phương, xác định quan hệ tổ chức và lệ thuộc của quân Nguyên. Trong chiến tranh đối ngoại của Nguyên, Hán quân phát huy vai trò trọng yếu. Tân phụ quân chủ yếu là hàng quân được thu nạp và cải biên trong thời gian chinh phục Nam Tống, còn được gọi là Tân phụ Hán quân, Nam quân. Danh hiệu trong Tân phụ quân phức tạp, triều đình Nguyên dựa vào đặc điểm khác biệt mà đặt danh xưng, như khoán quân, thủ hiệu quân hay diêm quân. Ước tính đương thời Tân phụ quân có trên dưới hai mươi vạn binh sĩ, Hoàng đế đem Tân phụ quân phân đến thị vệ quân và trấn thú quân; hoặc lập mới quân phủ gồm người Mông Cổ, Hán nhân, Nam nhân, quản lĩnh quân nhân của Tân phụ quân. Mỗi khi chiến sự phát sinh, trước tiên điều tân phụ quân trong các quân xuất chinh, thời gian còn lại họ làm đồn điền và công dịch. Do tiêu hao trong chiến tranh kéo dài và yếu tố tự nhiên, số lượng binh sĩ Tân phụ quân ngày càng giảm thiếu, cuối cùng sa sút.
Phòng vệ của triều Nguyên phân thành hai hệ thống lớn là Túc vệ và trấn thú. Túc vệ quân do khiếp tiết và thị vệ thân quân cấu thành, trong đó khiếp tiết quân duy trì chế độ 'tứ khiếp tiết phiên trục túc vệ' từ thời Thành Cát Tư Hãn, số lượng thường trên vạn người, công thần triều Nguyên là Bác Nhĩ Hốt, Bác Nhĩ Thuật, Mộc Hoa Lê, Xích Lão Ôn hoặc hậu nhân của họ kiêm nhiệm khiếp tiết trưởng. Trong chiến tranh, khiếp thiết là lực lượng cơ sở của toàn quân, được gọi là "dã khách hoát lặc" (đại trung quân); thị vệ thân quân dùng vào việc bảo vệ Đại Đô, 'vệ' đặt đô chỉ huy sứ hoặc soái sứ, lệ thuộc Xu mật viện. Trấn thú quân gồm Mông Cổ quân và Tham mã xích quân trấn thủ khu vực trọng yếu gần kinh kỳ, Mông Cổ quân và Tham mã xích quân tại Hoa Bắc, Thiểm Tây, Tứ Xuyên do đô vạn hộ phủ (đô nguyên soái phủ) tại địa phương thống lĩnh, lệ thuộc Xu mật viện. Tại phương nam, Mông Cổ quân, Hán quân, Tân phụ quân cùng trú thủ, trọng điểm phòng ngự là khu vực Giang-Hoài, lệ thuộc các hành tỉnh. Các lực lượng trấn thú khi khẩn cấp thì do Xu mật viện thống lĩnh, thời bình thì hành tỉnh quản lý sự vụ thường ngày, song quân vụ trọng yếu như điều khiển canh phòng do Xu mật viện quyết định.
Thủy quân triều Nguyên khởi đầu khi chuẩn bị chiến tranh diệt Tống, cụ thể vào năm 1270 Mông Cổ mệnh Lưu Chỉnh gây dựng thủy quân quy mô lớn. Trong trận Tương Phàn, thủy quân và lục quân Nguyên hiệp đồng bao vây Tương Dương. Sau khi Nguyên chiếm thành, hàng tướng Lã Văn Hoán lãnh đạo thủy quân cùng lục quân theo bờ sông hiệp đồng trong trận Đinh Gia Châu, đánh tan thủy quân tinh nhuệ của Nam Tống. Sau đó, Trương Hoằng Phạm đem thủy quân Nguyên vượt biển về phía nam truy kích hải quân Nam Tống, cuối cùng tiêu diệt trong Hải chiến Nhai Sơn. Do vậy, thủy quân Nguyên trong chiến tranh diệt Tống có chức năng trọng yếu. Triều Nguyên dung hợp kỹ thuật hàng hải của Nam Tống và Ả Rập, khiến kỹ thuật hải quân thêm thành thục. Tuy nhiên trong đối ngoại, Chiến tranh Nguyên-Nhật và Chiến tranh Nguyên-Java kết thúc với thất bại của Nguyên, chỉ thắng lợi trong chiến tranh với Chiêm Thành.
- Lãnh thổ Đại Việt (An Nam) nằm tại miền bắc Việt Nam ngày nay, từ thời Ngũ Đại-Bắc Tống đã độc lập với Trung Hoa. Mông Kha Hãn vào năm 1257 phái Ngột Lương Hợp Thai tiến công Đại Việt (thời Trần), Chiến tranh Mông-Việt bùng phát. Sau khi kết thúc giao tranh, quân Mông Cổ thua lui về Vân Nam, nhưng Trần Thái Tông xưng thần trên danh nghĩa với Mông Cổ, được Mông Kha Hãn phong làm An Nam quốc vương. Tuy nhiên, Mông Cổ vẫn chưa bỏ mộng chinh phạt Đại Việt, họ tiếp tục đưa ra nhiều yêu sách đòi Trần Thái Tông và con là Trần Thánh Tông phải kê khai dân số, gửi quân chi viện, chịu sự giám sát của quan darugachi, đích thân sang chầu,... những điều khoản này phần này nhiều bị các vua Trần từ chối. Tình hình càng căng thẳng hơn sau khi Trần Thánh Tông nhường ngôi cho Trần Nhân Tông năm 1278. Năm 1284, Nguyên Thế Tổ phái Trấn Nam vương Thoát Hoan, A Lý Hải Nha và Toa Đô suất quân mượn đường Đại Việt tiến công Chiêm Thành, song Trần Thánh Tông, Trần Nhân Tông phản kháng nên hai bên bùng phát chiến tranh. Quân Nguyên xâm nhập Đại Việt với quy mô lớn, đánh chiếm được kinh đô Thăng Long. Tuy nhiên, hai vua Trần và các tướng tôn thất tài ba như Trần Quang Khải, Trần Hưng Đạo suất lĩnh quân Việt tích cực kháng cự, lại thêm quân Nguyên mắc phải ôn dịch. Cuối cùng, quân Nguyên triệt thoái vào năm 1285, trên đường bị quân Việt tập kích, tổn thất quá bán. Năm 1288, triều đình Nguyên lại tiến hành nam chinh song vẫn thất bại, sau đó Trần Nhân Tông thỉnh hòa. Cuộc chiến tranh kéo dài này đến thời Nguyên Thành Tông mới ngưng, An Nam và Chiêm Thành về sau duy trì triều cống triều đình Nguyên. Đương thời, có nhiều quốc đảo tại Đông Nam Á triều cống cho triều đình Nguyên, hữu danh có Mã Lan Đan (nay là Malacca), Tô Mộc Đô Lạp (nay là Sumatra). Năm 1292, Nguyên Thế Tổ mệnh Diệc Hắc Mê Thất, Sử Bật và Cao Hưng đem thủy quân Phúc Kiến nam chinh Vương quốc Majapahit trên đảo Java, đồng thời làm khuất phục nước lân cận của Majapahit là Cát Lang, song trúng kế bị đột kích, chiến bại trở về, song sau đó Majapahit vẫn phái sứ giả đến triều cống[30]. Ngoài ra, Nguyên Thế Tổ còn phái sứ giả chiêu hàng Lưu Cầu Quốc (nay là Đài Loan hoặc Ryukyu), song sứ giả chỉ đến Bành Hồ rồi về[26].

## Nhân khẩu
Nhân khẩu thời Nguyên có điểm đặc trưng, ngay từ thời đế quốc Mông Cổ, dân phương bắc đã không ngừng chạy xuống nam, hiện tượng này đến thời Nguyên Huệ Tông vẫn tiếp tục xảy ra, triều đình Nguyên luôn cấm đoán song không thể chấm dứt được. Trong thời gian đế quốc Mông Cổ chinh phục Tây Hạ, Kim và Nam Tống, quân Mông Cổ thường hay tiến hành đồ sát và cướp bóc trên quy mô lớn Sau đó, do dịch bệnh và mất mùa đói kém nên một lượng lớn nhân khẩu khu vực Đông Á cũng biến mất, trong đó khu vực Hoa Bắc nguyên thuộc Kim và khu vực Xuyên-Thiểm tứ lộ nguyên thuộc Nam Tống hết sức nghiêm trọng. Đây được xem là tai họa thảm khốc nhất trong lịch sử Trung Quốc, cũng là nguyên nhân chính dẫn đến phong trào di dân "Hồ Quảng điền Tứ Xuyên". Sau khi Kim diệt vong năm 1234, khu vực Hoa Bắc ước tính có 1,1 triệu hộ với 6 triệu người, chỉ bằng 13% so với mức 53,53 triệu người vào năm 1208. Trong thời gian chiến tranh Tống-Mông, số người thiệt mạng trong biên cảnh Nam Tống là khoảng 15 triệu người, chủ yếu tập trung tại khu vực Xuyên Thiểm tứ lộ. Sau khi quân Nguyên hoàn toàn tiêu diệt thế lực kháng Nguyên tại Tứ Xuyên vào năm 1279, theo điều tra thì khu vực chỉ còn hơn 9 vạn hộ và hơn 50 vạn người, chỉ bằng 4% so với mức năm 1231 tức trước khi quân Mông Cổ xâm lược Xuyên-Thiểm tứ lộ. Thời Đại Mông Cổ Quốc có 2 lần tiến hành thống kê hộ khẩu, lần thứ nhất là vào năm 1235 khi Oa Khoát Đài Hãn thi hành "Ất Mùi tịch hộ", có tư liệu về nhân khẩu của khu vực Hoa Bắc; lần sau là vào năm 1252 khi Mông Kha Hãn hoàn thành "Nhâm Tý tịch hộ", cho thấy nhân khẩu Hoa Bắc có sự gia tăng ở mức thấp. Năm 1271, Hốt Tất Liệt Hãn cải quốc hiệu thành "Đại Nguyên", kiến lập triều Nguyên. Tuy nhiên, trong thời gian từ thời Nguyên Thành Tông đến những năm đầu Chí Chính thời Nguyên Huệ Tông, chính cục triều Nguyên khổng ổn định, mỗi năm đều phải ứng phó với rất nhiều cuộc khởi nghĩa của nông dân, tuy nhiên về mặt xã hội thì cơ bản có tình trạng ổn định, kinh tế nhìn chung cũng thể hiện tăng trưởng, khiến nhân khẩu gia tăng, theo ước tính vào năm Chí Chính thứ 10 (1351) thì ở mức cao nhất. Những năm Chí Chính (1341-1370) thời Nguyên Huệ Tông, toàn quốc nhiều lần xảy ra mất mùa đối kém và dịch bệnh trên quy mô lớn, cuối cùng bùng phát thành khởi nghĩa Hồng Cân quân, sau cuộc khởi nghĩa này thì nhân khẩu suy giảm rất lớn. Sau khi Minh Thái Tổ kiến quốc có luận: "trong cuộc cách mạng đời trước, tùy tiện tiến hành giết chóc, làm trái ý trời mà hại dân, Trẫm thực không thể nhịn".
Thống kê nhân khẩu vào thời Nguyên không hoàn toàn chuẩn xác, bỏ mất những hộ chạy trốn, đi nương nhờ ở nơi khác. Triều đình không thống kê hộ khẩu của Lĩnh Bắc đẳng xứ hành trung thư tỉnh (vùng Nội Mông-Mông Cổ-nam Siberi), Vân Nam đẳng xứ hành trung thư tỉnh, các cư dân ở những khu vực thổ ty Tây Nam và Tuyên Chính viện (Tây Tạng); nhân khẩu thuộc sở hữu riêng của chư vương, quý tộc, quân tướng Mông Cổ; ngoài "chức sắc hộ kế" ở các châu huyện. Các học giả hiện đại chỉ có thể căn cứ theo số liệu nguyên thủy trong sách sử lưu giữ được để suy đoán, do vậy số liệu có thể sai khác lớn. Hiện tượng nhân khẩu chạy trốn hết sức nghiêm trọng, như vào năm 1241, trong số 1.004.656 hộ có nguyên tịch ở các lộ do Hốt Đô Hổ cai quản, thì có đến 280.746 hộ bỏ trốn, chiếm 28%.
Ngoài ra, mối quan hệ dân tộc ngày càng mật thiết, hiện tượng vãng lai và tạp cư tương đối phổ biến. Từ thời kỳ chiến tranh Mông-Kim, một lượng lớn người Hán không ngừng bị buộc phải dời đến thảo nguyên Mông Cổ hay khu vực nam bắc Thiên Sơn, Liêu Dương đẳng xứ hành trung thư tỉnh và Vân Nam đẳng xứ hành trung thư tỉnh; Các quan viên, quân hộ hay thương nhân người Mông Cổ và Sắc Mục di cư với số lượng lớn đến nội địa Trung Nguyên; khu vực Vân Nam có khoảng trên dưới 10 vạn người Mông Cổ cư trú; các thành thị chính trị như Thượng Đô và Đại Đô, các thành thị thương nghiệp như Hàng Châu, Tuyền Châu, Trấn Giang đều có nhiều người Mông Cổ, người Duy Ngô Nhĩ, người Hồi giáo, người Đảng Hạng, người Nữ Chân hay người Khiết Đan cư trú, giữa các dân tộc có sự giao lưu kinh tế và văn hóa, bang trợ lẫn nhau. Do tỷ lệ người Mông Cổ và người Hán hết sức chênh lệch, văn hóa và chế độ của người Hán cũng ưu việt hơn so với người Mông Cổ, triều đình Nguyên do vậy bảo hộ địa vị của người Mông Cổ, chủ trương Mông Cổ chí thượng chủ nghĩa, thi hành chính sách phân chia chế độ với bốn tầng lớp dân cư: Mông Cổ nhân, Sắc Mục nhân (người Tây Vực và Tây Hạ), Hán nhân (người Hán nguyên thuộc Kim), Nam nhân (người Hán nguyên thuộc Nam Tống). Triều đình Nguyên trao cho Mông Cổ nhân và Sắc Mục nhân quyền lợi rất lớn, bắt Hán nhân và Nam nhân phải chịu thuế và lao dịch nặng, áp bức dân tộc và áp bức giai cấp rất trầm trọng.
| Niên đại | Số hộ                              | Số khẩu                                                          | Ghi chú |
| --- | ---------------------------------- | ---------------------------------------------------------------- | --- |
| Năm Thiên Tứ Lễ Thịnh Quốc Khánh thứ 1 (1069) thời Tây Hạ Huệ Tông |                                    | ước tính 2.300.000 người                                         | Là đỉnh cao nhân khẩu thứ hai sau khi lập quốc, lần thứ nhất là vào năm 1038 với 2,43 triệu.                                                  |
| Năm Thái Hòa thứ 8 (1208) thời Kim Chương Tông | 8.413.164 hộ                       | 53.532.151 người                                                 | |
| Năm Đoan Bình thứ 1 (1234) thời Tống Lý Tông | 15.500.000 hộ                      | ước tính 80.000.000 người                                        | Đây là năm nhân khẩu cao nhất của Nam Tống, cùng năm Mông Cổ diệt Kim.                                                                        |
| Năm thứ 8 (1236) thời Oa Khoát Đài | 1,1 triệu hộ                       | khoảng 6.000.000 người                                           | Thời điểm này, Mông Cổ đã chiếm được khu vực Hoa Bắc nguyên thuộc Tây Hạ và Kim, hoàn thành "Ất Mùi tịch hộ".                                 |
| Năm thứ 2 (1252) thời Mông Kha |                                    | khoảng 11.278.745 người                                          | Năm này hoàn thành Nhâm Tý tịch hộ |
| Năm Trung Thống thứ 1 (1260) | 1.418.499 hộ                       |                                                                  | |
| Năm Chí Nguyên thứ 11 (1274) thời Nguyên Thế Tổ | 15.788.941 hộ 14.134.549 hộ        |                                                                  | Quân Nguyên đánh chiếm Tương Dương, Kiến Khang và Lâm An của Nam Tống, Tạ thái hậu ẵm Tống Cung Đế ra hàng                                    |
| Năm Chí Nguyên thứ 27 (1290) | 13.196.206 hộ khoảng 15.000.000    | 58.834.711 người khoảng 75.306.000 người khoảng 75.000.000 người | Trong đó, 11.840.800 hộ nguyên thuộc Nam Tống, 1.355.406 hộ nguyên thuộc Kim. Số liệu không bao gồm "dân hang núi khe suối" ở khu vực tây nam |
| Năm Chí Nguyên thứ 28 (1291) | 13.430.332 hộ                      | 60.491.230 người khoảng 76.496.000 người                         | Giang Hoài và Tứ Xuyên có 11.430.878 hộ. Nội quân có 1.999.444 hộ và 59.848.964 người, có 429.118 người người du thực và 213.148 tăng ni。    |
| Năm Chí Nguyên thứ 30 (1293) | 14.002.760 hộ                      | khoảng 79.816.000 người                                          | Theo "Nguyên sử" thì đây là con số tối đa |
| Năm Chí Thuận thứ 1 (1330) thời Nguyên Văn Tông | 13.400.699 hộ khoảng 17.000.000 hộ | khoảng 84.873.000 người khoảng 85.000.000 người                  | |
| Năm Chí Chính thứ 11 (1351) thời Nguyên Huệ Tông | khoảng 18.000.000 hộ               | khoảng 87.487.000 người                                          | Bộ phận học giả nhận định đây là năm cao nhất                                                                                                 |
| Chú thích: Bảng số liệu chỉ bao gồm cư dân "Trung Quốc bản thổ" (không gồm Thổ Phồn, Vân Nam, Lĩnh Bắc và Liêu Dương), không bao gồm cư dân đặc biệt như đạo sĩ hay tăng nhân, bản thân việc thống kê số hộ khẩu đã có sai lệch nhất định. Số liệu trong bảng tham khảo từ "Tân Nguyên sử", "Nguyên sử", "Trung Quốc nhân khẩu sử" của Triệu Văn Lâm và Tạ Thục Quân, "Trung Quốc nhân khẩu sử" của Ngô Tùng Đệ. |                                    |                                                                  | |

## Ảnh hưởng

Bản đồ châu Á năm 1345

Ở thời Nhà Nguyên, một nền văn hóa đa dạng đã phát triển. Những thành tựu văn hóa chính là sự phát triển của kịch và tiểu thuyết cùng sự gia tăng sử dụng tiếng địa phương. Vì sự cai trị trên toàn vùng Trung Á đã được thống nhất, thương mại giữa Đông và Tây gia tăng mạnh mẽ. Các mối liên hệ rộng lớn của Mông Cổ với Tây Á và châu Âu khiến việc trao đổi văn hóa diễn ra ở mức độ rất cao. Các nhạc cụ phương Tây xuất hiện và làm phong phú thêm cho các môn nghệ thuật biểu diễn Trung Quốc. Từ giai đoạn này số người theo Hồi giáo ở tây bắc và tây nam Trung Quốc ngày càng gia tăng. Cảnh giáo và Công giáo La Mã, hai nhánh của Kitô giáo, cũng trải qua một giai đoạn thanh bình. Phật giáo Tây Tạng phát triển, dù Đạo giáo trong nước bị người Mông Cổ ngược đãi. Các hoạt động triều đình và các kỳ thi dựa trên các tác phẩm kinh điển Khổng giáo, vốn đã bị bãi bỏ ở miền bắc Trung Quốc trong giai đoạn chia rẽ, được người Mông Cổ tái lập với hy vọng giữ được trật tự xã hội như ở thời Hán. Lĩnh vực du ký, bản đồ, và địa lý, cũng như giáo dục khoa học có bước phát triển so với trước đó. Một số phát minh quan trọng của Trung Quốc như thuốc súng, kỹ thuật in, sản xuất đồ sứ, bài lá và sách thuốc lan truyền sang châu Âu, trong khi kỹ thuật chế tạo đồ thủy tinh mỏng và cloisonné cũng trở nên phổ biến ở Trung Quốc. Những bản du ký đầu tiên của người phương Tây cũng bắt đầu xuất hiện ở thời kỳ này. Nhà du lịch nổi tiếng nhất là Marco Polo người thành Venezia (Ý), ông đã tới "Cambaluc," thủ đô của Khan vĩ đại (Bắc Kinh hiện nay), và cuộc sống ở đó theo miêu tả của ông khiến châu Âu kinh ngạc. Cuốn sách về các cuộc du lịch của ông, Il milione (hay Những cuộc phiêu lưu của Marco Polo), xuất hiện vào khoảng năm 1299. Những tác phẩm của John of Plano Carpini và William of Rubruck cũng cung cấp một số chi tiết đầu tiên về người Mông Cổ sang phương Tây.
Người Mông Cổ tiến hành nhiều dự án công cộng lớn. Đường sá và giao thông thủy được tổ chức lại và cải tiến thêm. Để ngăn nguy cơ phát sinh nạn đói, các kho lương thực được xây dựng trên khắp đế chế. Thành phố Bắc Kinh được xây dựng lại với các cung điện mới gồm cả các hồ, đồi núi và công viên nhân tạo. Ở thời Nhà Nguyên, Bắc Kinh trở thành điểm kết thúc của Đại Vận Hà, khi ấy đã được cải tạo toàn bộ. Những cải tiến cho mục đích thương mại đó thúc đẩy thương mại trong lục địa cũng như thương mại trên biển ra toàn Châu Á tạo điều kiện thuận lợi cho những tiếp xúc trực tiếp đầu tiên giữa Trung Quốc và châu Âu. Những nhà du lịch Trung Quốc tới phương Tây có thể giúp đỡ các kỹ thuật mới như cơ khí thủy lợi. Những tiếp xúc với phương Tây cũng khiến các loại lương thực chính khác du nhập vào Trung Quốc, như kê cùng các sản phẩm lương thực từ bên ngoài khác và cách chế biến chúng.

## Danh sách đế vương
| Đại Mông Cổ Quốc 1206—1271 |                                                                                          |                                                                                  |                                                |                         |                                                                                      |
| Miếu hiệu | Thụy hiệu                                                                                | Tôn hiệu                                                                         | Tên                                            | Thời gian tại vị        | Niên hiệu                                                                            |
| Liệt Tổ (Nguyên Thế Tổ truy tôn) | Thần Nguyên hoàng đế (Nguyên Thế Tổ truy tôn)                                            | Baghatur (Bả A Thốc Nhi)                                                         | Yesügei (Dã Tốc Cai)                           |                         |                                                                                      |
| Thái Tổ (Nguyên Thế Tổ truy tôn) | Pháp Thiên Khải Vận Thánh Vũ hoàng đế (Nguyên Thế Tổ truy thụy, Nguyên Vũ Tông gia thụy) | Genghis Khan (Thành Cát Tư Hãn)                                                  | Temüjin (Thiết Mộc Chân)                       | 1206 - 1227             |                                                                                      |
| Duệ Tông giám quốc (Nguyên Thế Tổ truy tôn) | Nhân Thánh Cảnh Tương hoàng đế (Nguyên Thế Tổ truy thụy, Nguyên Vũ Tông gia thụy)        | Yeke Nayan (Dã Khả Na Nhan)                                                      | Tolui (Đà Lôi)                                 | nhiếp chính 1227 - 1229 |                                                                                      |
| Thái Tông (Nguyên Thế Tổ truy tôn) | Anh Văn hoàng đế (Nguyên Thế Tổ truy tôn)                                                | Mộc Diệc Kiên Hãn                                                                | Ögedei (Oa Khoát Đài)                          | 1229 - 1241             |                                                                                      |
| xưng chế | Chiêu Từ hoàng hậu (Nguyên Thế Tổ truy tôn)                                              |                                                                                  | Naiman Töregene (Nãi Mã Chân Thoát-Liệt-Ca-Na) | nhiếp chính 1242 - 1246 |                                                                                      |
| Định Tông (Nguyên Thế Tổ truy tôn) | Giản Bình hoàng đế (Nguyên Thế Tổ truy tôn)                                              |                                                                                  | Güyük (Quý Do)                                 | 1246 - 1248             |                                                                                      |
| xưng chế | Khâm Thục hoàng hậu (Nguyên Thế Tổ truy tôn)                                             |                                                                                  | Qaimish (Hải Mê Thất)                          | nhiếp chính 1248 - 1251 |                                                                                      |
| Hiến Tông (Nguyên Thế Tổ truy tôn) | Hoàn Túc hoàng đế (Nguyên Thế Tổ truy tôn)                                               |                                                                                  | Möngke (Mông Kha)                              | 1251 - 1259             |                                                                                      |
| Thế Tổ | Thánh Đức Thần Công Văn Vũ hoàng đế                                                      | Hiến Thiên Thuật Đạo Nhân Văn Nghĩa Vũ Đại Quang Hiếu hoàng đế                   | Khubilai (Hốt Tất Liệt)                        | 1260 - 1271             | Trung Thống 1260 - 1264 Chí Nguyên 1264 - 1294                                       |
| Thế Tổ | Sechen Khan (Tiết Thiện khả hãn)                                                         | Hiến Thiên Thuật Đạo Nhân Văn Nghĩa Vũ Đại Quang Hiếu hoàng đế                   | Khubilai (Hốt Tất Liệt)                        | 1260 - 1271             | Trung Thống 1260 - 1264 Chí Nguyên 1264 - 1294                                       |
| |                                                                                          |                                                                                  | Ariq Böke (A Lý Bất Ca)                        | 1260 - 1264             |                                                                                      |
| Triều Nguyên 1271—1368 |                                                                                          |                                                                                  |                                                |                         |                                                                                      |
| Miếu hiệu | Thụy hiệu                                                                                | Tôn hiệu                                                                         | Tên                                            | Thời gian tại vị        | Niên hiệu                                                                            |
| Thế Tổ | Thánh Đức Thần Công Văn Vũ hoàng đế                                                      | Hiến Thiên Thuật Đạo Nhân Văn Nghĩa Vũ Đại Quang Hiếu hoàng đế                   | Khubilai (Hốt Tất Liệt)                        | 1271 - 1294             | Chí Nguyên 1264 - 1294                                                               |
| Thế Tổ | Sechen Khan                                                                              | Hiến Thiên Thuật Đạo Nhân Văn Nghĩa Vũ Đại Quang Hiếu hoàng đế                   | Khubilai (Hốt Tất Liệt)                        | 1271 - 1294             | Chí Nguyên 1264 - 1294                                                               |
| Thành Tông | Khâm Minh Quảng Hiếu hoàng đế                                                            |                                                                                  | Temür (Thiết Mộc Nhĩ)                          | 1294 - 1307             | Nguyên Trinh 1295 - 1297 Đại Đức 1297 - 1307                                         |
| Thành Tông | Öljeytü Khan (Hoàn Trạch Đốc khả hãn)                                                    |                                                                                  | Temür (Thiết Mộc Nhĩ)                          | 1294 - 1307             | Nguyên Trinh 1295 - 1297 Đại Đức 1297 - 1307                                         |
| Vũ Tông | Nhân Huệ Tuyên Hiếu hoàng đế                                                             | Thống Thiên Kế Thánh Khâm Văn Anh Vũ Đại Chương Hiếu hoàng đế                    | Khayisan (Hải Sơn)                             | 1307 - 1311             | Chí Đại 1308 - 1311                                                                  |
| Vũ Tông | Külüg Khan (Khúc Luật Khả hãn)                                                           | Thống Thiên Kế Thánh Khâm Văn Anh Vũ Đại Chương Hiếu hoàng đế                    | Khayisan (Hải Sơn)                             | 1307 - 1311             | Chí Đại 1308 - 1311                                                                  |
| Nhân Tông | Thánh Văn Khâm Hiếu hoàng đế                                                             |                                                                                  | Ayurbarwada (Ái Dục Lê Bạt Lực Bát Đạt)        | 1311 - 1320             | Hoàng Khánh 1312 - 1313 Diên Hựu 1314 - 1320                                         |
| Nhân Tông | Buyantu Khan (Phổ Nhan Đốc khả hãn)                                                      |                                                                                  | Ayurbarwada (Ái Dục Lê Bạt Lực Bát Đạt)        | 1311 - 1320             | Hoàng Khánh 1312 - 1313 Diên Hựu 1314 - 1320                                         |
| Anh Tông | Duệ Thánh Văn Hiếu hoàng đế                                                              | Kế Thiên Thể Đạo Kính Văn Nhân hoàng đế                                          | Shidibala (Thạc Đức Bát Lạt)                   | 1320 - 1323             | Chí Trị 1321 - 1323                                                                  |
| Anh Tông | Gegeen Khan (Cách Kiên Khả hãn)                                                          | Kế Thiên Thể Đạo Kính Văn Nhân hoàng đế                                          | Shidibala (Thạc Đức Bát Lạt)                   | 1320 - 1323             | Chí Trị 1321 - 1323                                                                  |
| | Thái Định hoàng đế                                                                       |                                                                                  | Yesün Temür (Dã Tôn Thiết Mộc Nhĩ)             | 1323 - 1328             | Thái Định 1324 - 1328 Trí Hòa 1328                                                   |
| | Thiên Thuận hoàng đế                                                                     |                                                                                  | Arigabag (A Tốc Cát Bát)                       | 1328                    | Thiên Thuận 1328                                                                     |
| Văn Tông | Thánh Minh Nguyên Hiếu hoàng đế                                                          | Khâm Thiên Thống Thánh Chí Đức Thành Công Đại Văn Hiếu hoàng đế                  | Töbtemür (Đồ Thiết Mộc Nhĩ)                    | 1328 - 1329             | Thiên Lịch 1328 - 1329                                                               |
| Văn Tông | Sayaatu Khan (Trát Nha Đốc khả hãn)                                                      | Khâm Thiên Thống Thánh Chí Đức Thành Công Đại Văn Hiếu hoàng đế                  | Töbtemür (Đồ Thiết Mộc Nhĩ)                    | 1329 - 1332             | Thiên Lịch 1329 - 1330 Chí Thuận 1330 - 1332                                         |
| Minh Tông | Dực Hiến Cảnh Hiếu hoàng đế                                                              | Thuận Thiên Lập Đạo Duệ Văn Trí Vũ Đại Thánh Hiếu hoàng đế                       | Kusala (Hòa Thế Lạt)                           | 1329                    | Thiên Lịch 1329                                                                      |
| Minh Tông | Khutughtu Khan (Hốt Đô Đốc khả hãn)                                                      | Thuận Thiên Lập Đạo Duệ Văn Trí Vũ Đại Thánh Hiếu hoàng đế                       | Kusala (Hòa Thế Lạt)                           | 1329                    | Thiên Lịch 1329                                                                      |
| Ninh Tông | Trùng Thánh Tự Hiếu hoàng đế                                                             |                                                                                  | Rinchinbal (Ý Lân Chất Ban)                    | 1332                    | Chí Thuận 1332                                                                       |
| Huệ Tông | Thuận hoàng đế (Minh Thái Tổ truy thụy)                                                  |                                                                                  | Toghon Temür (Thỏa Hoan Thiết Mộc Nhĩ)         | 1333 - 1368             | Chí Thuận 1333 Nguyên Thống 1333 - 1335 Chí Nguyên 1335 - 1340 Chí Chính 1341 - 1370 |
| Huệ Tông | Ukhaghatu Khan (Ô Cáp Cát Đồ hãn)                                                        |                                                                                  | Toghon Temür (Thỏa Hoan Thiết Mộc Nhĩ)         | 1333 - 1368             | Chí Thuận 1333 Nguyên Thống 1333 - 1335 Chí Nguyên 1335 - 1340 Chí Chính 1341 - 1370 |
| Bắc Nguyên 1368—1402 |                                                                                          |                                                                                  |                                                |                         |                                                                                      |
| Miếu hiệu | Thụy hiệu                                                                                | Tôn hiệu                                                                         | Tên                                            | Thời gian tại vị        | Niên hiệu                                                                            |
| Huệ Tông | Thuận hoàng đế (Minh Thái Tổ truy thụy)                                                  |                                                                                  | Toghon Temür (Thỏa Hoan Thiết Mộc Nhĩ)         | 1368 - 1370             | Chí Chính 1341 - 1370                                                                |
| Huệ Tông | Ukhaghatu Khan                                                                           |                                                                                  | Toghon Temür (Thỏa Hoan Thiết Mộc Nhĩ)         | 1368 - 1370             | Chí Chính 1341 - 1370                                                                |
| Chiêu Tông | Biligtü Khan (Tất Lý Khắc Đò hãn)                                                        |                                                                                  | Ayushiridara (Ái Du Thức Lý Đạt Lạp)           | 1370 - 1378             | Tuyên Quang 1371 - 1379                                                              |
| Uskhal Khan | Uskhal Khan (Ô Tát Cáp Nhĩ Hãn)                                                          |                                                                                  | Tögüs Temür (Thoát Cổ Tư Thiếp Mộc Nhi)        | 1378 - 1388             | Thiên Nguyên 1379 - 1388                                                             |
| Jorightu Khan |                                                                                          | Engke Jorightu Khan (Ân Khắc Trác Lý Đồ Hãn) Jorightu Khan (Trác Lý Khắc Đồ Hãn) | Yesüder (Dã Tốc Điệt Nhi)                      | 1389—1393 1388—1391     | bỏ niên hiệu, là hậu duệ của Ariq Böke                                               |
| |                                                                                          | Engke Khan (Ân Khắc khả hãn) (còn nghi vấn)                                      |                                                | 1391—1394               | hậu duệ của Ariq Böke                                                                |
| |                                                                                          | Nigülesügchi Khan (Ni Cổ Liệt Tô Khắc Tề Hãn)                                    | Elbeg (Ngạch Lặc Bá Khắc)                      | 1393/1394—1399          |                                                                                      |
| |                                                                                          |                                                                                  | Gün Temür (Khôn Thiếp Mộc Nhi)                 | 1400—1402               | sau khi bị giết quốc hiệu bị bỏ                                                      |
| Tư liệu liên quan đến Bắc Nguyên khá thiếu thốn, nghiên cứu sử học hiện nay lấy sử liệu viết bằng văn tự Hán, Mông Cổ và Ba Tư đối chiếu với nhau mà phân tích, trong bài lấy "Quan ư Bắc nguyên hãn hệ" và "15 thế kỷ trung hiệp tiền đích Bắc Nguyen khả hãn thế hệ cập chính cục" làm chủ đạo, tham khảo "Tân Nguyên sử", "Khâm Định Mông Cổ nguyên lưu", "Hoàng Kim sử" vô danh, "Mông Cổ hoàng kim sử" của La bốc Tạng Đan Tân. mà thành. |                                                                                          |                                                                                  |                                                |                         |                                                                                      |

## Thế phả nhà Nguyên
|                                           |                                           |                                           |                                           |                                                            |                                                            |                                                            |                                                            |                                                            |                                                            |                                |                                |                                                               |                                                               |                                                               |                                                               |                                                                                      |                                                                                      |                                                                                      |                                                                                      |                                                                                          |                                                                                          |                                                                                          |                                                                                          |                                                                                          |                                                                                          |                                                                                  |                                                                                  |                                                                                  |                                                                                  |                                                         |                                                         | Đại Mông Cổ quốc                                                 | Đại Mông Cổ quốc                                                 | Đại Mông Cổ quốc                                                 | Đại Mông Cổ quốc                                                 | Đại Mông Cổ quốc                                                 | Đại Mông Cổ quốc                                                 |                                                       |                                                       |                                                       |                                                       |                                    |                                    |                                                                  |                                                                  |                                                                  |                                                                  | Đại Nguyên                                                       | Đại Nguyên                                                       | Đại Nguyên                                                 | Đại Nguyên                                                 | Đại Nguyên                                                 | Đại Nguyên                                                 |                                             |                                             |                                                      |                                                      |                                                      |                                                      |                                                           |                                                           |                                                           |                                                           |                                                           |                                                           |  |  |                         |                         |                         |                         |                         |                         |  |  |                       |                       |                       |                       |                       |                       |  |  |  |  |  |  |  |  |
|                                           |                                           |                                           |                                           |                                                            |                                                            |                                                            |                                                            |                                                            |                                                            |                                |                                |                                                               |                                                               |                                                               |                                                               |                                                                                      |                                                                                      |                                                                                      |                                                                                      |                                                                                          |                                                                                          |                                                                                          |                                                                                          |                                                                                          |                                                                                          |                                                                                  |                                                                                  |                                                                                  |                                                                                  |                                                         |                                                         | Đại Mông Cổ quốc                                                 | Đại Mông Cổ quốc                                                 | Đại Mông Cổ quốc                                                 | Đại Mông Cổ quốc                                                 | Đại Mông Cổ quốc                                                 | Đại Mông Cổ quốc                                                 |                                                       |                                                       | Bắc Nguyên                                            |                                                       |                                    |                                    |                                                                  |                                                                  |                                                                  |                                                                  | Đại Nguyên                                                       | Đại Nguyên                                                       | Đại Nguyên                                                 | Đại Nguyên                                                 | Đại Nguyên                                                 | Đại Nguyên                                                 |                                             |                                             |                                                      |                                                      |                                                      |                                                      |                                                           |                                                           |                                                           |                                                           |                                                           |                                                           |  |  |                         |                         |                         |                         |                         |                         |  |  |                       |                       |                       |                       |                       |                       |  |  |  |  |  |  |  |  |
|                                           |                                           |                                           |                                           |                                                            |                                                            |                                                            |                                                            |                                                            |                                                            |                                |                                |                                                               |                                                               |                                                               |                                                               |                                                                                      |                                                                                      |                                                                                      |                                                                                      |                                                                                          |                                                                                          |                                                                                          |                                                                                          |                                                                                          |                                                                                          |                                                                                  |                                                                                  |                                                                                  |                                                                                  |                                                         |                                                         | Bắc Nguyên - Thát Đát                                            | Bắc Nguyên - Thát Đát                                            | Bắc Nguyên - Thát Đát                                            | Bắc Nguyên - Thát Đát                                            | Bắc Nguyên - Thát Đát                                            | Bắc Nguyên - Thát Đát                                            |                                                       |                                                       |                                                       |                                                       |                                    |                                    |                                                                  |                                                                  |                                                                  |                                                                  | Bắc Nguyên - Sát Cáp Nhĩ                                         | Bắc Nguyên - Sát Cáp Nhĩ                                         | Bắc Nguyên - Sát Cáp Nhĩ                                   | Bắc Nguyên - Sát Cáp Nhĩ                                   | Bắc Nguyên - Sát Cáp Nhĩ                                   | Bắc Nguyên - Sát Cáp Nhĩ                                   |                                             |                                             |                                                      |                                                      |                                                      |                                                      |                                                           |                                                           |                                                           |                                                           |                                                           |                                                           |  |  |                         |                         |                         |                         |                         |                         |  |  |                       |                       |                       |                       |                       |                       |  |  |  |  |  |  |  |  |
|                                           |                                           |                                           |                                           |                                                            |                                                            |                                                            |                                                            |                                                            |                                                            |                                |                                |                                                               |                                                               |                                                               |                                                               |                                                                                      |                                                                                      |                                                                                      |                                                                                      |                                                                                          |                                                                                          |                                                                                          |                                                                                          |                                                                                          |                                                                                          |                                                                                  |                                                                                  |                                                                                  |                                                                                  |                                                         |                                                         | Bắc Nguyên - Thát Đát                                            | Bắc Nguyên - Thát Đát                                            | Bắc Nguyên - Thát Đát                                            | Bắc Nguyên - Thát Đát                                            | Bắc Nguyên - Thát Đát                                            | Bắc Nguyên - Thát Đát                                            |                                                       |                                                       | kết hôn                                               |                                                       |                                    |                                    |                                                                  |                                                                  |                                                                  |                                                                  | Bắc Nguyên - Sát Cáp Nhĩ                                         | Bắc Nguyên - Sát Cáp Nhĩ                                         | Bắc Nguyên - Sát Cáp Nhĩ                                   | Bắc Nguyên - Sát Cáp Nhĩ                                   | Bắc Nguyên - Sát Cáp Nhĩ                                   | Bắc Nguyên - Sát Cáp Nhĩ                                   |                                             |                                             |                                                      |                                                      |                                                      |                                                      |                                                           |                                                           |                                                           |                                                           |                                                           |                                                           |  |  |                         |                         |                         |                         |                         |                         |  |  |                       |                       |                       |                       |                       |                       |  |  |  |  |  |  |  |  |
|                                           |                                           |                                           |                                           |                                                            |                                                            |                                                            |                                                            |                                                            |                                                            |                                |                                |                                                               |                                                               |                                                               |                                                               |                                                                                      |                                                                                      |                                                                                      |                                                                                      |                                                                                          |                                                                                          |                                                                                          |                                                                                          |                                                                                          |                                                                                          |                                                                                  |                                                                                  |                                                                                  |                                                                                  |                                                         |                                                         |                                                                  |                                                                  |                                                                  |                                                                  |                                                                  |                                                                  |                                                       |                                                       |                                                       |                                                       |                                    |                                    |                                                                  |                                                                  |                                                                  |                                                                  |                                                                  |                                                                  |                                                            |                                                            |                                                            |                                                            |                                             |                                             |                                                      |                                                      |                                                      |                                                      |                                                           |                                                           |                                                           |                                                           |                                                           |                                                           |  |  |                         |                         |                         |                         |                         |                         |  |  |                       |                       |                       |                       |                       |                       |  |  |  |  |  |  |  |  |
|                                           |                                           |                                           |                                           |                                                            |                                                            |                                                            |                                                            |                                                            |                                                            |                                |                                |                                                               |                                                               |                                                               |                                                               |                                                                                      |                                                                                      |                                                                                      |                                                                                      |                                                                                          |                                                                                          |                                                                                          |                                                                                          |                                                                                          |                                                                                          |                                                                                  |                                                                                  |                                                                                  |                                                                                  |                                                         |                                                         |                                                                  |                                                                  |                                                                  |                                                                  |                                                                  |                                                                  |                                                       |                                                       | khuyết thế hệ                                         |                                                       |                                    |                                    |                                                                  |                                                                  |                                                                  |                                                                  |                                                                  |                                                                  |                                                            |                                                            |                                                            |                                                            |                                             |                                             |                                                      |                                                      |                                                      |                                                      |                                                           |                                                           |                                                           |                                                           |                                                           |                                                           |  |  |                         |                         |                         |                         |                         |                         |  |  |                       |                       |                       |                       |                       |                       |  |  |  |  |  |  |  |  |
|                                           |                                           |                                           |                                           |                                                            |                                                            |                                                            |                                                            |                                                            |                                                            |                                |                                |                                                               |                                                               |                                                               |                                                               |                                                                                      |                                                                                      |                                                                                      |                                                                                      |                                                                                          |                                                                                          |                                                                                          |                                                                                          |                                                                                          |                                                                                          |                                                                                  |                                                                                  |                                                                                  |                                                                                  |                                                         |                                                         | Giám quốc                                                        | Giám quốc                                                        | Giám quốc                                                        | Giám quốc                                                        | Giám quốc                                                        | Giám quốc                                                        |                                                       |                                                       |                                                       |                                                       |                                    |                                    |                                                                  |                                                                  |                                                                  |                                                                  | Nữ giới                                                          | Nữ giới                                                          | Nữ giới                                                    | Nữ giới                                                    | Nữ giới                                                    | Nữ giới                                                    |                                             |                                             |                                                      |                                                      |                                                      |                                                      |                                                           |                                                           |                                                           |                                                           |                                                           |                                                           |  |  |                         |                         |                         |                         |                         |                         |  |  |                       |                       |                       |                       |                       |                       |  |  |  |  |  |  |  |  |
|                                           |                                           |                                           |                                           |                                                            |                                                            |                                                            |                                                            |                                                            |                                                            |                                |                                |                                                               |                                                               |                                                               |                                                               |                                                                                      |                                                                                      |                                                                                      |                                                                                      |                                                                                          |                                                                                          |                                                                                          |                                                                                          | Nguyên Liệt Tổ Dã Tốc Cai ?-1171                                                         |                                                                                          |                                                                                  |                                                                                  |                                                                                  |                                                                                  |                                                         |                                                         | Giám quốc                                                        | Giám quốc                                                        | Giám quốc                                                        | Giám quốc                                                        | Giám quốc                                                        | Giám quốc                                                        |                                                       |                                                       |                                                       |                                                       |                                    |                                    |                                                                  |                                                                  |                                                                  |                                                                  | Nữ giới                                                          | Nữ giới                                                          | Nữ giới                                                    | Nữ giới                                                    | Nữ giới                                                    | Nữ giới                                                    |                                             |                                             |                                                      |                                                      |                                                      |                                                      |                                                           |                                                           |                                                           |                                                           |                                                           |                                                           |  |  |                         |                         |                         |                         |                         |                         |  |  |                       |                       |                       |                       |                       |                       |  |  |  |  |  |  |  |  |
|                                           |                                           |                                           |                                           |                                                            |                                                            |                                                            |                                                            |                                                            |                                                            |                                |                                |                                                               |                                                               |                                                               |                                                               |                                                                                      |                                                                                      |                                                                                      |                                                                                      |                                                                                          |                                                                                          |                                                                                          |                                                                                          |                                                                                          |                                                                                          |                                                                                  |                                                                                  |                                                                                  |                                                                                  |                                                         |                                                         |                                                                  |                                                                  |                                                                  |                                                                  |                                                                  |                                                                  |                                                       |                                                       |                                                       |                                                       |                                    |                                    |                                                                  |                                                                  |                                                                  |                                                                  |                                                                  |                                                                  |                                                            |                                                            |                                                            |                                                            |                                             |                                             |                                                      |                                                      |                                                      |                                                      |                                                           |                                                           |                                                           |                                                           |                                                           |                                                           |  |  |                         |                         |                         |                         |                         |                         |  |  |                       |                       |                       |                       |                       |                       |  |  |  |  |  |  |  |  |
|                                           |                                           |                                           |                                           |                                                            |                                                            |                                                            |                                                            |                                                            |                                                            |                                |                                |                                                               |                                                               |                                                               |                                                               |                                                                                      |                                                                                      |                                                                                      |                                                                                      |                                                                                          |                                                                                          |                                                                                          |                                                                                          | Đại Mông Cổ quốc                                                                         |                                                                                          |                                                                                  |                                                                                  |                                                                                  |                                                                                  |                                                         |                                                         |                                                                  |                                                                  |                                                                  |                                                                  |                                                                  |                                                                  |                                                       |                                                       |                                                       |                                                       |                                    |                                    |                                                                  |                                                                  |                                                                  |                                                                  |                                                                  |                                                                  |                                                            |                                                            |                                                            |                                                            |                                             |                                             |                                                      |                                                      |                                                      |                                                      |                                                           |                                                           |                                                           |                                                           |                                                           |                                                           |  |  |                         |                         |                         |                         |                         |                         |  |  |                       |                       |                       |                       |                       |                       |  |  |  |  |  |  |  |  |
|                                           |                                           |                                           |                                           |                                                            |                                                            |                                                            |                                                            |                                                            |                                                            |                                |                                |                                                               |                                                               |                                                               |                                                               |                                                                                      |                                                                                      |                                                                                      |                                                                                      |                                                                                          |                                                                                          |                                                                                          |                                                                                          | (1)Nguyên Thái Tổ Thành Cát Tư Hãn Thiết Mộc Chân 1162-1206-1227                         |                                                                                          |                                                                                  |                                                                                  |                                                                                  |                                                                                  |                                                         |                                                         |                                                                  |                                                                  |                                                                  |                                                                  |                                                                  |                                                                  |                                                       |                                                       |                                                       |                                                       |                                    |                                    |                                                                  |                                                                  |                                                                  |                                                                  |                                                                  |                                                                  |                                                            |                                                            |                                                            |                                                            |                                             |                                             |                                                      |                                                      |                                                      |                                                      |                                                           |                                                           |                                                           |                                                           |                                                           |                                                           |  |  |                         |                         |                         |                         |                         |                         |  |  |                       |                       |                       |                       |                       |                       |  |  |  |  |  |  |  |  |
|                                           |                                           |                                           |                                           |                                                            |                                                            |                                                            |                                                            |                                                            |                                                            |                                |                                |                                                               |                                                               |                                                               |                                                               |                                                                                      |                                                                                      |                                                                                      |                                                                                      |                                                                                          |                                                                                          |                                                                                          |                                                                                          |                                                                                          |                                                                                          |                                                                                  |                                                                                  |                                                                                  |                                                                                  |                                                         |                                                         |                                                                  |                                                                  |                                                                  |                                                                  |                                                                  |                                                                  |                                                       |                                                       |                                                       |                                                       |                                    |                                    |                                                                  |                                                                  |                                                                  |                                                                  |                                                                  |                                                                  |                                                            |                                                            |                                                            |                                                            |                                             |                                             |                                                      |                                                      |                                                      |                                                      |                                                           |                                                           |                                                           |                                                           |                                                           |                                                           |  |  |                         |                         |                         |                         |                         |                         |  |  |                       |                       |                       |                       |                       |                       |  |  |  |  |  |  |  |  |
|                                           |                                           |                                           |                                           |                                                            |                                                            |                                                            |                                                            |                                                            |                                                            |                                |                                |                                                               |                                                               |                                                               |                                                               |                                                                                      |                                                                                      |                                                                                      |                                                                                      |                                                                                          |                                                                                          |                                                                                          |                                                                                          |                                                                                          |                                                                                          |                                                                                  |                                                                                  |                                                                                  |                                                                                  |                                                         |                                                         |                                                                  |                                                                  |                                                                  |                                                                  |                                                                  |                                                                  |                                                       |                                                       |                                                       |                                                       |                                    |                                    |                                                                  |                                                                  |                                                                  |                                                                  |                                                                  |                                                                  |                                                            |                                                            |                                                            |                                                            |                                             |                                             |                                                      |                                                      |                                                      |                                                      |                                                           |                                                           |                                                           |                                                           |                                                           |                                                           |  |  |                         |                         |                         |                         |                         |                         |  |  |                       |                       |                       |                       |                       |                       |  |  |  |  |  |  |  |  |
| Truật Xích 1178-1225                      | Truật Xích 1178-1225                      | Truật Xích 1178-1225                      | Truật Xích 1178-1225                      | Truật Xích 1178-1225                                       | Truật Xích 1178-1225                                       |                                                            |                                                            | Sát Hợp Đài ?-1241                                         | Sát Hợp Đài ?-1241                                         | Sát Hợp Đài ?-1241             | Sát Hợp Đài ?-1241             | Sát Hợp Đài ?-1241                                            | Sát Hợp Đài ?-1241                                            |                                                               |                                                               | (2')Chiêu Từ hoàng hậu Thoát Liệt Ca Na Nãi Mã Chân 1192-1241-1246 (giám quốc)       | (2')Chiêu Từ hoàng hậu Thoát Liệt Ca Na Nãi Mã Chân 1192-1241-1246 (giám quốc)       | (2')Chiêu Từ hoàng hậu Thoát Liệt Ca Na Nãi Mã Chân 1192-1241-1246 (giám quốc)       | (2')Chiêu Từ hoàng hậu Thoát Liệt Ca Na Nãi Mã Chân 1192-1241-1246 (giám quốc)       | (2')Chiêu Từ hoàng hậu Thoát Liệt Ca Na Nãi Mã Chân 1192-1241-1246 (giám quốc)           | (2')Chiêu Từ hoàng hậu Thoát Liệt Ca Na Nãi Mã Chân 1192-1241-1246 (giám quốc)           |                                                                                          |                                                                                          | (2)Nguyên Thái Tông Oa Khoát Đài 1186-1229-1241                                          | (2)Nguyên Thái Tông Oa Khoát Đài 1186-1229-1241                                          | (2)Nguyên Thái Tông Oa Khoát Đài 1186-1229-1241                                  | (2)Nguyên Thái Tông Oa Khoát Đài 1186-1229-1241                                  | (2)Nguyên Thái Tông Oa Khoát Đài 1186-1229-1241                                  | (2)Nguyên Thái Tông Oa Khoát Đài 1186-1229-1241                                  |                                                         |                                                         |                                                                  |                                                                  |                                                                  |                                                                  |                                                                  |                                                                  |                                                       |                                                       |                                                       |                                                       |                                    |                                    |                                                                  |                                                                  |                                                                  |                                                                  | (1')Nguyên Duệ Tông Đà Lôi 1192-1227-1229-1232 (giám quốc)       | (1')Nguyên Duệ Tông Đà Lôi 1192-1227-1229-1232 (giám quốc)       | (1')Nguyên Duệ Tông Đà Lôi 1192-1227-1229-1232 (giám quốc) | (1')Nguyên Duệ Tông Đà Lôi 1192-1227-1229-1232 (giám quốc) | (1')Nguyên Duệ Tông Đà Lôi 1192-1227-1229-1232 (giám quốc) | (1')Nguyên Duệ Tông Đà Lôi 1192-1227-1229-1232 (giám quốc) |                                             |                                             |                                                      |                                                      |                                                      |                                                      |                                                           |                                                           |                                                           |                                                           |                                                           |                                                           |  |  |                         |                         |                         |                         |                         |                         |  |  |                       |                       |                       |                       |                       |                       |  |  |  |  |  |  |  |  |
| Truật Xích 1178-1225                      | Truật Xích 1178-1225                      | Truật Xích 1178-1225                      | Truật Xích 1178-1225                      | Truật Xích 1178-1225                                       | Truật Xích 1178-1225                                       |                                                            |                                                            | Sát Hợp Đài ?-1241                                         | Sát Hợp Đài ?-1241                                         | Sát Hợp Đài ?-1241             | Sát Hợp Đài ?-1241             | Sát Hợp Đài ?-1241                                            | Sát Hợp Đài ?-1241                                            |                                                               |                                                               | (2')Chiêu Từ hoàng hậu Thoát Liệt Ca Na Nãi Mã Chân 1192-1241-1246 (giám quốc)       | (2')Chiêu Từ hoàng hậu Thoát Liệt Ca Na Nãi Mã Chân 1192-1241-1246 (giám quốc)       | (2')Chiêu Từ hoàng hậu Thoát Liệt Ca Na Nãi Mã Chân 1192-1241-1246 (giám quốc)       | (2')Chiêu Từ hoàng hậu Thoát Liệt Ca Na Nãi Mã Chân 1192-1241-1246 (giám quốc)       | (2')Chiêu Từ hoàng hậu Thoát Liệt Ca Na Nãi Mã Chân 1192-1241-1246 (giám quốc)           | (2')Chiêu Từ hoàng hậu Thoát Liệt Ca Na Nãi Mã Chân 1192-1241-1246 (giám quốc)           |                                                                                          |                                                                                          | (2)Nguyên Thái Tông Oa Khoát Đài 1186-1229-1241                                          | (2)Nguyên Thái Tông Oa Khoát Đài 1186-1229-1241                                          | (2)Nguyên Thái Tông Oa Khoát Đài 1186-1229-1241                                  | (2)Nguyên Thái Tông Oa Khoát Đài 1186-1229-1241                                  | (2)Nguyên Thái Tông Oa Khoát Đài 1186-1229-1241                                  | (2)Nguyên Thái Tông Oa Khoát Đài 1186-1229-1241                                  |                                                         |                                                         |                                                                  |                                                                  |                                                                  |                                                                  |                                                                  |                                                                  |                                                       |                                                       |                                                       |                                                       |                                    |                                    |                                                                  |                                                                  |                                                                  |                                                                  | (1')Nguyên Duệ Tông Đà Lôi 1192-1227-1229-1232 (giám quốc)       | (1')Nguyên Duệ Tông Đà Lôi 1192-1227-1229-1232 (giám quốc)       | (1')Nguyên Duệ Tông Đà Lôi 1192-1227-1229-1232 (giám quốc) | (1')Nguyên Duệ Tông Đà Lôi 1192-1227-1229-1232 (giám quốc) | (1')Nguyên Duệ Tông Đà Lôi 1192-1227-1229-1232 (giám quốc) | (1')Nguyên Duệ Tông Đà Lôi 1192-1227-1229-1232 (giám quốc) |                                             |                                             |                                                      |                                                      |                                                      |                                                      |                                                           |                                                           |                                                           |                                                           |                                                           |                                                           |  |  |                         |                         |                         |                         |                         |                         |  |  |                       |                       |                       |                       |                       |                       |  |  |  |  |  |  |  |  |
|                                           |                                           |                                           |                                           |                                                            |                                                            |                                                            |                                                            |                                                            |                                                            |                                |                                |                                                               |                                                               |                                                               |                                                               |                                                                                      |                                                                                      |                                                                                      |                                                                                      |                                                                                          |                                                                                          |                                                                                          |                                                                                          |                                                                                          |                                                                                          |                                                                                  |                                                                                  |                                                                                  |                                                                                  |                                                         |                                                         |                                                                  |                                                                  |                                                                  |                                                                  |                                                                  |                                                                  |                                                       |                                                       |                                                       |                                                       |                                    |                                    |                                                                  |                                                                  |                                                                  |                                                                  |                                                                  |                                                                  |                                                            |                                                            |                                                            |                                                            |                                             |                                             |                                                      |                                                      |                                                      |                                                      |                                                           |                                                           |                                                           |                                                           |                                                           |                                                           |  |  |                         |                         |                         |                         |                         |                         |  |  |                       |                       |                       |                       |                       |                       |  |  |  |  |  |  |  |  |
|                                           |                                           |                                           |                                           |                                                            |                                                            |                                                            |                                                            |                                                            |                                                            |                                |                                |                                                               |                                                               |                                                               |                                                               |                                                                                      |                                                                                      |                                                                                      |                                                                                      |                                                                                          |                                                                                          |                                                                                          |                                                                                          |                                                                                          |                                                                                          |                                                                                  |                                                                                  |                                                                                  |                                                                                  |                                                         |                                                         |                                                                  |                                                                  |                                                                  |                                                                  |                                                                  |                                                                  |                                                       |                                                       |                                                       |                                                       |                                    |                                    |                                                                  |                                                                  |                                                                  |                                                                  |                                                                  |                                                                  |                                                            |                                                            |                                                            |                                                            |                                             |                                             |                                                      |                                                      |                                                      |                                                      |                                                           |                                                           |                                                           |                                                           |                                                           |                                                           |  |  |                         |                         |                         |                         |                         |                         |  |  |                       |                       |                       |                       |                       |                       |  |  |  |  |  |  |  |  |
| Hãn quốc Kim Trướng 1240-1502             | Hãn quốc Kim Trướng 1240-1502             | Hãn quốc Kim Trướng 1240-1502             | Hãn quốc Kim Trướng 1240-1502             | Hãn quốc Kim Trướng 1240-1502                              | Hãn quốc Kim Trướng 1240-1502                              |                                                            |                                                            | Hãn quốc Sát Hợp Đài 1225-1687                             | Hãn quốc Sát Hợp Đài 1225-1687                             | Hãn quốc Sát Hợp Đài 1225-1687 | Hãn quốc Sát Hợp Đài 1225-1687 | Hãn quốc Sát Hợp Đài 1225-1687                                | Hãn quốc Sát Hợp Đài 1225-1687                                |                                                               |                                                               |                                                                                      |                                                                                      |                                                                                      |                                                                                      |                                                                                          |                                                                                          |                                                                                          |                                                                                          |                                                                                          |                                                                                          |                                                                                  |                                                                                  |                                                                                  |                                                                                  |                                                         |                                                         |                                                                  |                                                                  |                                                                  |                                                                  |                                                                  |                                                                  |                                                       |                                                       |                                                       |                                                       |                                    |                                    | Nhà Nguyên 1271-1368                                             | Nhà Nguyên 1271-1368                                             | Nhà Nguyên 1271-1368                                             | Nhà Nguyên 1271-1368                                             | Nhà Nguyên 1271-1368                                             | Nhà Nguyên 1271-1368                                             |                                                            |                                                            |                                                            |                                                            |                                             |                                             |                                                      |                                                      |                                                      |                                                      |                                                           |                                                           |                                                           |                                                           |                                                           |                                                           |  |  |                         |                         |                         |                         |                         |                         |  |  |                       |                       |                       |                       |                       |                       |  |  |  |  |  |  |  |  |
| Hãn quốc Kim Trướng 1240-1502             | Hãn quốc Kim Trướng 1240-1502             | Hãn quốc Kim Trướng 1240-1502             | Hãn quốc Kim Trướng 1240-1502             | Hãn quốc Kim Trướng 1240-1502                              | Hãn quốc Kim Trướng 1240-1502                              |                                                            |                                                            | Hãn quốc Sát Hợp Đài 1225-1687                             | Hãn quốc Sát Hợp Đài 1225-1687                             | Hãn quốc Sát Hợp Đài 1225-1687 | Hãn quốc Sát Hợp Đài 1225-1687 | Hãn quốc Sát Hợp Đài 1225-1687                                | Hãn quốc Sát Hợp Đài 1225-1687                                |                                                               |                                                               |                                                                                      |                                                                                      |                                                                                      |                                                                                      |                                                                                          |                                                                                          |                                                                                          |                                                                                          | (3')Khâm Thục hoàng hậu Hải Mê Thất ?-1248-1251 -1252 (giám quốc)                        | (3')Khâm Thục hoàng hậu Hải Mê Thất ?-1248-1251 -1252 (giám quốc)                        | (3')Khâm Thục hoàng hậu Hải Mê Thất ?-1248-1251 -1252 (giám quốc)                | (3')Khâm Thục hoàng hậu Hải Mê Thất ?-1248-1251 -1252 (giám quốc)                | (3')Khâm Thục hoàng hậu Hải Mê Thất ?-1248-1251 -1252 (giám quốc)                | (3')Khâm Thục hoàng hậu Hải Mê Thất ?-1248-1251 -1252 (giám quốc)                |                                                         |                                                         | (3)Nguyên Định Tông Quý Do 1206-1246-1248                        | (3)Nguyên Định Tông Quý Do 1206-1246-1248                        | (3)Nguyên Định Tông Quý Do 1206-1246-1248                        | (3)Nguyên Định Tông Quý Do 1206-1246-1248                        | (3)Nguyên Định Tông Quý Do 1206-1246-1248                        | (3)Nguyên Định Tông Quý Do 1206-1246-1248                        |                                                       |                                                       | Hợp Đan ?-?                                           | Hợp Đan ?-?                                           | Hợp Đan ?-?                        | Hợp Đan ?-?                        | Hợp Đan ?-?                                                      | Hợp Đan ?-?                                                      | Nhà Nguyên 1271-1368                                             | Nhà Nguyên 1271-1368                                             | Nhà Nguyên 1271-1368                                             | Nhà Nguyên 1271-1368                                             |                                                            |                                                            | (4)Nguyên Hiến Tông Mông Kha 1209-1251-1259                | (4)Nguyên Hiến Tông Mông Kha 1209-1251-1259                | (4)Nguyên Hiến Tông Mông Kha 1209-1251-1259 | (4)Nguyên Hiến Tông Mông Kha 1209-1251-1259 | (4)Nguyên Hiến Tông Mông Kha 1209-1251-1259          | (4)Nguyên Hiến Tông Mông Kha 1209-1251-1259          |                                                      |                                                      | (5)(1)Nguyên Thế Tổ Hốt Tất Liệt 1215-1260-1271 1271-1294 | (5)(1)Nguyên Thế Tổ Hốt Tất Liệt 1215-1260-1271 1271-1294 | (5)(1)Nguyên Thế Tổ Hốt Tất Liệt 1215-1260-1271 1271-1294 | (5)(1)Nguyên Thế Tổ Hốt Tất Liệt 1215-1260-1271 1271-1294 | (5)(1)Nguyên Thế Tổ Hốt Tất Liệt 1215-1260-1271 1271-1294 | (5)(1)Nguyên Thế Tổ Hốt Tất Liệt 1215-1260-1271 1271-1294 |  |  | Húc Liệt Ngột 1217-1265 | Húc Liệt Ngột 1217-1265 | Húc Liệt Ngột 1217-1265 | Húc Liệt Ngột 1217-1265 | Húc Liệt Ngột 1217-1265 | Húc Liệt Ngột 1217-1265 |  |  | A Lý Bất Ca 1219-1266 | A Lý Bất Ca 1219-1266 | A Lý Bất Ca 1219-1266 | A Lý Bất Ca 1219-1266 | A Lý Bất Ca 1219-1266 | A Lý Bất Ca 1219-1266 |  |  |  |  |  |  |  |  |
|                                           |                                           |                                           |                                           |                                                            |                                                            |                                                            |                                                            |                                                            |                                                            |                                |                                |                                                               |                                                               |                                                               |                                                               |                                                                                      |                                                                                      |                                                                                      |                                                                                      |                                                                                          |                                                                                          |                                                                                          |                                                                                          | (3')Khâm Thục hoàng hậu Hải Mê Thất ?-1248-1251 -1252 (giám quốc)                        | (3')Khâm Thục hoàng hậu Hải Mê Thất ?-1248-1251 -1252 (giám quốc)                        | (3')Khâm Thục hoàng hậu Hải Mê Thất ?-1248-1251 -1252 (giám quốc)                | (3')Khâm Thục hoàng hậu Hải Mê Thất ?-1248-1251 -1252 (giám quốc)                | (3')Khâm Thục hoàng hậu Hải Mê Thất ?-1248-1251 -1252 (giám quốc)                | (3')Khâm Thục hoàng hậu Hải Mê Thất ?-1248-1251 -1252 (giám quốc)                |                                                         |                                                         | (3)Nguyên Định Tông Quý Do 1206-1246-1248                        | (3)Nguyên Định Tông Quý Do 1206-1246-1248                        | (3)Nguyên Định Tông Quý Do 1206-1246-1248                        | (3)Nguyên Định Tông Quý Do 1206-1246-1248                        | (3)Nguyên Định Tông Quý Do 1206-1246-1248                        | (3)Nguyên Định Tông Quý Do 1206-1246-1248                        |                                                       |                                                       | Hợp Đan ?-?                                           | Hợp Đan ?-?                                           | Hợp Đan ?-?                        | Hợp Đan ?-?                        | Hợp Đan ?-?                                                      | Hợp Đan ?-?                                                      |                                                                  |                                                                  |                                                                  |                                                                  |                                                            |                                                            | (4)Nguyên Hiến Tông Mông Kha 1209-1251-1259                | (4)Nguyên Hiến Tông Mông Kha 1209-1251-1259                | (4)Nguyên Hiến Tông Mông Kha 1209-1251-1259 | (4)Nguyên Hiến Tông Mông Kha 1209-1251-1259 | (4)Nguyên Hiến Tông Mông Kha 1209-1251-1259          | (4)Nguyên Hiến Tông Mông Kha 1209-1251-1259          |                                                      |                                                      | (5)(1)Nguyên Thế Tổ Hốt Tất Liệt 1215-1260-1271 1271-1294 | (5)(1)Nguyên Thế Tổ Hốt Tất Liệt 1215-1260-1271 1271-1294 | (5)(1)Nguyên Thế Tổ Hốt Tất Liệt 1215-1260-1271 1271-1294 | (5)(1)Nguyên Thế Tổ Hốt Tất Liệt 1215-1260-1271 1271-1294 | (5)(1)Nguyên Thế Tổ Hốt Tất Liệt 1215-1260-1271 1271-1294 | (5)(1)Nguyên Thế Tổ Hốt Tất Liệt 1215-1260-1271 1271-1294 |  |  | Húc Liệt Ngột 1217-1265 | Húc Liệt Ngột 1217-1265 | Húc Liệt Ngột 1217-1265 | Húc Liệt Ngột 1217-1265 | Húc Liệt Ngột 1217-1265 | Húc Liệt Ngột 1217-1265 |  |  | A Lý Bất Ca 1219-1266 | A Lý Bất Ca 1219-1266 | A Lý Bất Ca 1219-1266 | A Lý Bất Ca 1219-1266 | A Lý Bất Ca 1219-1266 | A Lý Bất Ca 1219-1266 |  |  |  |  |  |  |  |  |
|                                           |                                           |                                           |                                           |                                                            |                                                            |                                                            |                                                            |                                                            |                                                            |                                |                                |                                                               |                                                               |                                                               |                                                               |                                                                                      |                                                                                      |                                                                                      |                                                                                      |                                                                                          |                                                                                          |                                                                                          |                                                                                          |                                                                                          |                                                                                          |                                                                                  |                                                                                  |                                                                                  |                                                                                  |                                                         |                                                         |                                                                  |                                                                  |                                                                  |                                                                  |                                                                  |                                                                  |                                                       |                                                       |                                                       |                                                       |                                    |                                    |                                                                  |                                                                  |                                                                  |                                                                  |                                                                  |                                                                  |                                                            |                                                            |                                                            |                                                            |                                             |                                             |                                                      |                                                      |                                                      |                                                      |                                                           |                                                           |                                                           |                                                           |                                                           |                                                           |  |  |                         |                         |                         |                         |                         |                         |  |  |                       |                       |                       |                       |                       |                       |  |  |  |  |  |  |  |  |
|                                           |                                           |                                           |                                           |                                                            |                                                            |                                                            |                                                            |                                                            |                                                            |                                |                                |                                                               |                                                               |                                                               |                                                               |                                                                                      |                                                                                      |                                                                                      |                                                                                      |                                                                                          |                                                                                          |                                                                                          |                                                                                          |                                                                                          |                                                                                          |                                                                                  |                                                                                  |                                                                                  |                                                                                  |                                                         |                                                         |                                                                  |                                                                  |                                                                  |                                                                  |                                                                  |                                                                  |                                                       |                                                       |                                                       |                                                       |                                    |                                    |                                                                  |                                                                  |                                                                  |                                                                  |                                                                  |                                                                  |                                                            |                                                            | Hãn quốc Y Nhi 1256-1335                                   |                                                            |                                             |                                             |                                                      |                                                      |                                                      |                                                      |                                                           |                                                           |                                                           |                                                           |                                                           |                                                           |  |  |                         |                         |                         |                         |                         |                         |  |  |                       |                       |                       |                       |                       |                       |  |  |  |  |  |  |  |  |
|                                           |                                           |                                           |                                           |                                                            |                                                            |                                                            |                                                            |                                                            |                                                            |                                |                                |                                                               |                                                               |                                                               |                                                               |                                                                                      |                                                                                      |                                                                                      |                                                                                      |                                                                                          |                                                                                          |                                                                                          |                                                                                          |                                                                                          |                                                                                          |                                                                                  |                                                                                  |                                                                                  |                                                                                  |                                                         |                                                         |                                                                  |                                                                  |                                                                  |                                                                  |                                                                  |                                                                  |                                                       |                                                       |                                                       |                                                       |                                    |                                    |                                                                  |                                                                  |                                                                  |                                                                  |                                                                  |                                                                  |                                                            |                                                            |                                                            |                                                            |                                             |                                             |                                                      |                                                      |                                                      |                                                      |                                                           |                                                           |                                                           |                                                           |                                                           |                                                           |  |  |                         |                         |                         |                         |                         |                         |  |  |                       |                       |                       |                       |                       |                       |  |  |  |  |  |  |  |  |
|                                           |                                           |                                           |                                           |                                                            |                                                            |                                                            |                                                            |                                                            |                                                            |                                |                                |                                                               |                                                               |                                                               |                                                               |                                                                                      |                                                                                      |                                                                                      |                                                                                      |                                                                                          |                                                                                          |                                                                                          |                                                                                          |                                                                                          |                                                                                          |                                                                                  |                                                                                  |                                                                                  |                                                                                  |                                                         |                                                         |                                                                  |                                                                  |                                                                  |                                                                  |                                                                  |                                                                  |                                                       |                                                       |                                                       |                                                       |                                    |                                    | Nguyên Dụ Tông Chân Kim 1243-1286                                |                                                                  |                                                                  |                                                                  |                                                                  |                                                                  |                                                            |                                                            |                                                            |                                                            |                                             |                                             |                                                      |                                                      |                                                      |                                                      |                                                           |                                                           |                                                           |                                                           |                                                           |                                                           |  |  |                         |                         |                         |                         |                         |                         |  |  |                       |                       |                       |                       |                       |                       |  |  |  |  |  |  |  |  |
|                                           |                                           |                                           |                                           |                                                            |                                                            |                                                            |                                                            |                                                            |                                                            |                                |                                |                                                               |                                                               |                                                               |                                                               |                                                                                      |                                                                                      |                                                                                      |                                                                                      |                                                                                          |                                                                                          |                                                                                          |                                                                                          |                                                                                          |                                                                                          |                                                                                  |                                                                                  |                                                                                  |                                                                                  |                                                         |                                                         |                                                                  |                                                                  |                                                                  |                                                                  |                                                                  |                                                                  |                                                       |                                                       |                                                       |                                                       |                                    |                                    |                                                                  |                                                                  |                                                                  |                                                                  |                                                                  |                                                                  |                                                            |                                                            |                                                            |                                                            |                                             |                                             |                                                      |                                                      |                                                      |                                                      |                                                           |                                                           |                                                           |                                                           |                                                           |                                                           |  |  |                         |                         |                         |                         |                         |                         |  |  |                       |                       |                       |                       |                       |                       |  |  |  |  |  |  |  |  |
|                                           |                                           |                                           |                                           |                                                            |                                                            |                                                            |                                                            |                                                            |                                                            |                                |                                |                                                               |                                                               |                                                               |                                                               |                                                                                      |                                                                                      |                                                                                      |                                                                                      |                                                                                          |                                                                                          |                                                                                          |                                                                                          |                                                                                          |                                                                                          |                                                                                  |                                                                                  |                                                                                  |                                                                                  |                                                         |                                                         |                                                                  |                                                                  |                                                                  |                                                                  |                                                                  |                                                                  |                                                       |                                                       |                                                       |                                                       |                                    |                                    |                                                                  |                                                                  |                                                                  |                                                                  |                                                                  |                                                                  |                                                            |                                                            |                                                            |                                                            |                                             |                                             |                                                      |                                                      |                                                      |                                                      |                                                           |                                                           |                                                           |                                                           |                                                           |                                                           |  |  |                         |                         |                         |                         |                         |                         |  |  |                       |                       |                       |                       |                       |                       |  |  |  |  |  |  |  |  |
|                                           |                                           |                                           |                                           |                                                            |                                                            |                                                            |                                                            |                                                            |                                                            |                                |                                | Nguyên Hiển Tông Cam Ma Lạt 1263-1302                         | Nguyên Hiển Tông Cam Ma Lạt 1263-1302                         | Nguyên Hiển Tông Cam Ma Lạt 1263-1302                         | Nguyên Hiển Tông Cam Ma Lạt 1263-1302                         | Nguyên Hiển Tông Cam Ma Lạt 1263-1302                                                | Nguyên Hiển Tông Cam Ma Lạt 1263-1302                                                |                                                                                      |                                                                                      |                                                                                          |                                                                                          |                                                                                          |                                                                                          |                                                                                          |                                                                                          |                                                                                  |                                                                                  | Nguyên Thuận Tông Đáp Lạt Ma Bát Lạt 1264-1292                                   | Nguyên Thuận Tông Đáp Lạt Ma Bát Lạt 1264-1292                                   | Nguyên Thuận Tông Đáp Lạt Ma Bát Lạt 1264-1292          | Nguyên Thuận Tông Đáp Lạt Ma Bát Lạt 1264-1292          | Nguyên Thuận Tông Đáp Lạt Ma Bát Lạt 1264-1292                   | Nguyên Thuận Tông Đáp Lạt Ma Bát Lạt 1264-1292                   |                                                                  |                                                                  |                                                                  |                                                                  |                                                       |                                                       |                                                       |                                                       |                                    |                                    |                                                                  |                                                                  |                                                                  |                                                                  |                                                                  |                                                                  |                                                            |                                                            |                                                            |                                                            |                                             |                                             | (6)(2)Nguyên Thành Tông Thiết Mục Nhĩ 1265-1294-1307 | (6)(2)Nguyên Thành Tông Thiết Mục Nhĩ 1265-1294-1307 | (6)(2)Nguyên Thành Tông Thiết Mục Nhĩ 1265-1294-1307 | (6)(2)Nguyên Thành Tông Thiết Mục Nhĩ 1265-1294-1307 | (6)(2)Nguyên Thành Tông Thiết Mục Nhĩ 1265-1294-1307      | (6)(2)Nguyên Thành Tông Thiết Mục Nhĩ 1265-1294-1307      |                                                           |                                                           |                                                           |                                                           |  |  |                         |                         |                         |                         |                         |                         |  |  |                       |                       |                       |                       |                       |                       |  |  |  |  |  |  |  |  |
|                                           |                                           |                                           |                                           |                                                            |                                                            |                                                            |                                                            |                                                            |                                                            |                                |                                | Nguyên Hiển Tông Cam Ma Lạt 1263-1302                         | Nguyên Hiển Tông Cam Ma Lạt 1263-1302                         | Nguyên Hiển Tông Cam Ma Lạt 1263-1302                         | Nguyên Hiển Tông Cam Ma Lạt 1263-1302                         | Nguyên Hiển Tông Cam Ma Lạt 1263-1302                                                | Nguyên Hiển Tông Cam Ma Lạt 1263-1302                                                |                                                                                      |                                                                                      |                                                                                          |                                                                                          |                                                                                          |                                                                                          |                                                                                          |                                                                                          |                                                                                  |                                                                                  | Nguyên Thuận Tông Đáp Lạt Ma Bát Lạt 1264-1292                                   | Nguyên Thuận Tông Đáp Lạt Ma Bát Lạt 1264-1292                                   | Nguyên Thuận Tông Đáp Lạt Ma Bát Lạt 1264-1292          | Nguyên Thuận Tông Đáp Lạt Ma Bát Lạt 1264-1292          | Nguyên Thuận Tông Đáp Lạt Ma Bát Lạt 1264-1292                   | Nguyên Thuận Tông Đáp Lạt Ma Bát Lạt 1264-1292                   |                                                                  |                                                                  |                                                                  |                                                                  |                                                       |                                                       |                                                       |                                                       |                                    |                                    |                                                                  |                                                                  |                                                                  |                                                                  |                                                                  |                                                                  |                                                            |                                                            |                                                            |                                                            |                                             |                                             | (6)(2)Nguyên Thành Tông Thiết Mục Nhĩ 1265-1294-1307 | (6)(2)Nguyên Thành Tông Thiết Mục Nhĩ 1265-1294-1307 | (6)(2)Nguyên Thành Tông Thiết Mục Nhĩ 1265-1294-1307 | (6)(2)Nguyên Thành Tông Thiết Mục Nhĩ 1265-1294-1307 | (6)(2)Nguyên Thành Tông Thiết Mục Nhĩ 1265-1294-1307      | (6)(2)Nguyên Thành Tông Thiết Mục Nhĩ 1265-1294-1307      |                                                           |                                                           |                                                           |                                                           |  |  |                         |                         |                         |                         |                         |                         |  |  |                       |                       |                       |                       |                       |                       |  |  |  |  |  |  |  |  |
|                                           |                                           |                                           |                                           |                                                            |                                                            |                                                            |                                                            |                                                            |                                                            |                                |                                |                                                               |                                                               |                                                               |                                                               |                                                                                      |                                                                                      |                                                                                      |                                                                                      |                                                                                          |                                                                                          |                                                                                          |                                                                                          |                                                                                          |                                                                                          |                                                                                  |                                                                                  |                                                                                  |                                                                                  |                                                         |                                                         |                                                                  |                                                                  |                                                                  |                                                                  |                                                                  |                                                                  |                                                       |                                                       |                                                       |                                                       |                                    |                                    |                                                                  |                                                                  |                                                                  |                                                                  |                                                                  |                                                                  |                                                            |                                                            |                                                            |                                                            |                                             |                                             |                                                      |                                                      |                                                      |                                                      |                                                           |                                                           |                                                           |                                                           |                                                           |                                                           |  |  |                         |                         |                         |                         |                         |                         |  |  |                       |                       |                       |                       |                       |                       |  |  |  |  |  |  |  |  |
|                                           |                                           |                                           |                                           |                                                            |                                                            |                                                            |                                                            |                                                            |                                                            |                                |                                | (9)(5)Nguyên Thái Định Đế Dã Tôn Thiết Mộc Nhi 1293-1323-1328 | (9)(5)Nguyên Thái Định Đế Dã Tôn Thiết Mộc Nhi 1293-1323-1328 | (9)(5)Nguyên Thái Định Đế Dã Tôn Thiết Mộc Nhi 1293-1323-1328 | (9)(5)Nguyên Thái Định Đế Dã Tôn Thiết Mộc Nhi 1293-1323-1328 | (9)(5)Nguyên Thái Định Đế Dã Tôn Thiết Mộc Nhi 1293-1323-1328                        | (9)(5)Nguyên Thái Định Đế Dã Tôn Thiết Mộc Nhi 1293-1323-1328                        |                                                                                      |                                                                                      |                                                                                          |                                                                                          |                                                                                          |                                                                                          |                                                                                          |                                                                                          |                                                                                  |                                                                                  | (7)(3)Nguyên Vũ Tông Hải Sơn 1281-1307-1311                                      | (7)(3)Nguyên Vũ Tông Hải Sơn 1281-1307-1311                                      | (7)(3)Nguyên Vũ Tông Hải Sơn 1281-1307-1311             | (7)(3)Nguyên Vũ Tông Hải Sơn 1281-1307-1311             | (7)(3)Nguyên Vũ Tông Hải Sơn 1281-1307-1311                      | (7)(3)Nguyên Vũ Tông Hải Sơn 1281-1307-1311                      |                                                                  |                                                                  |                                                                  |                                                                  |                                                       |                                                       |                                                       |                                                       |                                    |                                    | (8)(4) Nguyên Nhân Tông Ái Dục Lê Bạt Lực Bát Đạt 1285-1311-1320 | (8)(4) Nguyên Nhân Tông Ái Dục Lê Bạt Lực Bát Đạt 1285-1311-1320 | (8)(4) Nguyên Nhân Tông Ái Dục Lê Bạt Lực Bát Đạt 1285-1311-1320 | (8)(4) Nguyên Nhân Tông Ái Dục Lê Bạt Lực Bát Đạt 1285-1311-1320 | (8)(4) Nguyên Nhân Tông Ái Dục Lê Bạt Lực Bát Đạt 1285-1311-1320 | (8)(4) Nguyên Nhân Tông Ái Dục Lê Bạt Lực Bát Đạt 1285-1311-1320 |                                                            |                                                            |                                                            |                                                            |                                             |                                             |                                                      |                                                      |                                                      |                                                      |                                                           |                                                           |                                                           |                                                           |                                                           |                                                           |  |  |                         |                         |                         |                         |                         |                         |  |  |                       |                       |                       |                       |                       |                       |  |  |  |  |  |  |  |  |
|                                           |                                           |                                           |                                           |                                                            |                                                            |                                                            |                                                            |                                                            |                                                            |                                |                                | (9)(5)Nguyên Thái Định Đế Dã Tôn Thiết Mộc Nhi 1293-1323-1328 | (9)(5)Nguyên Thái Định Đế Dã Tôn Thiết Mộc Nhi 1293-1323-1328 | (9)(5)Nguyên Thái Định Đế Dã Tôn Thiết Mộc Nhi 1293-1323-1328 | (9)(5)Nguyên Thái Định Đế Dã Tôn Thiết Mộc Nhi 1293-1323-1328 | (9)(5)Nguyên Thái Định Đế Dã Tôn Thiết Mộc Nhi 1293-1323-1328                        | (9)(5)Nguyên Thái Định Đế Dã Tôn Thiết Mộc Nhi 1293-1323-1328                        |                                                                                      |                                                                                      |                                                                                          |                                                                                          |                                                                                          |                                                                                          |                                                                                          |                                                                                          |                                                                                  |                                                                                  | (7)(3)Nguyên Vũ Tông Hải Sơn 1281-1307-1311                                      | (7)(3)Nguyên Vũ Tông Hải Sơn 1281-1307-1311                                      | (7)(3)Nguyên Vũ Tông Hải Sơn 1281-1307-1311             | (7)(3)Nguyên Vũ Tông Hải Sơn 1281-1307-1311             | (7)(3)Nguyên Vũ Tông Hải Sơn 1281-1307-1311                      | (7)(3)Nguyên Vũ Tông Hải Sơn 1281-1307-1311                      |                                                                  |                                                                  |                                                                  |                                                                  |                                                       |                                                       |                                                       |                                                       |                                    |                                    | (8)(4) Nguyên Nhân Tông Ái Dục Lê Bạt Lực Bát Đạt 1285-1311-1320 | (8)(4) Nguyên Nhân Tông Ái Dục Lê Bạt Lực Bát Đạt 1285-1311-1320 | (8)(4) Nguyên Nhân Tông Ái Dục Lê Bạt Lực Bát Đạt 1285-1311-1320 | (8)(4) Nguyên Nhân Tông Ái Dục Lê Bạt Lực Bát Đạt 1285-1311-1320 | (8)(4) Nguyên Nhân Tông Ái Dục Lê Bạt Lực Bát Đạt 1285-1311-1320 | (8)(4) Nguyên Nhân Tông Ái Dục Lê Bạt Lực Bát Đạt 1285-1311-1320 |                                                            |                                                            |                                                            |                                                            |                                             |                                             |                                                      |                                                      |                                                      |                                                      |                                                           |                                                           |                                                           |                                                           |                                                           |                                                           |  |  |                         |                         |                         |                         |                         |                         |  |  |                       |                       |                       |                       |                       |                       |  |  |  |  |  |  |  |  |
|                                           |                                           |                                           |                                           |                                                            |                                                            |                                                            |                                                            |                                                            |                                                            |                                |                                |                                                               |                                                               |                                                               |                                                               |                                                                                      |                                                                                      |                                                                                      |                                                                                      |                                                                                          |                                                                                          |                                                                                          |                                                                                          |                                                                                          |                                                                                          |                                                                                  |                                                                                  |                                                                                  |                                                                                  |                                                         |                                                         |                                                                  |                                                                  |                                                                  |                                                                  |                                                                  |                                                                  |                                                       |                                                       |                                                       |                                                       |                                    |                                    |                                                                  |                                                                  |                                                                  |                                                                  |                                                                  |                                                                  |                                                            |                                                            |                                                            |                                                            |                                             |                                             |                                                      |                                                      |                                                      |                                                      |                                                           |                                                           |                                                           |                                                           |                                                           |                                                           |  |  |                         |                         |                         |                         |                         |                         |  |  |                       |                       |                       |                       |                       |                       |  |  |  |  |  |  |  |  |
|                                           |                                           |                                           |                                           |                                                            |                                                            |                                                            |                                                            |                                                            |                                                            |                                |                                | (11)(7)Nguyên Thiên Thuận Đế A Tốc Cát Bát 1320-1328          | (11)(7)Nguyên Thiên Thuận Đế A Tốc Cát Bát 1320-1328          | (11)(7)Nguyên Thiên Thuận Đế A Tốc Cát Bát 1320-1328          | (11)(7)Nguyên Thiên Thuận Đế A Tốc Cát Bát 1320-1328          | (11)(7)Nguyên Thiên Thuận Đế A Tốc Cát Bát 1320-1328                                 | (11)(7)Nguyên Thiên Thuận Đế A Tốc Cát Bát 1320-1328                                 |                                                                                      |                                                                                      |                                                                                          |                                                                                          |                                                                                          |                                                                                          | (13)(9)Nguyên Minh Tông Hòa Thế Lạt 1300-1329                                            | (13)(9)Nguyên Minh Tông Hòa Thế Lạt 1300-1329                                            | (13)(9)Nguyên Minh Tông Hòa Thế Lạt 1300-1329                                    | (13)(9)Nguyên Minh Tông Hòa Thế Lạt 1300-1329                                    | (13)(9)Nguyên Minh Tông Hòa Thế Lạt 1300-1329                                    | (13)(9)Nguyên Minh Tông Hòa Thế Lạt 1300-1329                                    |                                                         |                                                         | (12)(8)Nguyên Văn Tông Đồ Thiếp Mục Nhĩ 1304-1328-1329 1329-1332 | (12)(8)Nguyên Văn Tông Đồ Thiếp Mục Nhĩ 1304-1328-1329 1329-1332 | (12)(8)Nguyên Văn Tông Đồ Thiếp Mục Nhĩ 1304-1328-1329 1329-1332 | (12)(8)Nguyên Văn Tông Đồ Thiếp Mục Nhĩ 1304-1328-1329 1329-1332 | (12)(8)Nguyên Văn Tông Đồ Thiếp Mục Nhĩ 1304-1328-1329 1329-1332 | (12)(8)Nguyên Văn Tông Đồ Thiếp Mục Nhĩ 1304-1328-1329 1329-1332 |                                                       |                                                       |                                                       |                                                       |                                    |                                    | (10)(6)Nguyên Anh Tông Thạc Đức Bát Lạt 1303-1320-1323           | (10)(6)Nguyên Anh Tông Thạc Đức Bát Lạt 1303-1320-1323           | (10)(6)Nguyên Anh Tông Thạc Đức Bát Lạt 1303-1320-1323           | (10)(6)Nguyên Anh Tông Thạc Đức Bát Lạt 1303-1320-1323           | (10)(6)Nguyên Anh Tông Thạc Đức Bát Lạt 1303-1320-1323           | (10)(6)Nguyên Anh Tông Thạc Đức Bát Lạt 1303-1320-1323           |                                                            |                                                            |                                                            |                                                            |                                             |                                             |                                                      |                                                      |                                                      |                                                      |                                                           |                                                           |                                                           |                                                           |                                                           |                                                           |  |  |                         |                         |                         |                         |                         |                         |  |  |                       |                       |                       |                       |                       |                       |  |  |  |  |  |  |  |  |
|                                           |                                           |                                           |                                           |                                                            |                                                            |                                                            |                                                            |                                                            |                                                            |                                |                                | (11)(7)Nguyên Thiên Thuận Đế A Tốc Cát Bát 1320-1328          | (11)(7)Nguyên Thiên Thuận Đế A Tốc Cát Bát 1320-1328          | (11)(7)Nguyên Thiên Thuận Đế A Tốc Cát Bát 1320-1328          | (11)(7)Nguyên Thiên Thuận Đế A Tốc Cát Bát 1320-1328          | (11)(7)Nguyên Thiên Thuận Đế A Tốc Cát Bát 1320-1328                                 | (11)(7)Nguyên Thiên Thuận Đế A Tốc Cát Bát 1320-1328                                 |                                                                                      |                                                                                      |                                                                                          |                                                                                          |                                                                                          |                                                                                          | (13)(9)Nguyên Minh Tông Hòa Thế Lạt 1300-1329                                            | (13)(9)Nguyên Minh Tông Hòa Thế Lạt 1300-1329                                            | (13)(9)Nguyên Minh Tông Hòa Thế Lạt 1300-1329                                    | (13)(9)Nguyên Minh Tông Hòa Thế Lạt 1300-1329                                    | (13)(9)Nguyên Minh Tông Hòa Thế Lạt 1300-1329                                    | (13)(9)Nguyên Minh Tông Hòa Thế Lạt 1300-1329                                    |                                                         |                                                         | (12)(8)Nguyên Văn Tông Đồ Thiếp Mục Nhĩ 1304-1328-1329 1329-1332 | (12)(8)Nguyên Văn Tông Đồ Thiếp Mục Nhĩ 1304-1328-1329 1329-1332 | (12)(8)Nguyên Văn Tông Đồ Thiếp Mục Nhĩ 1304-1328-1329 1329-1332 | (12)(8)Nguyên Văn Tông Đồ Thiếp Mục Nhĩ 1304-1328-1329 1329-1332 | (12)(8)Nguyên Văn Tông Đồ Thiếp Mục Nhĩ 1304-1328-1329 1329-1332 | (12)(8)Nguyên Văn Tông Đồ Thiếp Mục Nhĩ 1304-1328-1329 1329-1332 |                                                       |                                                       |                                                       |                                                       |                                    |                                    | (10)(6)Nguyên Anh Tông Thạc Đức Bát Lạt 1303-1320-1323           | (10)(6)Nguyên Anh Tông Thạc Đức Bát Lạt 1303-1320-1323           | (10)(6)Nguyên Anh Tông Thạc Đức Bát Lạt 1303-1320-1323           | (10)(6)Nguyên Anh Tông Thạc Đức Bát Lạt 1303-1320-1323           | (10)(6)Nguyên Anh Tông Thạc Đức Bát Lạt 1303-1320-1323           | (10)(6)Nguyên Anh Tông Thạc Đức Bát Lạt 1303-1320-1323           |                                                            |                                                            |                                                            |                                                            |                                             |                                             |                                                      |                                                      |                                                      |                                                      |                                                           |                                                           |                                                           |                                                           |                                                           |                                                           |  |  |                         |                         |                         |                         |                         |                         |  |  |                       |                       |                       |                       |                       |                       |  |  |  |  |  |  |  |  |
|                                           |                                           |                                           |                                           |                                                            |                                                            |                                                            |                                                            |                                                            |                                                            |                                |                                |                                                               |                                                               |                                                               |                                                               |                                                                                      |                                                                                      |                                                                                      |                                                                                      |                                                                                          |                                                                                          |                                                                                          |                                                                                          |                                                                                          |                                                                                          |                                                                                  |                                                                                  |                                                                                  |                                                                                  |                                                         |                                                         |                                                                  |                                                                  |                                                                  |                                                                  |                                                                  |                                                                  |                                                       |                                                       |                                                       |                                                       |                                    |                                    |                                                                  |                                                                  |                                                                  |                                                                  |                                                                  |                                                                  |                                                            |                                                            |                                                            |                                                            |                                             |                                             |                                                      |                                                      |                                                      |                                                      |                                                           |                                                           |                                                           |                                                           |                                                           |                                                           |  |  |                         |                         |                         |                         |                         |                         |  |  |                       |                       |                       |                       |                       |                       |  |  |  |  |  |  |  |  |
|                                           |                                           |                                           |                                           |                                                            |                                                            |                                                            |                                                            |                                                            |                                                            |                                |                                |                                                               |                                                               |                                                               |                                                               |                                                                                      |                                                                                      |                                                                                      |                                                                                      | (15)(11)(1)Nguyên Huệ Tông Thỏa Hoan Thiếp Mục Nhĩ 1320-1333-1368 1368-1370 (Bắc Nguyên) | (15)(11)(1)Nguyên Huệ Tông Thỏa Hoan Thiếp Mục Nhĩ 1320-1333-1368 1368-1370 (Bắc Nguyên) | (15)(11)(1)Nguyên Huệ Tông Thỏa Hoan Thiếp Mục Nhĩ 1320-1333-1368 1368-1370 (Bắc Nguyên) | (15)(11)(1)Nguyên Huệ Tông Thỏa Hoan Thiếp Mục Nhĩ 1320-1333-1368 1368-1370 (Bắc Nguyên) | (15)(11)(1)Nguyên Huệ Tông Thỏa Hoan Thiếp Mục Nhĩ 1320-1333-1368 1368-1370 (Bắc Nguyên) | (15)(11)(1)Nguyên Huệ Tông Thỏa Hoan Thiếp Mục Nhĩ 1320-1333-1368 1368-1370 (Bắc Nguyên) |                                                                                  |                                                                                  |                                                                                  |                                                                                  |                                                         |                                                         |                                                                  |                                                                  |                                                                  |                                                                  | (14)(10)Nguyên Ninh Tông Ý Lân Chất Ban 1326-1332                | (14)(10)Nguyên Ninh Tông Ý Lân Chất Ban 1326-1332                | (14)(10)Nguyên Ninh Tông Ý Lân Chất Ban 1326-1332     | (14)(10)Nguyên Ninh Tông Ý Lân Chất Ban 1326-1332     | (14)(10)Nguyên Ninh Tông Ý Lân Chất Ban 1326-1332     | (14)(10)Nguyên Ninh Tông Ý Lân Chất Ban 1326-1332     |                                    |                                    |                                                                  |                                                                  |                                                                  |                                                                  |                                                                  |                                                                  |                                                            |                                                            |                                                            |                                                            |                                             |                                             |                                                      |                                                      |                                                      |                                                      |                                                           |                                                           |                                                           |                                                           |                                                           |                                                           |  |  |                         |                         |                         |                         |                         |                         |  |  |                       |                       |                       |                       |                       |                       |  |  |  |  |  |  |  |  |
|                                           |                                           |                                           |                                           |                                                            |                                                            |                                                            |                                                            |                                                            |                                                            |                                |                                |                                                               |                                                               |                                                               |                                                               |                                                                                      |                                                                                      |                                                                                      |                                                                                      | (15)(11)(1)Nguyên Huệ Tông Thỏa Hoan Thiếp Mục Nhĩ 1320-1333-1368 1368-1370 (Bắc Nguyên) | (15)(11)(1)Nguyên Huệ Tông Thỏa Hoan Thiếp Mục Nhĩ 1320-1333-1368 1368-1370 (Bắc Nguyên) | (15)(11)(1)Nguyên Huệ Tông Thỏa Hoan Thiếp Mục Nhĩ 1320-1333-1368 1368-1370 (Bắc Nguyên) | (15)(11)(1)Nguyên Huệ Tông Thỏa Hoan Thiếp Mục Nhĩ 1320-1333-1368 1368-1370 (Bắc Nguyên) | (15)(11)(1)Nguyên Huệ Tông Thỏa Hoan Thiếp Mục Nhĩ 1320-1333-1368 1368-1370 (Bắc Nguyên) | (15)(11)(1)Nguyên Huệ Tông Thỏa Hoan Thiếp Mục Nhĩ 1320-1333-1368 1368-1370 (Bắc Nguyên) |                                                                                  |                                                                                  |                                                                                  |                                                                                  |                                                         |                                                         |                                                                  |                                                                  |                                                                  |                                                                  | (14)(10)Nguyên Ninh Tông Ý Lân Chất Ban 1326-1332                | (14)(10)Nguyên Ninh Tông Ý Lân Chất Ban 1326-1332                | (14)(10)Nguyên Ninh Tông Ý Lân Chất Ban 1326-1332     | (14)(10)Nguyên Ninh Tông Ý Lân Chất Ban 1326-1332     | (14)(10)Nguyên Ninh Tông Ý Lân Chất Ban 1326-1332     | (14)(10)Nguyên Ninh Tông Ý Lân Chất Ban 1326-1332     |                                    |                                    |                                                                  |                                                                  |                                                                  |                                                                  |                                                                  |                                                                  |                                                            |                                                            |                                                            |                                                            |                                             |                                             |                                                      |                                                      |                                                      |                                                      |                                                           |                                                           |                                                           |                                                           |                                                           |                                                           |  |  |                         |                         |                         |                         |                         |                         |  |  |                       |                       |                       |                       |                       |                       |  |  |  |  |  |  |  |  |
|                                           |                                           |                                           |                                           |                                                            |                                                            |                                                            |                                                            |                                                            |                                                            |                                |                                |                                                               |                                                               |                                                               |                                                               |                                                                                      |                                                                                      |                                                                                      |                                                                                      |                                                                                          |                                                                                          |                                                                                          |                                                                                          |                                                                                          |                                                                                          |                                                                                  |                                                                                  |                                                                                  |                                                                                  |                                                         |                                                         |                                                                  |                                                                  |                                                                  |                                                                  |                                                                  |                                                                  |                                                       |                                                       |                                                       |                                                       |                                    |                                    |                                                                  |                                                                  |                                                                  |                                                                  |                                                                  |                                                                  |                                                            |                                                            |                                                            |                                                            |                                             |                                             |                                                      |                                                      |                                                      |                                                      |                                                           |                                                           |                                                           |                                                           |                                                           |                                                           |  |  |                         |                         |                         |                         |                         |                         |  |  |                       |                       |                       |                       |                       |                       |  |  |  |  |  |  |  |  |
|                                           |                                           |                                           |                                           |                                                            |                                                            |                                                            |                                                            |                                                            |                                                            |                                |                                |                                                               |                                                               |                                                               |                                                               |                                                                                      |                                                                                      |                                                                                      |                                                                                      | Bắc Nguyên 1368-1388                                                                     | Bắc Nguyên 1368-1388                                                                     | Bắc Nguyên 1368-1388                                                                     | Bắc Nguyên 1368-1388                                                                     | Bắc Nguyên 1368-1388                                                                     | Bắc Nguyên 1368-1388                                                                     |                                                                                  |                                                                                  |                                                                                  |                                                                                  |                                                         |                                                         |                                                                  |                                                                  |                                                                  |                                                                  |                                                                  |                                                                  |                                                       |                                                       |                                                       |                                                       |                                    |                                    |                                                                  |                                                                  |                                                                  |                                                                  | Thời kỳ Thát Đát (1388-1478)                                     | Thời kỳ Thát Đát (1388-1478)                                     | Thời kỳ Thát Đát (1388-1478)                               | Thời kỳ Thát Đát (1388-1478)                               | Thời kỳ Thát Đát (1388-1478)                               | Thời kỳ Thát Đát (1388-1478)                               |                                             |                                             |                                                      |                                                      |                                                      |                                                      |                                                           |                                                           |                                                           |                                                           |                                                           |                                                           |  |  |                         |                         |                         |                         |                         |                         |  |  |                       |                       |                       |                       |                       |                       |  |  |  |  |  |  |  |  |
|                                           |                                           |                                           |                                           |                                                            |                                                            |                                                            |                                                            |                                                            |                                                            |                                |                                |                                                               |                                                               |                                                               |                                                               |                                                                                      |                                                                                      |                                                                                      |                                                                                      | Bắc Nguyên 1368-1388                                                                     | Bắc Nguyên 1368-1388                                                                     | Bắc Nguyên 1368-1388                                                                     | Bắc Nguyên 1368-1388                                                                     | Bắc Nguyên 1368-1388                                                                     | Bắc Nguyên 1368-1388                                                                     |                                                                                  |                                                                                  |                                                                                  |                                                                                  |                                                         |                                                         |                                                                  |                                                                  |                                                                  |                                                                  |                                                                  |                                                                  |                                                       |                                                       |                                                       |                                                       |                                    |                                    |                                                                  |                                                                  |                                                                  |                                                                  | Thời kỳ Thát Đát (1388-1478)                                     | Thời kỳ Thát Đát (1388-1478)                                     | Thời kỳ Thát Đát (1388-1478)                               | Thời kỳ Thát Đát (1388-1478)                               | Thời kỳ Thát Đát (1388-1478)                               | Thời kỳ Thát Đát (1388-1478)                               |                                             |                                             |                                                      |                                                      |                                                      |                                                      |                                                           |                                                           |                                                           |                                                           |                                                           |                                                           |  |  |                         |                         |                         |                         |                         |                         |  |  |                       |                       |                       |                       |                       |                       |  |  |  |  |  |  |  |  |
|                                           |                                           |                                           |                                           |                                                            |                                                            |                                                            |                                                            |                                                            |                                                            |                                |                                |                                                               |                                                               |                                                               |                                                               |                                                                                      |                                                                                      |                                                                                      |                                                                                      |                                                                                          |                                                                                          |                                                                                          |                                                                                          |                                                                                          |                                                                                          |                                                                                  |                                                                                  |                                                                                  |                                                                                  |                                                         |                                                         |                                                                  |                                                                  |                                                                  |                                                                  |                                                                  |                                                                  |                                                       |                                                       |                                                       |                                                       |                                    |                                    |                                                                  |                                                                  |                                                                  |                                                                  |                                                                  |                                                                  |                                                            |                                                            |                                                            |                                                            |                                             |                                             |                                                      |                                                      |                                                      |                                                      |                                                           |                                                           |                                                           |                                                           |                                                           |                                                           |  |  |                         |                         |                         |                         |                         |                         |  |  |                       |                       |                       |                       |                       |                       |  |  |  |  |  |  |  |  |
|                                           |                                           |                                           |                                           | (8)Ô Lỗ Khắc Thiếp Mộc Nhi Hãn Quỷ Lực Xích 1379-1402-1408 | (8)Ô Lỗ Khắc Thiếp Mộc Nhi Hãn Quỷ Lực Xích 1379-1402-1408 | (8)Ô Lỗ Khắc Thiếp Mộc Nhi Hãn Quỷ Lực Xích 1379-1402-1408 | (8)Ô Lỗ Khắc Thiếp Mộc Nhi Hãn Quỷ Lực Xích 1379-1402-1408 | (8)Ô Lỗ Khắc Thiếp Mộc Nhi Hãn Quỷ Lực Xích 1379-1402-1408 | (8)Ô Lỗ Khắc Thiếp Mộc Nhi Hãn Quỷ Lực Xích 1379-1402-1408 |                                |                                |                                                               |                                                               |                                                               |                                                               | (16)(2)Bắc Nguyên Chiêu Tông Tất Lý Khắc Đồ Hãn Ái Du Thức Lý Đáp Lạp 1340-1370-1378 | (16)(2)Bắc Nguyên Chiêu Tông Tất Lý Khắc Đồ Hãn Ái Du Thức Lý Đáp Lạp 1340-1370-1378 | (16)(2)Bắc Nguyên Chiêu Tông Tất Lý Khắc Đồ Hãn Ái Du Thức Lý Đáp Lạp 1340-1370-1378 | (16)(2)Bắc Nguyên Chiêu Tông Tất Lý Khắc Đồ Hãn Ái Du Thức Lý Đáp Lạp 1340-1370-1378 | (16)(2)Bắc Nguyên Chiêu Tông Tất Lý Khắc Đồ Hãn Ái Du Thức Lý Đáp Lạp 1340-1370-1378     | (16)(2)Bắc Nguyên Chiêu Tông Tất Lý Khắc Đồ Hãn Ái Du Thức Lý Đáp Lạp 1340-1370-1378     |                                                                                          |                                                                                          | (17)(3)Bắc Nguyên Hậu Chủ Ô Tư Cáp Lặc Hãn Thoát Cổ Tư Thiếp Mộc Nhi ?-1378-1388         | (17)(3)Bắc Nguyên Hậu Chủ Ô Tư Cáp Lặc Hãn Thoát Cổ Tư Thiếp Mộc Nhi ?-1378-1388         | (17)(3)Bắc Nguyên Hậu Chủ Ô Tư Cáp Lặc Hãn Thoát Cổ Tư Thiếp Mộc Nhi ?-1378-1388 | (17)(3)Bắc Nguyên Hậu Chủ Ô Tư Cáp Lặc Hãn Thoát Cổ Tư Thiếp Mộc Nhi ?-1378-1388 | (17)(3)Bắc Nguyên Hậu Chủ Ô Tư Cáp Lặc Hãn Thoát Cổ Tư Thiếp Mộc Nhi ?-1378-1388 | (17)(3)Bắc Nguyên Hậu Chủ Ô Tư Cáp Lặc Hãn Thoát Cổ Tư Thiếp Mộc Nhi ?-1378-1388 |                                                         |                                                         |                                                                  |                                                                  |                                                                  |                                                                  | (4)Trác Lý Khắc Đồ Hãn Dã Tốc Điệt Nhi 1358-1388-1391            | (4)Trác Lý Khắc Đồ Hãn Dã Tốc Điệt Nhi 1358-1388-1391            | (4)Trác Lý Khắc Đồ Hãn Dã Tốc Điệt Nhi 1358-1388-1391 | (4)Trác Lý Khắc Đồ Hãn Dã Tốc Điệt Nhi 1358-1388-1391 | (4)Trác Lý Khắc Đồ Hãn Dã Tốc Điệt Nhi 1358-1388-1391 | (4)Trác Lý Khắc Đồ Hãn Dã Tốc Điệt Nhi 1358-1388-1391 |                                    |                                    | (7)Thác Hoan Hãn Khôn Thiết Mộc Nhi 1377-1399-1402               | (7)Thác Hoan Hãn Khôn Thiết Mộc Nhi 1377-1399-1402               | (7)Thác Hoan Hãn Khôn Thiết Mộc Nhi 1377-1399-1402               | (7)Thác Hoan Hãn Khôn Thiết Mộc Nhi 1377-1399-1402               | (7)Thác Hoan Hãn Khôn Thiết Mộc Nhi 1377-1399-1402               | (7)Thác Hoan Hãn Khôn Thiết Mộc Nhi 1377-1399-1402               |                                                            |                                                            | (10)Đáp Lý Ba 1395-1412-1415                               | (10)Đáp Lý Ba 1395-1412-1415                               | (10)Đáp Lý Ba 1395-1412-1415                | (10)Đáp Lý Ba 1395-1412-1415                | (10)Đáp Lý Ba 1395-1412-1415                         | (10)Đáp Lý Ba 1395-1412-1415                         |                                                      |                                                      | (11)A Lỗ Đài ?-1415-1425                                  | (11)A Lỗ Đài ?-1415-1425                                  | (11)A Lỗ Đài ?-1415-1425                                  | (11)A Lỗ Đài ?-1415-1425                                  | (11)A Lỗ Đài ?-1415-1425                                  | (11)A Lỗ Đài ?-1415-1425                                  |  |  |                         |                         |                         |                         |                         |                         |  |  |                       |                       |                       |                       |                       |                       |  |  |  |  |  |  |  |  |
|                                           |                                           |                                           |                                           | (8)Ô Lỗ Khắc Thiếp Mộc Nhi Hãn Quỷ Lực Xích 1379-1402-1408 | (8)Ô Lỗ Khắc Thiếp Mộc Nhi Hãn Quỷ Lực Xích 1379-1402-1408 | (8)Ô Lỗ Khắc Thiếp Mộc Nhi Hãn Quỷ Lực Xích 1379-1402-1408 | (8)Ô Lỗ Khắc Thiếp Mộc Nhi Hãn Quỷ Lực Xích 1379-1402-1408 | (8)Ô Lỗ Khắc Thiếp Mộc Nhi Hãn Quỷ Lực Xích 1379-1402-1408 | (8)Ô Lỗ Khắc Thiếp Mộc Nhi Hãn Quỷ Lực Xích 1379-1402-1408 |                                |                                |                                                               |                                                               |                                                               |                                                               | (16)(2)Bắc Nguyên Chiêu Tông Tất Lý Khắc Đồ Hãn Ái Du Thức Lý Đáp Lạp 1340-1370-1378 | (16)(2)Bắc Nguyên Chiêu Tông Tất Lý Khắc Đồ Hãn Ái Du Thức Lý Đáp Lạp 1340-1370-1378 | (16)(2)Bắc Nguyên Chiêu Tông Tất Lý Khắc Đồ Hãn Ái Du Thức Lý Đáp Lạp 1340-1370-1378 | (16)(2)Bắc Nguyên Chiêu Tông Tất Lý Khắc Đồ Hãn Ái Du Thức Lý Đáp Lạp 1340-1370-1378 | (16)(2)Bắc Nguyên Chiêu Tông Tất Lý Khắc Đồ Hãn Ái Du Thức Lý Đáp Lạp 1340-1370-1378     | (16)(2)Bắc Nguyên Chiêu Tông Tất Lý Khắc Đồ Hãn Ái Du Thức Lý Đáp Lạp 1340-1370-1378     |                                                                                          |                                                                                          | (17)(3)Bắc Nguyên Hậu Chủ Ô Tư Cáp Lặc Hãn Thoát Cổ Tư Thiếp Mộc Nhi ?-1378-1388         | (17)(3)Bắc Nguyên Hậu Chủ Ô Tư Cáp Lặc Hãn Thoát Cổ Tư Thiếp Mộc Nhi ?-1378-1388         | (17)(3)Bắc Nguyên Hậu Chủ Ô Tư Cáp Lặc Hãn Thoát Cổ Tư Thiếp Mộc Nhi ?-1378-1388 | (17)(3)Bắc Nguyên Hậu Chủ Ô Tư Cáp Lặc Hãn Thoát Cổ Tư Thiếp Mộc Nhi ?-1378-1388 | (17)(3)Bắc Nguyên Hậu Chủ Ô Tư Cáp Lặc Hãn Thoát Cổ Tư Thiếp Mộc Nhi ?-1378-1388 | (17)(3)Bắc Nguyên Hậu Chủ Ô Tư Cáp Lặc Hãn Thoát Cổ Tư Thiếp Mộc Nhi ?-1378-1388 |                                                         |                                                         |                                                                  |                                                                  |                                                                  |                                                                  | (4)Trác Lý Khắc Đồ Hãn Dã Tốc Điệt Nhi 1358-1388-1391            | (4)Trác Lý Khắc Đồ Hãn Dã Tốc Điệt Nhi 1358-1388-1391            | (4)Trác Lý Khắc Đồ Hãn Dã Tốc Điệt Nhi 1358-1388-1391 | (4)Trác Lý Khắc Đồ Hãn Dã Tốc Điệt Nhi 1358-1388-1391 | (4)Trác Lý Khắc Đồ Hãn Dã Tốc Điệt Nhi 1358-1388-1391 | (4)Trác Lý Khắc Đồ Hãn Dã Tốc Điệt Nhi 1358-1388-1391 |                                    |                                    | (7)Thác Hoan Hãn Khôn Thiết Mộc Nhi 1377-1399-1402               | (7)Thác Hoan Hãn Khôn Thiết Mộc Nhi 1377-1399-1402               | (7)Thác Hoan Hãn Khôn Thiết Mộc Nhi 1377-1399-1402               | (7)Thác Hoan Hãn Khôn Thiết Mộc Nhi 1377-1399-1402               | (7)Thác Hoan Hãn Khôn Thiết Mộc Nhi 1377-1399-1402               | (7)Thác Hoan Hãn Khôn Thiết Mộc Nhi 1377-1399-1402               |                                                            |                                                            | (10)Đáp Lý Ba 1395-1412-1415                               | (10)Đáp Lý Ba 1395-1412-1415                               | (10)Đáp Lý Ba 1395-1412-1415                | (10)Đáp Lý Ba 1395-1412-1415                | (10)Đáp Lý Ba 1395-1412-1415                         | (10)Đáp Lý Ba 1395-1412-1415                         |                                                      |                                                      | (11)A Lỗ Đài ?-1415-1425                                  | (11)A Lỗ Đài ?-1415-1425                                  | (11)A Lỗ Đài ?-1415-1425                                  | (11)A Lỗ Đài ?-1415-1425                                  | (11)A Lỗ Đài ?-1415-1425                                  | (11)A Lỗ Đài ?-1415-1425                                  |  |  |                         |                         |                         |                         |                         |                         |  |  |                       |                       |                       |                       |                       |                       |  |  |  |  |  |  |  |  |
|                                           |                                           |                                           |                                           | (12)A Đài 1390-1425-1438                                   | (12)A Đài 1390-1425-1438                                   | (12)A Đài 1390-1425-1438                                   | (12)A Đài 1390-1425-1438                                   | (12)A Đài 1390-1425-1438                                   | (12)A Đài 1390-1425-1438                                   |                                |                                |                                                               |                                                               |                                                               |                                                               | (6)Ni Cổ Liệt Tô Khắc Tề Hãn Ngạch Lặc Bá Khắc 1361-1394-1399                        | (6)Ni Cổ Liệt Tô Khắc Tề Hãn Ngạch Lặc Bá Khắc 1361-1394-1399                        | (6)Ni Cổ Liệt Tô Khắc Tề Hãn Ngạch Lặc Bá Khắc 1361-1394-1399                        | (6)Ni Cổ Liệt Tô Khắc Tề Hãn Ngạch Lặc Bá Khắc 1361-1394-1399                        | (6)Ni Cổ Liệt Tô Khắc Tề Hãn Ngạch Lặc Bá Khắc 1361-1394-1399                            | (6)Ni Cổ Liệt Tô Khắc Tề Hãn Ngạch Lặc Bá Khắc 1361-1394-1399                            |                                                                                          |                                                                                          |                                                                                          |                                                                                          |                                                                                  |                                                                                  |                                                                                  |                                                                                  |                                                         |                                                         |                                                                  |                                                                  |                                                                  |                                                                  | (5)Ân Khắc ?-1391-1394                                           | (5)Ân Khắc ?-1391-1394                                           | (5)Ân Khắc ?-1391-1394                                | (5)Ân Khắc ?-1391-1394                                | (5)Ân Khắc ?-1391-1394                                | (5)Ân Khắc ?-1391-1394                                |                                    |                                    |                                                                  |                                                                  |                                                                  |                                                                  |                                                                  |                                                                  |                                                            |                                                            |                                                            |                                                            |                                             |                                             |                                                      |                                                      |                                                      |                                                      |                                                           |                                                           |                                                           |                                                           |                                                           |                                                           |  |  |                         |                         |                         |                         |                         |                         |  |  |                       |                       |                       |                       |                       |                       |  |  |  |  |  |  |  |  |
|                                           |                                           |                                           |                                           | (12)A Đài 1390-1425-1438                                   | (12)A Đài 1390-1425-1438                                   | (12)A Đài 1390-1425-1438                                   | (12)A Đài 1390-1425-1438                                   | (12)A Đài 1390-1425-1438                                   | (12)A Đài 1390-1425-1438                                   |                                |                                |                                                               |                                                               |                                                               |                                                               | (6)Ni Cổ Liệt Tô Khắc Tề Hãn Ngạch Lặc Bá Khắc 1361-1394-1399                        | (6)Ni Cổ Liệt Tô Khắc Tề Hãn Ngạch Lặc Bá Khắc 1361-1394-1399                        | (6)Ni Cổ Liệt Tô Khắc Tề Hãn Ngạch Lặc Bá Khắc 1361-1394-1399                        | (6)Ni Cổ Liệt Tô Khắc Tề Hãn Ngạch Lặc Bá Khắc 1361-1394-1399                        | (6)Ni Cổ Liệt Tô Khắc Tề Hãn Ngạch Lặc Bá Khắc 1361-1394-1399                            | (6)Ni Cổ Liệt Tô Khắc Tề Hãn Ngạch Lặc Bá Khắc 1361-1394-1399                            |                                                                                          |                                                                                          |                                                                                          |                                                                                          |                                                                                  |                                                                                  |                                                                                  |                                                                                  |                                                         |                                                         |                                                                  |                                                                  |                                                                  |                                                                  | (5)Ân Khắc ?-1391-1394                                           | (5)Ân Khắc ?-1391-1394                                           | (5)Ân Khắc ?-1391-1394                                | (5)Ân Khắc ?-1391-1394                                | (5)Ân Khắc ?-1391-1394                                | (5)Ân Khắc ?-1391-1394                                |                                    |                                    |                                                                  |                                                                  |                                                                  |                                                                  |                                                                  |                                                                  |                                                            |                                                            |                                                            |                                                            |                                             |                                             |                                                      |                                                      |                                                      |                                                      |                                                           |                                                           |                                                           |                                                           |                                                           |                                                           |  |  |                         |                         |                         |                         |                         |                         |  |  |                       |                       |                       |                       |                       |                       |  |  |  |  |  |  |  |  |
|                                           |                                           |                                           |                                           |                                                            |                                                            |                                                            |                                                            |                                                            |                                                            |                                |                                |                                                               |                                                               |                                                               |                                                               |                                                                                      |                                                                                      |                                                                                      |                                                                                      |                                                                                          |                                                                                          |                                                                                          |                                                                                          |                                                                                          |                                                                                          |                                                                                  |                                                                                  |                                                                                  |                                                                                  |                                                         |                                                         |                                                                  |                                                                  |                                                                  |                                                                  |                                                                  |                                                                  |                                                       |                                                       |                                                       |                                                       |                                    |                                    |                                                                  |                                                                  |                                                                  |                                                                  |                                                                  |                                                                  |                                                            |                                                            |                                                            |                                                            |                                             |                                             |                                                      |                                                      |                                                      |                                                      |                                                           |                                                           |                                                           |                                                           |                                                           |                                                           |  |  |                         |                         |                         |                         |                         |                         |  |  |                       |                       |                       |                       |                       |                       |  |  |  |  |  |  |  |  |
| Mã Ha Mộc ?-1399-1416 (thủ lĩnh Ngoã Lạt) | Mã Ha Mộc ?-1399-1416 (thủ lĩnh Ngoã Lạt) | Mã Ha Mộc ?-1399-1416 (thủ lĩnh Ngoã Lạt) | Mã Ha Mộc ?-1399-1416 (thủ lĩnh Ngoã Lạt) | Mã Ha Mộc ?-1399-1416 (thủ lĩnh Ngoã Lạt)                  | Mã Ha Mộc ?-1399-1416 (thủ lĩnh Ngoã Lạt)                  |                                                            |                                                            | Tát Mục Nhĩ công chúa ?-1455                               | Tát Mục Nhĩ công chúa ?-1455                               | Tát Mục Nhĩ công chúa ?-1455   | Tát Mục Nhĩ công chúa ?-1455   | Tát Mục Nhĩ công chúa ?-1455                                  | Tát Mục Nhĩ công chúa ?-1455                                  |                                                               |                                                               | (9)Hoàn Giả Thiếp Mộc Nhi Hãn Bản Nhã Thất Lý 1379-1408-1412                         | (9)Hoàn Giả Thiếp Mộc Nhi Hãn Bản Nhã Thất Lý 1379-1408-1412                         | (9)Hoàn Giả Thiếp Mộc Nhi Hãn Bản Nhã Thất Lý 1379-1408-1412                         | (9)Hoàn Giả Thiếp Mộc Nhi Hãn Bản Nhã Thất Lý 1379-1408-1412                         | (9)Hoàn Giả Thiếp Mộc Nhi Hãn Bản Nhã Thất Lý 1379-1408-1412                             | (9)Hoàn Giả Thiếp Mộc Nhi Hãn Bản Nhã Thất Lý 1379-1408-1412                             |                                                                                          |                                                                                          | Cáp Nhĩ Cổ Sở Khắc Đặc Mục Nhĩ Hồng thai cát 1636-1400                                   | Cáp Nhĩ Cổ Sở Khắc Đặc Mục Nhĩ Hồng thai cát 1636-1400                                   | Cáp Nhĩ Cổ Sở Khắc Đặc Mục Nhĩ Hồng thai cát 1636-1400                           | Cáp Nhĩ Cổ Sở Khắc Đặc Mục Nhĩ Hồng thai cát 1636-1400                           | Cáp Nhĩ Cổ Sở Khắc Đặc Mục Nhĩ Hồng thai cát 1636-1400                           | Cáp Nhĩ Cổ Sở Khắc Đặc Mục Nhĩ Hồng thai cát 1636-1400                           |                                                         |                                                         |                                                                  |                                                                  |                                                                  |                                                                  |                                                                  |                                                                  |                                                       |                                                       |                                                       |                                                       |                                    |                                    |                                                                  |                                                                  |                                                                  |                                                                  |                                                                  |                                                                  |                                                            |                                                            |                                                            |                                                            |                                             |                                             |                                                      |                                                      |                                                      |                                                      |                                                           |                                                           |                                                           |                                                           |                                                           |                                                           |  |  |                         |                         |                         |                         |                         |                         |  |  |                       |                       |                       |                       |                       |                       |  |  |  |  |  |  |  |  |
| Mã Ha Mộc ?-1399-1416 (thủ lĩnh Ngoã Lạt) | Mã Ha Mộc ?-1399-1416 (thủ lĩnh Ngoã Lạt) | Mã Ha Mộc ?-1399-1416 (thủ lĩnh Ngoã Lạt) | Mã Ha Mộc ?-1399-1416 (thủ lĩnh Ngoã Lạt) | Mã Ha Mộc ?-1399-1416 (thủ lĩnh Ngoã Lạt)                  | Mã Ha Mộc ?-1399-1416 (thủ lĩnh Ngoã Lạt)                  |                                                            |                                                            | Tát Mục Nhĩ công chúa ?-1455                               | Tát Mục Nhĩ công chúa ?-1455                               | Tát Mục Nhĩ công chúa ?-1455   | Tát Mục Nhĩ công chúa ?-1455   | Tát Mục Nhĩ công chúa ?-1455                                  | Tát Mục Nhĩ công chúa ?-1455                                  |                                                               |                                                               | (9)Hoàn Giả Thiếp Mộc Nhi Hãn Bản Nhã Thất Lý 1379-1408-1412                         | (9)Hoàn Giả Thiếp Mộc Nhi Hãn Bản Nhã Thất Lý 1379-1408-1412                         | (9)Hoàn Giả Thiếp Mộc Nhi Hãn Bản Nhã Thất Lý 1379-1408-1412                         | (9)Hoàn Giả Thiếp Mộc Nhi Hãn Bản Nhã Thất Lý 1379-1408-1412                         | (9)Hoàn Giả Thiếp Mộc Nhi Hãn Bản Nhã Thất Lý 1379-1408-1412                             | (9)Hoàn Giả Thiếp Mộc Nhi Hãn Bản Nhã Thất Lý 1379-1408-1412                             |                                                                                          |                                                                                          | Cáp Nhĩ Cổ Sở Khắc Đặc Mục Nhĩ Hồng thai cát 1636-1400                                   | Cáp Nhĩ Cổ Sở Khắc Đặc Mục Nhĩ Hồng thai cát 1636-1400                                   | Cáp Nhĩ Cổ Sở Khắc Đặc Mục Nhĩ Hồng thai cát 1636-1400                           | Cáp Nhĩ Cổ Sở Khắc Đặc Mục Nhĩ Hồng thai cát 1636-1400                           | Cáp Nhĩ Cổ Sở Khắc Đặc Mục Nhĩ Hồng thai cát 1636-1400                           | Cáp Nhĩ Cổ Sở Khắc Đặc Mục Nhĩ Hồng thai cát 1636-1400                           |                                                         |                                                         |                                                                  |                                                                  |                                                                  |                                                                  |                                                                  |                                                                  |                                                       |                                                       |                                                       |                                                       |                                    |                                    |                                                                  |                                                                  |                                                                  |                                                                  |                                                                  |                                                                  |                                                            |                                                            |                                                            |                                                            |                                             |                                             |                                                      |                                                      |                                                      |                                                      |                                                           |                                                           |                                                           |                                                           |                                                           |                                                           |  |  |                         |                         |                         |                         |                         |                         |  |  |                       |                       |                       |                       |                       |                       |  |  |  |  |  |  |  |  |
|                                           |                                           |                                           |                                           |                                                            |                                                            |                                                            |                                                            |                                                            |                                                            |                                |                                |                                                               |                                                               |                                                               |                                                               |                                                                                      |                                                                                      |                                                                                      |                                                                                      |                                                                                          |                                                                                          |                                                                                          |                                                                                          |                                                                                          |                                                                                          |                                                                                  |                                                                                  |                                                                                  |                                                                                  |                                                         |                                                         |                                                                  |                                                                  |                                                                  |                                                                  |                                                                  |                                                                  |                                                       |                                                       |                                                       |                                                       |                                    |                                    |                                                                  |                                                                  |                                                                  |                                                                  |                                                                  |                                                                  |                                                            |                                                            |                                                            |                                                            |                                             |                                             |                                                      |                                                      |                                                      |                                                      |                                                           |                                                           |                                                           |                                                           |                                                           |                                                           |  |  |                         |                         |                         |                         |                         |                         |  |  |                       |                       |                       |                       |                       |                       |  |  |  |  |  |  |  |  |
|                                           |                                           |                                           |                                           | Thoát Hoan ?-1417-1439 (thủ lĩnh Ngoã Lạt)                 | Thoát Hoan ?-1417-1439 (thủ lĩnh Ngoã Lạt)                 | Thoát Hoan ?-1417-1439 (thủ lĩnh Ngoã Lạt)                 | Thoát Hoan ?-1417-1439 (thủ lĩnh Ngoã Lạt)                 | Thoát Hoan ?-1417-1439 (thủ lĩnh Ngoã Lạt)                 | Thoát Hoan ?-1417-1439 (thủ lĩnh Ngoã Lạt)                 |                                |                                |                                                               |                                                               |                                                               |                                                               |                                                                                      |                                                                                      |                                                                                      |                                                                                      |                                                                                          |                                                                                          |                                                                                          |                                                                                          | A Trại thai cát                                                                          | A Trại thai cát                                                                          | A Trại thai cát                                                                  | A Trại thai cát                                                                  | A Trại thai cát                                                                  | A Trại thai cát                                                                  |                                                         |                                                         |                                                                  |                                                                  |                                                                  |                                                                  |                                                                  |                                                                  |                                                       |                                                       |                                                       |                                                       |                                    |                                    |                                                                  |                                                                  |                                                                  |                                                                  |                                                                  |                                                                  |                                                            |                                                            |                                                            |                                                            |                                             |                                             |                                                      |                                                      |                                                      |                                                      |                                                           |                                                           |                                                           |                                                           |                                                           |                                                           |  |  |                         |                         |                         |                         |                         |                         |  |  |                       |                       |                       |                       |                       |                       |  |  |  |  |  |  |  |  |
|                                           |                                           |                                           |                                           | Thoát Hoan ?-1417-1439 (thủ lĩnh Ngoã Lạt)                 | Thoát Hoan ?-1417-1439 (thủ lĩnh Ngoã Lạt)                 | Thoát Hoan ?-1417-1439 (thủ lĩnh Ngoã Lạt)                 | Thoát Hoan ?-1417-1439 (thủ lĩnh Ngoã Lạt)                 | Thoát Hoan ?-1417-1439 (thủ lĩnh Ngoã Lạt)                 | Thoát Hoan ?-1417-1439 (thủ lĩnh Ngoã Lạt)                 |                                |                                |                                                               |                                                               |                                                               |                                                               |                                                                                      |                                                                                      |                                                                                      |                                                                                      |                                                                                          |                                                                                          |                                                                                          |                                                                                          | A Trại thai cát                                                                          | A Trại thai cát                                                                          | A Trại thai cát                                                                  | A Trại thai cát                                                                  | A Trại thai cát                                                                  | A Trại thai cát                                                                  |                                                         |                                                         |                                                                  |                                                                  |                                                                  |                                                                  |                                                                  |                                                                  |                                                       |                                                       |                                                       |                                                       |                                    |                                    |                                                                  |                                                                  |                                                                  |                                                                  |                                                                  |                                                                  |                                                            |                                                            |                                                            |                                                            |                                             |                                             |                                                      |                                                      |                                                      |                                                      |                                                           |                                                           |                                                           |                                                           |                                                           |                                                           |  |  |                         |                         |                         |                         |                         |                         |  |  |                       |                       |                       |                       |                       |                       |  |  |  |  |  |  |  |  |
|                                           |                                           |                                           |                                           |                                                            |                                                            |                                                            |                                                            |                                                            |                                                            |                                |                                |                                                               |                                                               |                                                               |                                                               |                                                                                      |                                                                                      |                                                                                      |                                                                                      |                                                                                          |                                                                                          |                                                                                          |                                                                                          |                                                                                          |                                                                                          |                                                                                  |                                                                                  |                                                                                  |                                                                                  |                                                         |                                                         |                                                                  |                                                                  |                                                                  |                                                                  |                                                                  |                                                                  |                                                       |                                                       |                                                       |                                                       |                                    |                                    |                                                                  |                                                                  |                                                                  |                                                                  |                                                                  |                                                                  |                                                            |                                                            |                                                            |                                                            |                                             |                                             |                                                      |                                                      |                                                      |                                                      |                                                           |                                                           |                                                           |                                                           |                                                           |                                                           |  |  |                         |                         |                         |                         |                         |                         |  |  |                       |                       |                       |                       |                       |                       |  |  |  |  |  |  |  |  |
|                                           |                                           |                                           |                                           | (15)Dã Tiên ?-1438-1454 1454-1455                          | (15)Dã Tiên ?-1438-1454 1454-1455                          | (15)Dã Tiên ?-1438-1454 1454-1455                          | (15)Dã Tiên ?-1438-1454 1454-1455                          | (15)Dã Tiên ?-1438-1454 1454-1455                          | (15)Dã Tiên ?-1438-1454 1454-1455                          |                                |                                |                                                               |                                                               |                                                               |                                                               |                                                                                      |                                                                                      |                                                                                      |                                                                                      |                                                                                          |                                                                                          |                                                                                          |                                                                                          | (13)Đại Tông Hãn Thoát Thoát Bất Hoa 1416-1433-1451-1452                                 | (13)Đại Tông Hãn Thoát Thoát Bất Hoa 1416-1433-1451-1452                                 | (13)Đại Tông Hãn Thoát Thoát Bất Hoa 1416-1433-1451-1452                         | (13)Đại Tông Hãn Thoát Thoát Bất Hoa 1416-1433-1451-1452                         | (13)Đại Tông Hãn Thoát Thoát Bất Hoa 1416-1433-1451-1452                         | (13)Đại Tông Hãn Thoát Thoát Bất Hoa 1416-1433-1451-1452                         |                                                         |                                                         | (18)Mãn Đô Lỗ 1438-1475-1478                                     | (18)Mãn Đô Lỗ 1438-1475-1478                                     | (18)Mãn Đô Lỗ 1438-1475-1478                                     | (18)Mãn Đô Lỗ 1438-1475-1478                                     | (18)Mãn Đô Lỗ 1438-1475-1478                                     | (18)Mãn Đô Lỗ 1438-1475-1478                                     |                                                       |                                                       | (14)A Cát Đa Nhĩ Tế 1423-1451-1453                    | (14)A Cát Đa Nhĩ Tế 1423-1451-1453                    | (14)A Cát Đa Nhĩ Tế 1423-1451-1453 | (14)A Cát Đa Nhĩ Tế 1423-1451-1453 | (14)A Cát Đa Nhĩ Tế 1423-1451-1453                               | (14)A Cát Đa Nhĩ Tế 1423-1451-1453                               |                                                                  |                                                                  |                                                                  |                                                                  |                                                            |                                                            |                                                            |                                                            |                                             |                                             |                                                      |                                                      |                                                      |                                                      |                                                           |                                                           |                                                           |                                                           |                                                           |                                                           |  |  |                         |                         |                         |                         |                         |                         |  |  |                       |                       |                       |                       |                       |                       |  |  |  |  |  |  |  |  |
|                                           |                                           |                                           |                                           | (15)Dã Tiên ?-1438-1454 1454-1455                          | (15)Dã Tiên ?-1438-1454 1454-1455                          | (15)Dã Tiên ?-1438-1454 1454-1455                          | (15)Dã Tiên ?-1438-1454 1454-1455                          | (15)Dã Tiên ?-1438-1454 1454-1455                          | (15)Dã Tiên ?-1438-1454 1454-1455                          |                                |                                |                                                               |                                                               |                                                               |                                                               |                                                                                      |                                                                                      |                                                                                      |                                                                                      |                                                                                          |                                                                                          |                                                                                          |                                                                                          | (13)Đại Tông Hãn Thoát Thoát Bất Hoa 1416-1433-1451-1452                                 | (13)Đại Tông Hãn Thoát Thoát Bất Hoa 1416-1433-1451-1452                                 | (13)Đại Tông Hãn Thoát Thoát Bất Hoa 1416-1433-1451-1452                         | (13)Đại Tông Hãn Thoát Thoát Bất Hoa 1416-1433-1451-1452                         | (13)Đại Tông Hãn Thoát Thoát Bất Hoa 1416-1433-1451-1452                         | (13)Đại Tông Hãn Thoát Thoát Bất Hoa 1416-1433-1451-1452                         |                                                         |                                                         | (18)Mãn Đô Lỗ 1438-1475-1478                                     | (18)Mãn Đô Lỗ 1438-1475-1478                                     | (18)Mãn Đô Lỗ 1438-1475-1478                                     | (18)Mãn Đô Lỗ 1438-1475-1478                                     | (18)Mãn Đô Lỗ 1438-1475-1478                                     | (18)Mãn Đô Lỗ 1438-1475-1478                                     |                                                       |                                                       | (14)A Cát Đa Nhĩ Tế 1423-1451-1453                    | (14)A Cát Đa Nhĩ Tế 1423-1451-1453                    | (14)A Cát Đa Nhĩ Tế 1423-1451-1453 | (14)A Cát Đa Nhĩ Tế 1423-1451-1453 | (14)A Cát Đa Nhĩ Tế 1423-1451-1453                               | (14)A Cát Đa Nhĩ Tế 1423-1451-1453                               |                                                                  |                                                                  |                                                                  |                                                                  |                                                            |                                                            |                                                            |                                                            |                                             |                                             |                                                      |                                                      |                                                      |                                                      |                                                           |                                                           |                                                           |                                                           |                                                           |                                                           |  |  |                         |                         |                         |                         |                         |                         |  |  |                       |                       |                       |                       |                       |                       |  |  |  |  |  |  |  |  |
|                                           |                                           |                                           |                                           |                                                            |                                                            |                                                            |                                                            |                                                            |                                                            |                                |                                |                                                               |                                                               |                                                               |                                                               |                                                                                      |                                                                                      |                                                                                      |                                                                                      |                                                                                          |                                                                                          |                                                                                          |                                                                                          |                                                                                          |                                                                                          |                                                                                  |                                                                                  |                                                                                  |                                                                                  |                                                         |                                                         |                                                                  |                                                                  |                                                                  |                                                                  |                                                                  |                                                                  |                                                       |                                                       |                                                       |                                                       |                                    |                                    |                                                                  |                                                                  |                                                                  |                                                                  |                                                                  |                                                                  |                                                            |                                                            |                                                            |                                                            |                                             |                                             |                                                      |                                                      |                                                      |                                                      |                                                           |                                                           |                                                           |                                                           |                                                           |                                                           |  |  |                         |                         |                         |                         |                         |                         |  |  |                       |                       |                       |                       |                       |                       |  |  |  |  |  |  |  |  |
|                                           |                                           |                                           |                                           | Tề Tề Khắc Tỷ Cát ?-1453                                   | Tề Tề Khắc Tỷ Cát ?-1453                                   | Tề Tề Khắc Tỷ Cát ?-1453                                   | Tề Tề Khắc Tỷ Cát ?-1453                                   | Tề Tề Khắc Tỷ Cát ?-1453                                   | Tề Tề Khắc Tỷ Cát ?-1453                                   |                                |                                |                                                               |                                                               |                                                               |                                                               |                                                                                      |                                                                                      |                                                                                      |                                                                                      |                                                                                          |                                                                                          |                                                                                          |                                                                                          | (17)Ma Luân Hãn Thoát Cổ Tư Mãnh Khả 1437-1465-1466                                      | (17)Ma Luân Hãn Thoát Cổ Tư Mãnh Khả 1437-1465-1466                                      | (17)Ma Luân Hãn Thoát Cổ Tư Mãnh Khả 1437-1465-1466                              | (17)Ma Luân Hãn Thoát Cổ Tư Mãnh Khả 1437-1465-1466                              | (17)Ma Luân Hãn Thoát Cổ Tư Mãnh Khả 1437-1465-1466                              | (17)Ma Luân Hãn Thoát Cổ Tư Mãnh Khả 1437-1465-1466                              |                                                         |                                                         | (16)Ô Kha Khắc Đồ Hãn Mã Nhi Cổ Nhi Cát Tư 1448-1455-1465        | (16)Ô Kha Khắc Đồ Hãn Mã Nhi Cổ Nhi Cát Tư 1448-1455-1465        | (16)Ô Kha Khắc Đồ Hãn Mã Nhi Cổ Nhi Cát Tư 1448-1455-1465        | (16)Ô Kha Khắc Đồ Hãn Mã Nhi Cổ Nhi Cát Tư 1448-1455-1465        | (16)Ô Kha Khắc Đồ Hãn Mã Nhi Cổ Nhi Cát Tư 1448-1455-1465        | (16)Ô Kha Khắc Đồ Hãn Mã Nhi Cổ Nhi Cát Tư 1448-1455-1465        |                                                       |                                                       | Ha Lạt Khổ Xuất ?-1453                                | Ha Lạt Khổ Xuất ?-1453                                | Ha Lạt Khổ Xuất ?-1453             | Ha Lạt Khổ Xuất ?-1453             | Ha Lạt Khổ Xuất ?-1453                                           | Ha Lạt Khổ Xuất ?-1453                                           |                                                                  |                                                                  |                                                                  |                                                                  |                                                            |                                                            |                                                            |                                                            |                                             |                                             |                                                      |                                                      |                                                      |                                                      |                                                           |                                                           |                                                           |                                                           |                                                           |                                                           |  |  |                         |                         |                         |                         |                         |                         |  |  |                       |                       |                       |                       |                       |                       |  |  |  |  |  |  |  |  |
|                                           |                                           |                                           |                                           | Tề Tề Khắc Tỷ Cát ?-1453                                   | Tề Tề Khắc Tỷ Cát ?-1453                                   | Tề Tề Khắc Tỷ Cát ?-1453                                   | Tề Tề Khắc Tỷ Cát ?-1453                                   | Tề Tề Khắc Tỷ Cát ?-1453                                   | Tề Tề Khắc Tỷ Cát ?-1453                                   |                                |                                |                                                               |                                                               |                                                               |                                                               |                                                                                      |                                                                                      |                                                                                      |                                                                                      |                                                                                          |                                                                                          |                                                                                          |                                                                                          | (17)Ma Luân Hãn Thoát Cổ Tư Mãnh Khả 1437-1465-1466                                      | (17)Ma Luân Hãn Thoát Cổ Tư Mãnh Khả 1437-1465-1466                                      | (17)Ma Luân Hãn Thoát Cổ Tư Mãnh Khả 1437-1465-1466                              | (17)Ma Luân Hãn Thoát Cổ Tư Mãnh Khả 1437-1465-1466                              | (17)Ma Luân Hãn Thoát Cổ Tư Mãnh Khả 1437-1465-1466                              | (17)Ma Luân Hãn Thoát Cổ Tư Mãnh Khả 1437-1465-1466                              |                                                         |                                                         | (16)Ô Kha Khắc Đồ Hãn Mã Nhi Cổ Nhi Cát Tư 1448-1455-1465        | (16)Ô Kha Khắc Đồ Hãn Mã Nhi Cổ Nhi Cát Tư 1448-1455-1465        | (16)Ô Kha Khắc Đồ Hãn Mã Nhi Cổ Nhi Cát Tư 1448-1455-1465        | (16)Ô Kha Khắc Đồ Hãn Mã Nhi Cổ Nhi Cát Tư 1448-1455-1465        | (16)Ô Kha Khắc Đồ Hãn Mã Nhi Cổ Nhi Cát Tư 1448-1455-1465        | (16)Ô Kha Khắc Đồ Hãn Mã Nhi Cổ Nhi Cát Tư 1448-1455-1465        |                                                       |                                                       | Ha Lạt Khổ Xuất ?-1453                                | Ha Lạt Khổ Xuất ?-1453                                | Ha Lạt Khổ Xuất ?-1453             | Ha Lạt Khổ Xuất ?-1453             | Ha Lạt Khổ Xuất ?-1453                                           | Ha Lạt Khổ Xuất ?-1453                                           |                                                                  |                                                                  |                                                                  |                                                                  |                                                            |                                                            |                                                            |                                                            |                                             |                                             |                                                      |                                                      |                                                      |                                                      |                                                           |                                                           |                                                           |                                                           |                                                           |                                                           |  |  |                         |                         |                         |                         |                         |                         |  |  |                       |                       |                       |                       |                       |                       |  |  |  |  |  |  |  |  |
|                                           |                                           |                                           |                                           |                                                            |                                                            |                                                            |                                                            |                                                            |                                                            |                                |                                |                                                               |                                                               |                                                               |                                                               |                                                                                      |                                                                                      |                                                                                      |                                                                                      |                                                                                          |                                                                                          |                                                                                          |                                                                                          |                                                                                          |                                                                                          |                                                                                  |                                                                                  |                                                                                  |                                                                                  |                                                         |                                                         |                                                                  |                                                                  |                                                                  |                                                                  |                                                                  |                                                                  |                                                       |                                                       |                                                       |                                                       |                                    |                                    |                                                                  |                                                                  |                                                                  |                                                                  |                                                                  |                                                                  |                                                            |                                                            |                                                            |                                                            |                                             |                                             |                                                      |                                                      |                                                      |                                                      |                                                           |                                                           |                                                           |                                                           |                                                           |                                                           |  |  |                         |                         |                         |                         |                         |                         |  |  |                       |                       |                       |                       |                       |                       |  |  |  |  |  |  |  |  |
|                                           |                                           |                                           |                                           |                                                            |                                                            |                                                            |                                                            |                                                            |                                                            |                                |                                |                                                               |                                                               |                                                               |                                                               |                                                                                      |                                                                                      |                                                                                      |                                                                                      | Bá Ngạn Mông Khắc 1425-1479                                                              |                                                                                          |                                                                                          |                                                                                          |                                                                                          |                                                                                          |                                                                                  |                                                                                  |                                                                                  |                                                                                  |                                                         |                                                         |                                                                  |                                                                  |                                                                  |                                                                  |                                                                  |                                                                  |                                                       |                                                       |                                                       |                                                       |                                    |                                    |                                                                  |                                                                  |                                                                  |                                                                  |                                                                  |                                                                  |                                                            |                                                            |                                                            |                                                            |                                             |                                             |                                                      |                                                      |                                                      |                                                      |                                                           |                                                           |                                                           |                                                           |                                                           |                                                           |  |  |                         |                         |                         |                         |                         |                         |  |  |                       |                       |                       |                       |                       |                       |  |  |  |  |  |  |  |  |
|                                           |                                           |                                           |                                           |                                                            |                                                            |                                                            |                                                            |                                                            |                                                            |                                |                                |                                                               |                                                               |                                                               |                                                               |                                                                                      |                                                                                      |                                                                                      |                                                                                      |                                                                                          |                                                                                          |                                                                                          |                                                                                          |                                                                                          |                                                                                          |                                                                                  |                                                                                  |                                                                                  |                                                                                  |                                                         |                                                         |                                                                  |                                                                  |                                                                  |                                                                  |                                                                  |                                                                  |                                                       |                                                       |                                                       |                                                       |                                    |                                    |                                                                  |                                                                  |                                                                  |                                                                  |                                                                  |                                                                  |                                                            |                                                            |                                                            |                                                            |                                             |                                             |                                                      |                                                      |                                                      |                                                      |                                                           |                                                           |                                                           |                                                           |                                                           |                                                           |  |  |                         |                         |                         |                         |                         |                         |  |  |                       |                       |                       |                       |                       |                       |  |  |  |  |  |  |  |  |
|                                           |                                           |                                           |                                           |                                                            |                                                            |                                                            |                                                            |                                                            |                                                            |                                |                                |                                                               |                                                               |                                                               |                                                               |                                                                                      |                                                                                      |                                                                                      |                                                                                      | Thời kỳ Sát Cáp Nhĩ (Chahar) (1479-1635)                                                 |                                                                                          |                                                                                          |                                                                                          |                                                                                          |                                                                                          |                                                                                  |                                                                                  |                                                                                  |                                                                                  |                                                         |                                                         |                                                                  |                                                                  |                                                                  |                                                                  |                                                                  |                                                                  |                                                       |                                                       |                                                       |                                                       |                                    |                                    |                                                                  |                                                                  |                                                                  |                                                                  |                                                                  |                                                                  |                                                            |                                                            |                                                            |                                                            |                                             |                                             |                                                      |                                                      |                                                      |                                                      |                                                           |                                                           |                                                           |                                                           |                                                           |                                                           |  |  |                         |                         |                         |                         |                         |                         |  |  |                       |                       |                       |                       |                       |                       |  |  |  |  |  |  |  |  |
|                                           |                                           |                                           |                                           |                                                            |                                                            |                                                            |                                                            |                                                            |                                                            |                                |                                |                                                               |                                                               |                                                               |                                                               |                                                                                      |                                                                                      |                                                                                      |                                                                                      | (19)Đạt Diên Hãn Ba Đồ Mông Khắc 1464-1479-1517                                          |                                                                                          |                                                                                          |                                                                                          |                                                                                          |                                                                                          |                                                                                  |                                                                                  |                                                                                  |                                                                                  |                                                         |                                                         |                                                                  |                                                                  |                                                                  |                                                                  |                                                                  |                                                                  |                                                       |                                                       |                                                       |                                                       |                                    |                                    |                                                                  |                                                                  |                                                                  |                                                                  |                                                                  |                                                                  |                                                            |                                                            |                                                            |                                                            |                                             |                                             |                                                      |                                                      |                                                      |                                                      |                                                           |                                                           |                                                           |                                                           |                                                           |                                                           |  |  |                         |                         |                         |                         |                         |                         |  |  |                       |                       |                       |                       |                       |                       |  |  |  |  |  |  |  |  |
|                                           |                                           |                                           |                                           |                                                            |                                                            |                                                            |                                                            |                                                            |                                                            |                                |                                |                                                               |                                                               |                                                               |                                                               |                                                                                      |                                                                                      |                                                                                      |                                                                                      |                                                                                          |                                                                                          |                                                                                          |                                                                                          |                                                                                          |                                                                                          |                                                                                  |                                                                                  |                                                                                  |                                                                                  |                                                         |                                                         |                                                                  |                                                                  |                                                                  |                                                                  |                                                                  |                                                                  |                                                       |                                                       |                                                       |                                                       |                                    |                                    |                                                                  |                                                                  |                                                                  |                                                                  |                                                                  |                                                                  |                                                            |                                                            |                                                            |                                                            |                                             |                                             |                                                      |                                                      |                                                      |                                                      |                                                           |                                                           |                                                           |                                                           |                                                           |                                                           |  |  |                         |                         |                         |                         |                         |                         |  |  |                       |                       |                       |                       |                       |                       |  |  |  |  |  |  |  |  |
|                                           |                                           |                                           |                                           |                                                            |                                                            |                                                            |                                                            |                                                            |                                                            |                                |                                |                                                               |                                                               |                                                               |                                                               |                                                                                      |                                                                                      |                                                                                      |                                                                                      |                                                                                          |                                                                                          |                                                                                          |                                                                                          |                                                                                          |                                                                                          |                                                                                  |                                                                                  |                                                                                  |                                                                                  |                                                         |                                                         |                                                                  |                                                                  |                                                                  |                                                                  |                                                                  |                                                                  |                                                       |                                                       |                                                       |                                                       |                                    |                                    |                                                                  |                                                                  |                                                                  |                                                                  |                                                                  |                                                                  |                                                            |                                                            |                                                            |                                                            |                                             |                                             |                                                      |                                                      |                                                      |                                                      |                                                           |                                                           |                                                           |                                                           |                                                           |                                                           |  |  |                         |                         |                         |                         |                         |                         |  |  |                       |                       |                       |                       |                       |                       |  |  |  |  |  |  |  |  |
|                                           |                                           |                                           |                                           |                                                            |                                                            |                                                            |                                                            | Đồ Lỗ Bác La Đặc 1482-1517                                 | Đồ Lỗ Bác La Đặc 1482-1517                                 | Đồ Lỗ Bác La Đặc 1482-1517     | Đồ Lỗ Bác La Đặc 1482-1517     | Đồ Lỗ Bác La Đặc 1482-1517                                    | Đồ Lỗ Bác La Đặc 1482-1517                                    |                                                               |                                                               | Ô Lỗ Tư Bác La Đặc 1482-1509                                                         | Ô Lỗ Tư Bác La Đặc 1482-1509                                                         | Ô Lỗ Tư Bác La Đặc 1482-1509                                                         | Ô Lỗ Tư Bác La Đặc 1482-1509                                                         | Ô Lỗ Tư Bác La Đặc 1482-1509                                                             | Ô Lỗ Tư Bác La Đặc 1482-1509                                                             |                                                                                          |                                                                                          | (20)Ba Nhĩ Tư Bát La Đặc 1490-1517-1519-1531                                             | (20)Ba Nhĩ Tư Bát La Đặc 1490-1517-1519-1531                                             | (20)Ba Nhĩ Tư Bát La Đặc 1490-1517-1519-1531                                     | (20)Ba Nhĩ Tư Bát La Đặc 1490-1517-1519-1531                                     | (20)Ba Nhĩ Tư Bát La Đặc 1490-1517-1519-1531                                     | (20)Ba Nhĩ Tư Bát La Đặc 1490-1517-1519-1531                                     |                                                         |                                                         | A Nhĩ Tô Bác La Đặc ?-?                                          | A Nhĩ Tô Bác La Đặc ?-?                                          | A Nhĩ Tô Bác La Đặc ?-?                                          | A Nhĩ Tô Bác La Đặc ?-?                                          | A Nhĩ Tô Bác La Đặc ?-?                                          | A Nhĩ Tô Bác La Đặc ?-?                                          |                                                       |                                                       |                                                       |                                                       |                                    |                                    |                                                                  |                                                                  |                                                                  |                                                                  |                                                                  |                                                                  |                                                            |                                                            |                                                            |                                                            |                                             |                                             |                                                      |                                                      |                                                      |                                                      |                                                           |                                                           |                                                           |                                                           |                                                           |                                                           |  |  |                         |                         |                         |                         |                         |                         |  |  |                       |                       |                       |                       |                       |                       |  |  |  |  |  |  |  |  |
|                                           |                                           |                                           |                                           |                                                            |                                                            |                                                            |                                                            | Đồ Lỗ Bác La Đặc 1482-1517                                 | Đồ Lỗ Bác La Đặc 1482-1517                                 | Đồ Lỗ Bác La Đặc 1482-1517     | Đồ Lỗ Bác La Đặc 1482-1517     | Đồ Lỗ Bác La Đặc 1482-1517                                    | Đồ Lỗ Bác La Đặc 1482-1517                                    |                                                               |                                                               | Ô Lỗ Tư Bác La Đặc 1482-1509                                                         | Ô Lỗ Tư Bác La Đặc 1482-1509                                                         | Ô Lỗ Tư Bác La Đặc 1482-1509                                                         | Ô Lỗ Tư Bác La Đặc 1482-1509                                                         | Ô Lỗ Tư Bác La Đặc 1482-1509                                                             | Ô Lỗ Tư Bác La Đặc 1482-1509                                                             |                                                                                          |                                                                                          | (20)Ba Nhĩ Tư Bát La Đặc 1490-1517-1519-1531                                             | (20)Ba Nhĩ Tư Bát La Đặc 1490-1517-1519-1531                                             | (20)Ba Nhĩ Tư Bát La Đặc 1490-1517-1519-1531                                     | (20)Ba Nhĩ Tư Bát La Đặc 1490-1517-1519-1531                                     | (20)Ba Nhĩ Tư Bát La Đặc 1490-1517-1519-1531                                     | (20)Ba Nhĩ Tư Bát La Đặc 1490-1517-1519-1531                                     |                                                         |                                                         | A Nhĩ Tô Bác La Đặc ?-?                                          | A Nhĩ Tô Bác La Đặc ?-?                                          | A Nhĩ Tô Bác La Đặc ?-?                                          | A Nhĩ Tô Bác La Đặc ?-?                                          | A Nhĩ Tô Bác La Đặc ?-?                                          | A Nhĩ Tô Bác La Đặc ?-?                                          |                                                       |                                                       |                                                       |                                                       |                                    |                                    |                                                                  |                                                                  |                                                                  |                                                                  |                                                                  |                                                                  |                                                            |                                                            |                                                            |                                                            |                                             |                                             |                                                      |                                                      |                                                      |                                                      |                                                           |                                                           |                                                           |                                                           |                                                           |                                                           |  |  |                         |                         |                         |                         |                         |                         |  |  |                       |                       |                       |                       |                       |                       |  |  |  |  |  |  |  |  |
|                                           |                                           |                                           |                                           |                                                            |                                                            |                                                            |                                                            |                                                            |                                                            |                                |                                |                                                               |                                                               |                                                               |                                                               |                                                                                      |                                                                                      |                                                                                      |                                                                                      |                                                                                          |                                                                                          |                                                                                          |                                                                                          |                                                                                          |                                                                                          |                                                                                  |                                                                                  |                                                                                  |                                                                                  |                                                         |                                                         |                                                                  |                                                                  |                                                                  |                                                                  |                                                                  |                                                                  |                                                       |                                                       |                                                       |                                                       |                                    |                                    |                                                                  |                                                                  |                                                                  |                                                                  |                                                                  |                                                                  |                                                            |                                                            |                                                            |                                                            |                                             |                                             |                                                      |                                                      |                                                      |                                                      |                                                           |                                                           |                                                           |                                                           |                                                           |                                                           |  |  |                         |                         |                         |                         |                         |                         |  |  |                       |                       |                       |                       |                       |                       |  |  |  |  |  |  |  |  |
|                                           |                                           |                                           |                                           |                                                            |                                                            |                                                            |                                                            |                                                            |                                                            |                                |                                |                                                               |                                                               |                                                               |                                                               |                                                                                      |                                                                                      |                                                                                      |                                                                                      |                                                                                          |                                                                                          |                                                                                          |                                                                                          | Bộ lạc Ngạc Nhĩ Đa Tư (Ordos) (1531-1634)                                                | Bộ lạc Ngạc Nhĩ Đa Tư (Ordos) (1531-1634)                                                | Bộ lạc Ngạc Nhĩ Đa Tư (Ordos) (1531-1634)                                        | Bộ lạc Ngạc Nhĩ Đa Tư (Ordos) (1531-1634)                                        | Bộ lạc Ngạc Nhĩ Đa Tư (Ordos) (1531-1634)                                        | Bộ lạc Ngạc Nhĩ Đa Tư (Ordos) (1531-1634)                                        |                                                         |                                                         |                                                                  |                                                                  |                                                                  |                                                                  |                                                                  |                                                                  |                                                       |                                                       |                                                       |                                                       |                                    |                                    |                                                                  |                                                                  |                                                                  |                                                                  | Bộ lạc Thổ Mặc Đặc (Tümed) (1542-1634)                           | Bộ lạc Thổ Mặc Đặc (Tümed) (1542-1634)                           | Bộ lạc Thổ Mặc Đặc (Tümed) (1542-1634)                     | Bộ lạc Thổ Mặc Đặc (Tümed) (1542-1634)                     | Bộ lạc Thổ Mặc Đặc (Tümed) (1542-1634)                     | Bộ lạc Thổ Mặc Đặc (Tümed) (1542-1634)                     |                                             |                                             |                                                      |                                                      |                                                      |                                                      |                                                           |                                                           |                                                           |                                                           |                                                           |                                                           |  |  |                         |                         |                         |                         |                         |                         |  |  |                       |                       |                       |                       |                       |                       |  |  |  |  |  |  |  |  |
|                                           |                                           |                                           |                                           |                                                            |                                                            |                                                            |                                                            |                                                            |                                                            |                                |                                |                                                               |                                                               |                                                               |                                                               | (21)A Lạp Khắc Hãn Bác Địch 1504-1519-1547                                           | (21)A Lạp Khắc Hãn Bác Địch 1504-1519-1547                                           | (21)A Lạp Khắc Hãn Bác Địch 1504-1519-1547                                           | (21)A Lạp Khắc Hãn Bác Địch 1504-1519-1547                                           | (21)A Lạp Khắc Hãn Bác Địch 1504-1519-1547                                               | (21)A Lạp Khắc Hãn Bác Địch 1504-1519-1547                                               |                                                                                          |                                                                                          | Bộ lạc Ngạc Nhĩ Đa Tư (Ordos) (1531-1634)                                                | Bộ lạc Ngạc Nhĩ Đa Tư (Ordos) (1531-1634)                                                | Bộ lạc Ngạc Nhĩ Đa Tư (Ordos) (1531-1634)                                        | Bộ lạc Ngạc Nhĩ Đa Tư (Ordos) (1531-1634)                                        | Bộ lạc Ngạc Nhĩ Đa Tư (Ordos) (1531-1634)                                        | Bộ lạc Ngạc Nhĩ Đa Tư (Ordos) (1531-1634)                                        | (1)Cổn Tất Lý Khắc Mặc Nhĩ Căn (Kỷ Ninh) 1522-1531-1542 | (1)Cổn Tất Lý Khắc Mặc Nhĩ Căn (Kỷ Ninh) 1522-1531-1542 | (1)Cổn Tất Lý Khắc Mặc Nhĩ Căn (Kỷ Ninh) 1522-1531-1542          | (1)Cổn Tất Lý Khắc Mặc Nhĩ Căn (Kỷ Ninh) 1522-1531-1542          | (1)Cổn Tất Lý Khắc Mặc Nhĩ Căn (Kỷ Ninh) 1522-1531-1542          | (1)Cổn Tất Lý Khắc Mặc Nhĩ Căn (Kỷ Ninh) 1522-1531-1542          |                                                                  |                                                                  |                                                       |                                                       |                                                       |                                                       |                                    |                                    |                                                                  |                                                                  |                                                                  |                                                                  | Bộ lạc Thổ Mặc Đặc (Tümed) (1542-1634)                           | Bộ lạc Thổ Mặc Đặc (Tümed) (1542-1634)                           | Bộ lạc Thổ Mặc Đặc (Tümed) (1542-1634)                     | Bộ lạc Thổ Mặc Đặc (Tümed) (1542-1634)                     | Bộ lạc Thổ Mặc Đặc (Tümed) (1542-1634)                     | Bộ lạc Thổ Mặc Đặc (Tümed) (1542-1634)                     |                                             |                                             |                                                      |                                                      |                                                      |                                                      | (1)A Nhĩ Thản Hãn Yêm Đáp 1507- 1542-1582                 | (1)A Nhĩ Thản Hãn Yêm Đáp 1507- 1542-1582                 | (1)A Nhĩ Thản Hãn Yêm Đáp 1507- 1542-1582                 | (1)A Nhĩ Thản Hãn Yêm Đáp 1507- 1542-1582                 | (1)A Nhĩ Thản Hãn Yêm Đáp 1507- 1542-1582                 | (1)A Nhĩ Thản Hãn Yêm Đáp 1507- 1542-1582                 |  |  |                         |                         |                         |                         |                         |                         |  |  |                       |                       |                       |                       |                       |                       |  |  |  |  |  |  |  |  |
|                                           |                                           |                                           |                                           |                                                            |                                                            |                                                            |                                                            |                                                            |                                                            |                                |                                |                                                               |                                                               |                                                               |                                                               | (21)A Lạp Khắc Hãn Bác Địch 1504-1519-1547                                           | (21)A Lạp Khắc Hãn Bác Địch 1504-1519-1547                                           | (21)A Lạp Khắc Hãn Bác Địch 1504-1519-1547                                           | (21)A Lạp Khắc Hãn Bác Địch 1504-1519-1547                                           | (21)A Lạp Khắc Hãn Bác Địch 1504-1519-1547                                               | (21)A Lạp Khắc Hãn Bác Địch 1504-1519-1547                                               |                                                                                          |                                                                                          |                                                                                          |                                                                                          |                                                                                  |                                                                                  |                                                                                  |                                                                                  | (1)Cổn Tất Lý Khắc Mặc Nhĩ Căn (Kỷ Ninh) 1522-1531-1542 | (1)Cổn Tất Lý Khắc Mặc Nhĩ Căn (Kỷ Ninh) 1522-1531-1542 | (1)Cổn Tất Lý Khắc Mặc Nhĩ Căn (Kỷ Ninh) 1522-1531-1542          | (1)Cổn Tất Lý Khắc Mặc Nhĩ Căn (Kỷ Ninh) 1522-1531-1542          | (1)Cổn Tất Lý Khắc Mặc Nhĩ Căn (Kỷ Ninh) 1522-1531-1542          | (1)Cổn Tất Lý Khắc Mặc Nhĩ Căn (Kỷ Ninh) 1522-1531-1542          |                                                                  |                                                                  |                                                       |                                                       |                                                       |                                                       |                                    |                                    |                                                                  |                                                                  |                                                                  |                                                                  |                                                                  |                                                                  |                                                            |                                                            |                                                            |                                                            |                                             |                                             |                                                      |                                                      |                                                      |                                                      | (1)A Nhĩ Thản Hãn Yêm Đáp 1507- 1542-1582                 | (1)A Nhĩ Thản Hãn Yêm Đáp 1507- 1542-1582                 | (1)A Nhĩ Thản Hãn Yêm Đáp 1507- 1542-1582                 | (1)A Nhĩ Thản Hãn Yêm Đáp 1507- 1542-1582                 | (1)A Nhĩ Thản Hãn Yêm Đáp 1507- 1542-1582                 | (1)A Nhĩ Thản Hãn Yêm Đáp 1507- 1542-1582                 |  |  |                         |                         |                         |                         |                         |                         |  |  |                       |                       |                       |                       |                       |                       |  |  |  |  |  |  |  |  |
|                                           |                                           |                                           |                                           |                                                            |                                                            |                                                            |                                                            |                                                            |                                                            |                                |                                |                                                               |                                                               |                                                               |                                                               | (22)Khổ Đằng Hãn Đả Lai Tôn 1520-1547-1557                                           | (22)Khổ Đằng Hãn Đả Lai Tôn 1520-1547-1557                                           | (22)Khổ Đằng Hãn Đả Lai Tôn 1520-1547-1557                                           | (22)Khổ Đằng Hãn Đả Lai Tôn 1520-1547-1557                                           | (22)Khổ Đằng Hãn Đả Lai Tôn 1520-1547-1557                                               | (22)Khổ Đằng Hãn Đả Lai Tôn 1520-1547-1557                                               |                                                                                          |                                                                                          | (2)Nặc Diên Đạt Lạt Tế 1522- 1542-1573                                                   | (2)Nặc Diên Đạt Lạt Tế 1522- 1542-1573                                                   | (2)Nặc Diên Đạt Lạt Tế 1522- 1542-1573                                           | (2)Nặc Diên Đạt Lạt Tế 1522- 1542-1573                                           | (2)Nặc Diên Đạt Lạt Tế 1522- 1542-1573                                           | (2)Nặc Diên Đạt Lạt Tế 1522- 1542-1573                                           |                                                         |                                                         |                                                                  |                                                                  |                                                                  |                                                                  |                                                                  |                                                                  |                                                       |                                                       |                                                       |                                                       |                                    |                                    |                                                                  |                                                                  |                                                                  |                                                                  | (2)Khất Khánh Ha 1522- 1582-1586                                 | (2)Khất Khánh Ha 1522- 1582-1586                                 | (2)Khất Khánh Ha 1522- 1582-1586                           | (2)Khất Khánh Ha 1522- 1582-1586                           | (2)Khất Khánh Ha 1522- 1582-1586                           | (2)Khất Khánh Ha 1522- 1582-1586                           |                                             |                                             |                                                      |                                                      |                                                      |                                                      |                                                           |                                                           |                                                           |                                                           |                                                           |                                                           |  |  |                         |                         |                         |                         |                         |                         |  |  |                       |                       |                       |                       |                       |                       |  |  |  |  |  |  |  |  |
|                                           |                                           |                                           |                                           |                                                            |                                                            |                                                            |                                                            |                                                            |                                                            |                                |                                |                                                               |                                                               |                                                               |                                                               | (22)Khổ Đằng Hãn Đả Lai Tôn 1520-1547-1557                                           | (22)Khổ Đằng Hãn Đả Lai Tôn 1520-1547-1557                                           | (22)Khổ Đằng Hãn Đả Lai Tôn 1520-1547-1557                                           | (22)Khổ Đằng Hãn Đả Lai Tôn 1520-1547-1557                                           | (22)Khổ Đằng Hãn Đả Lai Tôn 1520-1547-1557                                               | (22)Khổ Đằng Hãn Đả Lai Tôn 1520-1547-1557                                               |                                                                                          |                                                                                          | (2)Nặc Diên Đạt Lạt Tế 1522- 1542-1573                                                   | (2)Nặc Diên Đạt Lạt Tế 1522- 1542-1573                                                   | (2)Nặc Diên Đạt Lạt Tế 1522- 1542-1573                                           | (2)Nặc Diên Đạt Lạt Tế 1522- 1542-1573                                           | (2)Nặc Diên Đạt Lạt Tế 1522- 1542-1573                                           | (2)Nặc Diên Đạt Lạt Tế 1522- 1542-1573                                           |                                                         |                                                         |                                                                  |                                                                  |                                                                  |                                                                  |                                                                  |                                                                  |                                                       |                                                       |                                                       |                                                       |                                    |                                    |                                                                  |                                                                  |                                                                  |                                                                  | (2)Khất Khánh Ha 1522- 1582-1586                                 | (2)Khất Khánh Ha 1522- 1582-1586                                 | (2)Khất Khánh Ha 1522- 1582-1586                           | (2)Khất Khánh Ha 1522- 1582-1586                           | (2)Khất Khánh Ha 1522- 1582-1586                           | (2)Khất Khánh Ha 1522- 1582-1586                           |                                             |                                             |                                                      |                                                      |                                                      |                                                      |                                                           |                                                           |                                                           |                                                           |                                                           |                                                           |  |  |                         |                         |                         |                         |                         |                         |  |  |                       |                       |                       |                       |                       |                       |  |  |  |  |  |  |  |  |
|                                           |                                           |                                           |                                           |                                                            |                                                            |                                                            |                                                            |                                                            |                                                            |                                |                                |                                                               |                                                               |                                                               |                                                               | (23)Trát Tát Khắc Đồ Hãn Đồ Môn 1536-1557-1592                                       | (23)Trát Tát Khắc Đồ Hãn Đồ Môn 1536-1557-1592                                       | (23)Trát Tát Khắc Đồ Hãn Đồ Môn 1536-1557-1592                                       | (23)Trát Tát Khắc Đồ Hãn Đồ Môn 1536-1557-1592                                       | (23)Trát Tát Khắc Đồ Hãn Đồ Môn 1536-1557-1592                                           | (23)Trát Tát Khắc Đồ Hãn Đồ Môn 1536-1557-1592                                           |                                                                                          |                                                                                          | (3)Bố Diên Ba Đồ Nhĩ ?-1572-1573                                                         | (3)Bố Diên Ba Đồ Nhĩ ?-1572-1573                                                         | (3)Bố Diên Ba Đồ Nhĩ ?-1572-1573                                                 | (3)Bố Diên Ba Đồ Nhĩ ?-1572-1573                                                 | (3)Bố Diên Ba Đồ Nhĩ ?-1572-1573                                                 | (3)Bố Diên Ba Đồ Nhĩ ?-1572-1573                                                 |                                                         |                                                         |                                                                  |                                                                  |                                                                  |                                                                  |                                                                  |                                                                  |                                                       |                                                       |                                                       |                                                       |                                    |                                    |                                                                  |                                                                  |                                                                  |                                                                  | (3)Xả Lực Khắc ?-1586-1607                                       | (3)Xả Lực Khắc ?-1586-1607                                       | (3)Xả Lực Khắc ?-1586-1607                                 | (3)Xả Lực Khắc ?-1586-1607                                 | (3)Xả Lực Khắc ?-1586-1607                                 | (3)Xả Lực Khắc ?-1586-1607                                 |                                             |                                             |                                                      |                                                      |                                                      |                                                      |                                                           |                                                           |                                                           |                                                           |                                                           |                                                           |  |  |                         |                         |                         |                         |                         |                         |  |  |                       |                       |                       |                       |                       |                       |  |  |  |  |  |  |  |  |
|                                           |                                           |                                           |                                           |                                                            |                                                            |                                                            |                                                            |                                                            |                                                            |                                |                                |                                                               |                                                               |                                                               |                                                               | (23)Trát Tát Khắc Đồ Hãn Đồ Môn 1536-1557-1592                                       | (23)Trát Tát Khắc Đồ Hãn Đồ Môn 1536-1557-1592                                       | (23)Trát Tát Khắc Đồ Hãn Đồ Môn 1536-1557-1592                                       | (23)Trát Tát Khắc Đồ Hãn Đồ Môn 1536-1557-1592                                       | (23)Trát Tát Khắc Đồ Hãn Đồ Môn 1536-1557-1592                                           | (23)Trát Tát Khắc Đồ Hãn Đồ Môn 1536-1557-1592                                           |                                                                                          |                                                                                          | (3)Bố Diên Ba Đồ Nhĩ ?-1572-1573                                                         | (3)Bố Diên Ba Đồ Nhĩ ?-1572-1573                                                         | (3)Bố Diên Ba Đồ Nhĩ ?-1572-1573                                                 | (3)Bố Diên Ba Đồ Nhĩ ?-1572-1573                                                 | (3)Bố Diên Ba Đồ Nhĩ ?-1572-1573                                                 | (3)Bố Diên Ba Đồ Nhĩ ?-1572-1573                                                 |                                                         |                                                         |                                                                  |                                                                  |                                                                  |                                                                  |                                                                  |                                                                  |                                                       |                                                       |                                                       |                                                       |                                    |                                    |                                                                  |                                                                  |                                                                  |                                                                  | (3)Xả Lực Khắc ?-1586-1607                                       | (3)Xả Lực Khắc ?-1586-1607                                       | (3)Xả Lực Khắc ?-1586-1607                                 | (3)Xả Lực Khắc ?-1586-1607                                 | (3)Xả Lực Khắc ?-1586-1607                                 | (3)Xả Lực Khắc ?-1586-1607                                 |                                             |                                             |                                                      |                                                      |                                                      |                                                      |                                                           |                                                           |                                                           |                                                           |                                                           |                                                           |  |  |                         |                         |                         |                         |                         |                         |  |  |                       |                       |                       |                       |                       |                       |  |  |  |  |  |  |  |  |
|                                           |                                           |                                           |                                           |                                                            |                                                            |                                                            |                                                            |                                                            |                                                            |                                |                                |                                                               |                                                               |                                                               |                                                               | (24)Triệt Thần Hãn Bố Diên 1554-1592-1604                                            | (24)Triệt Thần Hãn Bố Diên 1554-1592-1604                                            | (24)Triệt Thần Hãn Bố Diên 1554-1592-1604                                            | (24)Triệt Thần Hãn Bố Diên 1554-1592-1604                                            | (24)Triệt Thần Hãn Bố Diên 1554-1592-1604                                                | (24)Triệt Thần Hãn Bố Diên 1554-1592-1604                                                |                                                                                          |                                                                                          | (4)Bác Thạc Khắc Đồ 1565-1573-1626                                                       | (4)Bác Thạc Khắc Đồ 1565-1573-1626                                                       | (4)Bác Thạc Khắc Đồ 1565-1573-1626                                               | (4)Bác Thạc Khắc Đồ 1565-1573-1626                                               | (4)Bác Thạc Khắc Đồ 1565-1573-1626                                               | (4)Bác Thạc Khắc Đồ 1565-1573-1626                                               |                                                         |                                                         |                                                                  |                                                                  |                                                                  |                                                                  |                                                                  |                                                                  |                                                       |                                                       |                                                       |                                                       |                                    |                                    |                                                                  |                                                                  |                                                                  |                                                                  | Triều Thố thai cát ?-?                                           | Triều Thố thai cát ?-?                                           | Triều Thố thai cát ?-?                                     | Triều Thố thai cát ?-?                                     | Triều Thố thai cát ?-?                                     | Triều Thố thai cát ?-?                                     |                                             |                                             |                                                      |                                                      |                                                      |                                                      |                                                           |                                                           |                                                           |                                                           |                                                           |                                                           |  |  |                         |                         |                         |                         |                         |                         |  |  |                       |                       |                       |                       |                       |                       |  |  |  |  |  |  |  |  |
|                                           |                                           |                                           |                                           |                                                            |                                                            |                                                            |                                                            |                                                            |                                                            |                                |                                |                                                               |                                                               |                                                               |                                                               | (24)Triệt Thần Hãn Bố Diên 1554-1592-1604                                            | (24)Triệt Thần Hãn Bố Diên 1554-1592-1604                                            | (24)Triệt Thần Hãn Bố Diên 1554-1592-1604                                            | (24)Triệt Thần Hãn Bố Diên 1554-1592-1604                                            | (24)Triệt Thần Hãn Bố Diên 1554-1592-1604                                                | (24)Triệt Thần Hãn Bố Diên 1554-1592-1604                                                |                                                                                          |                                                                                          | (4)Bác Thạc Khắc Đồ 1565-1573-1626                                                       | (4)Bác Thạc Khắc Đồ 1565-1573-1626                                                       | (4)Bác Thạc Khắc Đồ 1565-1573-1626                                               | (4)Bác Thạc Khắc Đồ 1565-1573-1626                                               | (4)Bác Thạc Khắc Đồ 1565-1573-1626                                               | (4)Bác Thạc Khắc Đồ 1565-1573-1626                                               |                                                         |                                                         |                                                                  |                                                                  |                                                                  |                                                                  |                                                                  |                                                                  |                                                       |                                                       |                                                       |                                                       |                                    |                                    |                                                                  |                                                                  |                                                                  |                                                                  | Triều Thố thai cát ?-?                                           | Triều Thố thai cát ?-?                                           | Triều Thố thai cát ?-?                                     | Triều Thố thai cát ?-?                                     | Triều Thố thai cát ?-?                                     | Triều Thố thai cát ?-?                                     |                                             |                                             |                                                      |                                                      |                                                      |                                                      |                                                           |                                                           |                                                           |                                                           |                                                           |                                                           |  |  |                         |                         |                         |                         |                         |                         |  |  |                       |                       |                       |                       |                       |                       |  |  |  |  |  |  |  |  |
|                                           |                                           |                                           |                                           |                                                            |                                                            |                                                            |                                                            |                                                            |                                                            |                                |                                |                                                               |                                                               |                                                               |                                                               |                                                                                      |                                                                                      |                                                                                      |                                                                                      |                                                                                          |                                                                                          |                                                                                          |                                                                                          |                                                                                          |                                                                                          |                                                                                  |                                                                                  |                                                                                  |                                                                                  |                                                         |                                                         |                                                                  |                                                                  |                                                                  |                                                                  |                                                                  |                                                                  |                                                       |                                                       |                                                       |                                                       |                                    |                                    |                                                                  |                                                                  |                                                                  |                                                                  |                                                                  |                                                                  |                                                            |                                                            |                                                            |                                                            |                                             |                                             |                                                      |                                                      |                                                      |                                                      |                                                           |                                                           |                                                           |                                                           |                                                           |                                                           |  |  |                         |                         |                         |                         |                         |                         |  |  |                       |                       |                       |                       |                       |                       |  |  |  |  |  |  |  |  |
|                                           |                                           |                                           |                                           |                                                            |                                                            |                                                            |                                                            |                                                            |                                                            |                                |                                |                                                               |                                                               |                                                               |                                                               | Mãng Hoà Khắc ?-trước 1604                                                           | Mãng Hoà Khắc ?-trước 1604                                                           | Mãng Hoà Khắc ?-trước 1604                                                           | Mãng Hoà Khắc ?-trước 1604                                                           | Mãng Hoà Khắc ?-trước 1604                                                               | Mãng Hoà Khắc ?-trước 1604                                                               |                                                                                          |                                                                                          | (5)Tư Lăng Ngạch Nhĩ Đức Ni 1591-1626                                                    | (5)Tư Lăng Ngạch Nhĩ Đức Ni 1591-1626                                                    | (5)Tư Lăng Ngạch Nhĩ Đức Ni 1591-1626                                            | (5)Tư Lăng Ngạch Nhĩ Đức Ni 1591-1626                                            | (5)Tư Lăng Ngạch Nhĩ Đức Ni 1591-1626                                            | (5)Tư Lăng Ngạch Nhĩ Đức Ni 1591-1626                                            |                                                         |                                                         | (6)Ngạch Lân Thần 1600- 1627-1630 1634-1656 (thân vương)         | (6)Ngạch Lân Thần 1600- 1627-1630 1634-1656 (thân vương)         | (6)Ngạch Lân Thần 1600- 1627-1630 1634-1656 (thân vương)         | (6)Ngạch Lân Thần 1600- 1627-1630 1634-1656 (thân vương)         | (6)Ngạch Lân Thần 1600- 1627-1630 1634-1656 (thân vương)         | (6)Ngạch Lân Thần 1600- 1627-1630 1634-1656 (thân vương)         |                                                       |                                                       | (7)Đồ Ba ?-1630-1634-?                                | (7)Đồ Ba ?-1630-1634-?                                | (7)Đồ Ba ?-1630-1634-?             | (7)Đồ Ba ?-1630-1634-?             | (7)Đồ Ba ?-1630-1634-?                                           | (7)Đồ Ba ?-1630-1634-?                                           |                                                                  |                                                                  | (4)Bốc Thất Thố ?-1613-1628-?                                    | (4)Bốc Thất Thố ?-1613-1628-?                                    | (4)Bốc Thất Thố ?-1613-1628-?                              | (4)Bốc Thất Thố ?-1613-1628-?                              | (4)Bốc Thất Thố ?-1613-1628-?                              | (4)Bốc Thất Thố ?-1613-1628-?                              |                                             |                                             |                                                      |                                                      |                                                      |                                                      |                                                           |                                                           |                                                           |                                                           |                                                           |                                                           |  |  |                         |                         |                         |                         |                         |                         |  |  |                       |                       |                       |                       |                       |                       |  |  |  |  |  |  |  |  |
|                                           |                                           |                                           |                                           |                                                            |                                                            |                                                            |                                                            |                                                            |                                                            |                                |                                |                                                               |                                                               |                                                               |                                                               | Mãng Hoà Khắc ?-trước 1604                                                           | Mãng Hoà Khắc ?-trước 1604                                                           | Mãng Hoà Khắc ?-trước 1604                                                           | Mãng Hoà Khắc ?-trước 1604                                                           | Mãng Hoà Khắc ?-trước 1604                                                               | Mãng Hoà Khắc ?-trước 1604                                                               |                                                                                          |                                                                                          | (5)Tư Lăng Ngạch Nhĩ Đức Ni 1591-1626                                                    | (5)Tư Lăng Ngạch Nhĩ Đức Ni 1591-1626                                                    | (5)Tư Lăng Ngạch Nhĩ Đức Ni 1591-1626                                            | (5)Tư Lăng Ngạch Nhĩ Đức Ni 1591-1626                                            | (5)Tư Lăng Ngạch Nhĩ Đức Ni 1591-1626                                            | (5)Tư Lăng Ngạch Nhĩ Đức Ni 1591-1626                                            |                                                         |                                                         | (6)Ngạch Lân Thần 1600- 1627-1630 1634-1656 (thân vương)         | (6)Ngạch Lân Thần 1600- 1627-1630 1634-1656 (thân vương)         | (6)Ngạch Lân Thần 1600- 1627-1630 1634-1656 (thân vương)         | (6)Ngạch Lân Thần 1600- 1627-1630 1634-1656 (thân vương)         | (6)Ngạch Lân Thần 1600- 1627-1630 1634-1656 (thân vương)         | (6)Ngạch Lân Thần 1600- 1627-1630 1634-1656 (thân vương)         |                                                       |                                                       | (7)Đồ Ba ?-1630-1634-?                                | (7)Đồ Ba ?-1630-1634-?                                | (7)Đồ Ba ?-1630-1634-?             | (7)Đồ Ba ?-1630-1634-?             | (7)Đồ Ba ?-1630-1634-?                                           | (7)Đồ Ba ?-1630-1634-?                                           |                                                                  |                                                                  | (4)Bốc Thất Thố ?-1613-1628-?                                    | (4)Bốc Thất Thố ?-1613-1628-?                                    | (4)Bốc Thất Thố ?-1613-1628-?                              | (4)Bốc Thất Thố ?-1613-1628-?                              | (4)Bốc Thất Thố ?-1613-1628-?                              | (4)Bốc Thất Thố ?-1613-1628-?                              |                                             |                                             |                                                      |                                                      |                                                      |                                                      |                                                           |                                                           |                                                           |                                                           |                                                           |                                                           |  |  |                         |                         |                         |                         |                         |                         |  |  |                       |                       |                       |                       |                       |                       |  |  |  |  |  |  |  |  |
|                                           |                                           |                                           |                                           |                                                            |                                                            |                                                            |                                                            |                                                            |                                                            |                                |                                |                                                               |                                                               |                                                               |                                                               | (25)Hô Đồ Khắc Đồ Hãn Lâm Đan 1592-1604-1634                                         | (25)Hô Đồ Khắc Đồ Hãn Lâm Đan 1592-1604-1634                                         | (25)Hô Đồ Khắc Đồ Hãn Lâm Đan 1592-1604-1634                                         | (25)Hô Đồ Khắc Đồ Hãn Lâm Đan 1592-1604-1634                                         | (25)Hô Đồ Khắc Đồ Hãn Lâm Đan 1592-1604-1634                                             | (25)Hô Đồ Khắc Đồ Hãn Lâm Đan 1592-1604-1634                                             |                                                                                          |                                                                                          |                                                                                          |                                                                                          |                                                                                  |                                                                                  |                                                                                  |                                                                                  |                                                         |                                                         |                                                                  |                                                                  |                                                                  |                                                                  |                                                                  |                                                                  |                                                       |                                                       |                                                       |                                                       |                                    |                                    |                                                                  |                                                                  |                                                                  |                                                                  | (5)Nga Mộc Bố ?-1628-1634-?                                      | (5)Nga Mộc Bố ?-1628-1634-?                                      | (5)Nga Mộc Bố ?-1628-1634-?                                | (5)Nga Mộc Bố ?-1628-1634-?                                | (5)Nga Mộc Bố ?-1628-1634-?                                | (5)Nga Mộc Bố ?-1628-1634-?                                |                                             |                                             |                                                      |                                                      |                                                      |                                                      |                                                           |                                                           |                                                           |                                                           |                                                           |                                                           |  |  |                         |                         |                         |                         |                         |                         |  |  |                       |                       |                       |                       |                       |                       |  |  |  |  |  |  |  |  |
|                                           |                                           |                                           |                                           |                                                            |                                                            |                                                            |                                                            |                                                            |                                                            |                                |                                |                                                               |                                                               |                                                               |                                                               | (25)Hô Đồ Khắc Đồ Hãn Lâm Đan 1592-1604-1634                                         | (25)Hô Đồ Khắc Đồ Hãn Lâm Đan 1592-1604-1634                                         | (25)Hô Đồ Khắc Đồ Hãn Lâm Đan 1592-1604-1634                                         | (25)Hô Đồ Khắc Đồ Hãn Lâm Đan 1592-1604-1634                                         | (25)Hô Đồ Khắc Đồ Hãn Lâm Đan 1592-1604-1634                                             | (25)Hô Đồ Khắc Đồ Hãn Lâm Đan 1592-1604-1634                                             |                                                                                          |                                                                                          |                                                                                          |                                                                                          |                                                                                  |                                                                                  |                                                                                  |                                                                                  |                                                         |                                                         |                                                                  |                                                                  |                                                                  |                                                                  |                                                                  |                                                                  |                                                       |                                                       |                                                       |                                                       |                                    |                                    |                                                                  |                                                                  |                                                                  |                                                                  | (5)Nga Mộc Bố ?-1628-1634-?                                      | (5)Nga Mộc Bố ?-1628-1634-?                                      | (5)Nga Mộc Bố ?-1628-1634-?                                | (5)Nga Mộc Bố ?-1628-1634-?                                | (5)Nga Mộc Bố ?-1628-1634-?                                | (5)Nga Mộc Bố ?-1628-1634-?                                |                                             |                                             |                                                      |                                                      |                                                      |                                                      |                                                           |                                                           |                                                           |                                                           |                                                           |                                                           |  |  |                         |                         |                         |                         |                         |                         |  |  |                       |                       |                       |                       |                       |                       |  |  |  |  |  |  |  |  |
|                                           |                                           |                                           |                                           |                                                            |                                                            |                                                            |                                                            |                                                            |                                                            |                                |                                |                                                               |                                                               |                                                               |                                                               |                                                                                      |                                                                                      |                                                                                      |                                                                                      |                                                                                          |                                                                                          |                                                                                          |                                                                                          |                                                                                          |                                                                                          |                                                                                  |                                                                                  |                                                                                  |                                                                                  |                                                         |                                                         |                                                                  |                                                                  |                                                                  |                                                                  |                                                                  |                                                                  |                                                       |                                                       |                                                       |                                                       |                                    |                                    |                                                                  |                                                                  |                                                                  |                                                                  |                                                                  |                                                                  |                                                            |                                                            |                                                            |                                                            |                                             |                                             |                                                      |                                                      |                                                      |                                                      |                                                           |                                                           |                                                           |                                                           |                                                           |                                                           |  |  |                         |                         |                         |                         |                         |                         |  |  |                       |                       |                       |                       |                       |                       |  |  |  |  |  |  |  |  |
|                                           |                                           |                                           |                                           |                                                            |                                                            |                                                            |                                                            |                                                            |                                                            |                                |                                |                                                               |                                                               |                                                               |                                                               | (26)Ngạch Nhĩ Khắc Khổng Quả Nhĩ (Ngạch Triết) ?-1634-1635 1635-1641 (thân vương)    | (26)Ngạch Nhĩ Khắc Khổng Quả Nhĩ (Ngạch Triết) ?-1634-1635 1635-1641 (thân vương)    | (26)Ngạch Nhĩ Khắc Khổng Quả Nhĩ (Ngạch Triết) ?-1634-1635 1635-1641 (thân vương)    | (26)Ngạch Nhĩ Khắc Khổng Quả Nhĩ (Ngạch Triết) ?-1634-1635 1635-1641 (thân vương)    | (26)Ngạch Nhĩ Khắc Khổng Quả Nhĩ (Ngạch Triết) ?-1634-1635 1635-1641 (thân vương)        | (26)Ngạch Nhĩ Khắc Khổng Quả Nhĩ (Ngạch Triết) ?-1634-1635 1635-1641 (thân vương)        |                                                                                          |                                                                                          | A Bố Nại 1535-1641-1675 (thân vương)                                                     | A Bố Nại 1535-1641-1675 (thân vương)                                                     | A Bố Nại 1535-1641-1675 (thân vương)                                             | A Bố Nại 1535-1641-1675 (thân vương)                                             | A Bố Nại 1535-1641-1675 (thân vương)                                             | A Bố Nại 1535-1641-1675 (thân vương)                                             |                                                         |                                                         |                                                                  |                                                                  |                                                                  |                                                                  |                                                                  |                                                                  |                                                       |                                                       |                                                       |                                                       |                                    |                                    |                                                                  |                                                                  |                                                                  |                                                                  |                                                                  |                                                                  |                                                            |                                                            |                                                            |                                                            |                                             |                                             |                                                      |                                                      |                                                      |                                                      |                                                           |                                                           |                                                           |                                                           |                                                           |                                                           |  |  |                         |                         |                         |                         |                         |                         |  |  |                       |                       |                       |                       |                       |                       |  |  |  |  |  |  |  |  |